# Vương quốc Bột Hải
Bột Hải (tiếng Hàn: 발해; Hanja: 渤海; Romaja: Palhae; McCune–Reischauer: Balhae, tiếng Trung: 渤海; bính âm: Bóhǎi, tiếng Nga: Пархэ, Бохай) là một vương quốc đa sắc tộc cổ của Triều Tiên tồn tại từ năm 698 đến 926 được lập ra bởi Đại Tộ Vinh (Tae Choyŏng) từ sau khi Nhà nước Cao Câu Ly sụp đổ. Phạm vi lãnh thổ của quốc gia này tương ứng với phần lãnh thổ của nước Đông Phù Dư (ngày nay là hai tỉnh Cát Lâm, Liêu Ninh của Trung Quốc) và một phần vùng Viễn Đông của Nga.

## Lịch sử

### Thành lập với quốc hiệu ban đầu là Đại Chấn
Bột Hải được nhắc tới sớm nhất trong tài liệu Cựu Đường thư - biên soạn trong năm 941-945. Miền Nam Mãn Châu cùng với cực Bắc của Triều Tiên trước đây thuộc về quốc gia Cao Câu Ly, một trong ba thế lực lớn thời Tam Quốc Triều Tiên. Năm 668, nhà nước Cao Câu Ly diệt vong trước cuộc tấn công của nhà Đường (đời vua Đường Cao Tông) và Tân La (đời vua Tân La Văn Vũ vương). Tân La sáp nhập vùng đất ở phía Nam sông Đại Đồng vào lãnh thổ của mình và trở thành Tân La Thống nhất vào năm 676, còn nhà Đường thì đoạt lấy vùng lãnh thổ nằm ở phía Tây Mãn Châu.
Năm 696, người Khiết Đan của Lý Tận Trung và Tôn Vạn Vinh, Lý Giai Cố đã nổi dậy, giết chết An Đông đô hộ Triệu Văn Hối và đưa Doanh Châu của nhà Chu (đời vua Võ Tắc Thiên) trở lại quyền kiểm soát của mình. Đại Trọng Tượng (大仲象, Tae Chungsang), một bộ tướng cũ của Cao Câu Ly và là thủ lĩnh của khối cư dân Cao Câu Ly còn sót lại sau khi quốc gia này bị diệt vong, cùng con trai là Đại Tộ Vinh liên minh với thủ lĩnh của người Mạt Hạt là Khất Tứ Bỉ Vũ (乞四比羽) hỗ trợ cho người Khiết Đan lập quốc Đại Khiết Đan quốc. Đến năm 697 Đại Khiết Đan quốc sụp đổ sau khi bị liên quân nhà Chu - Đột Quyết đánh bại. Hai tướng của Đại Khiết Đan quốc là Lý Giai Cố (李楷固) và Lạc Vũ Chỉnh (駱務整) quy hàng Võ Tắc Thiên.
Sau đó Đại Trọng Tượng và Khất Tứ Bỉ Vũ vân tiếp tục chống lại nhà Chu của Võ Tắc Thiên vào năm 698. Theo Tân Đường thư, Võ hoàng đã phái sứ giả sắc phong cho Đại Trọng Tượng là Chấn Quốc công và phong cho Khất Tứ Bỉ Vũ là Hứa Quốc công để yên lòng họ. Khất Tứ Bỉ Vũ đã từ chối chức danh Hứa Quốc công này. Võ hoàng phái Lý Giai Cố (李楷固) dẫn 200.000 quân Chu tấn công Đại Trọng Tượng và Khất Tứ Bỉ Vũ.
Cả Đại Trọng Tượng và Khất Tứ Bỉ Vũ đều bị quân Chu của Lý Giai Cố giết chết, nhưng con trai của Tượng là Đại Tộ Vinh (大祚榮, 대조영, Tae Choyŏng), một cựu tướng của Cao Câu Ly tiếp tục lãnh đạo liên quân Cao Câu Ly - Mạt Hạt chống lại nhà Chu. Đại Tộ Vinh đặt 1000 địa điểm mai phục, tiến hành đánh du kích, tập kích quân Chu của Lý Giai Cố 1000 lần. Trận đánh giữa Đại Tộ Vinh và quân nhà Chu của Lý Giai Cố rất ác liệt tại Cheonmun-ryeong (tiếng Trung: 天門嶺; Hán-Việt: Thiên Môn Lĩnh; bính âm: Tiānmén lǐng) cùng năm 698, và kết quả là quân của Đại Tộ Vinh đã chiến thắng. Để thực hiện giấc mơ của cha mình, Đại Tộ Vinh giành lấy 1 miền lãnh thổ rộng lớn của Mãn Châu ngày nay, lập ra vương quốc Đại Chấn (Daejin), tự xưng là Chấn vương, niên hiệu là Thiên Thống (Cheontong), xây dựng kinh thành tại gần núi Đông Mưu, nên thành cũng được đặt tên là Đông Mưu (nay thuộc tỉnh Cát Lâm, Trung Quốc). Tin truyền hậu duệ của Cao Câu Ly với chí lực và võ nghệ cao cường đã xây thành ở núi Đông Mưu và chuẩn bị mở rộng đất đai vừa lan ra thì nhưng tàn dân thuộc vùng đất xưa của Cao Câu Ly liền nhanh chóng tụ tập, tạo nên cốt lõi cho nhà nước mới. Sách Cựu Đường thư ghi rằng vương quốc ban đầu có khoảng 100.000 hộ gia đình và hàng chục nghìn binh lính, cho thấy dân số của nước Đại Chấn khi đó vào khoảng 500.000 người. Chấn vương Đại Tộ Vinh phái sứ giả sang Hãn quốc Hậu Đột Quyết lập liên minh chống nhà Chu với Thiên Thiện Khả hãn A Sử Na Mặc Xuyết.
Năm 699, Chấn vương Đại Tộ Vinh cho trích lọc những cái hay của các bộ luật, quốc pháp của nhà Đường, nước Bách Tế (Baekje) cũ, nước Cao Câu Ly (Goguryeo) cũ, nhà Chu, nước Tân La (Silla), nước Hãn quốc Hậu Đột Quyết, tộc Khiết Đan, tộc Khố Mạc Hề (Kumo Xi), tộc Bạch Sơn Mạt Hạt và tộc Hắc Sơn Mạt Hạt. Kế đó, Chấn vương Đại Tộ Vinh soạn ra bộ luật cho nước Đại Chấn, gọi là Thiên Thống Luật (Cheontong Lu). Thiên Thống Luật này có vai trò quan trọng trong việc cai trị đất nước, tương tự như Hiến Pháp của các quốc gia ngày nay. Thiên Thống Luật của Đại Tộ Vinh xác định rằng nước Đại Chấn này là hậu duệ của nước Cao Câu Ly (Goguryeo) cũ, coi vua Đông Minh Vương Cao Chu Mông là tổ tiên của nước Cao Câu Ly cũ và nước Đại Chấn. Nước Đại Chấn của Chấn vương Đại Tộ Vinh dùng ngôn ngữ là tiếng Cao Câu Ly, chữ viết là chữ Cao Câu Ly.
Vì nước Cổ Triều Tiên (2333 TCN - 108 TCN) được khai sinh trên núi Bạch Đầu (Baekdu, nay là núi Trường Bạch) nên Chấn vương Đại Tộ Vinh cử hành các nghi lễ tế tự thờ núi Bạch Đầu như các quốc gia Phù Dư (Buyeo), Cao Câu Ly (Goguryeo) từng thực hiện.
Cùng năm 699, Chấn vương Đại Tộ Vinh dẫn quân Đại Chấn đánh chiếm nhiệm sở của An Đông đô hộ phủ là Tân Thành (này là Phú Thuận, Liêu Ninh, Trung Quốc). An Đông đô hộ Bùi Huyền Khê (裴玄珪) phải bỏ Tân Thành chạy trốn. Võ Tắc Thiên đổi nhiệm sở An Đông đô hộ phủ từ Tân Thành đã rơi vào tay Đại Tộ Vinh sang khu vực phía tây của Liêu Đông.
Quân đội nhà Chu 200.000 quân do Yên Quốc công Võ Giai Cố chỉ huy tấn công nước Đại Chấn năm 700. Chấn vương Đại Tộ Vinh dẫn quân đến hỗ trợ các thành trì chống quân Chu. Đến năm 701 Đại Tộ Vinh đánh bại quân Chu. Thiên Thiện Khả hãn A Sử Na Mặc Xuyết sai sứ sang nước Đại Chấn yêu cầu Chấn vương Đại Tộ Vinh hỗ trợ mình chống lại nhà Chu. Chấn vương Đại Tộ Vinh đồng ý và gửi 1 cánh quân Đại Chấn sang giúp A Sử Na Mặc Xuyết đánh các thành trì nhà Chu. Yên Quốc công Võ Giai Cố nghe tin thì kêu gọi Khả hãn Lý Thất Hoạt của tộc Khiết Đan phía bắc Doanh Châu và tộc Hắc Sơn Mạt Hạt đông bắc nước Đại Chấn cùng tấn công biên giới nước Đại Chấn. Chấn vương Đại Tộ Vinh chia quân làm ba cánh: cánh quân thứ nhất đi trấn áp tộc Hắc Sơn Mạt Hạt phía đông bắc, cánh quân thứ hai đánh đuổi tộc Khiết Đan phía tây bắc và cánh quân thứ ba tấn công các thành Baekam, Liêu Thành của nhà Chu phía tây nam. Cánh quân Đại Chấn thứ nhất đánh tan quân Hắc Sơn Mạt Hạt, chiếm lấy lãnh thổ của họ, chiếm lại ngọn núi đầy muối ven biển vốn thuộc Cao Câu Ly (Goguryeo) ngày xưa. Người Hắc Sơn Mạt Hạt phải chạy lên phía bắc. Cánh quân Đại Chấn thứ hai đánh tan quân Khiết Đan của Khả hãn Lý Thất Hoạt. Lý Thất Hoạt phải lui quân về Liêu Hà phía tây. Cánh quân Đại Chấn thứ ba thì bị Yên Quốc công Võ Giai Cố và Lạc Vũ Chỉnh cầm chân ở phía bắc Liêu Đông. Trong khi đó Thiên Thiện Khả hãn A Sử Na Mặc Xuyết liên tục đánh chiếm các thành trì ở tây bắc nhà Chu, sắp tiến đến Trường An (nơi Võ Tắc Thiên đang ở). Thấy tình hình nguy cấp, Võ Đán phụng mệnh Võ Tắc Thiên đi đánh dẹp quân Đột Quyết của A Sử Na Mặc Xuyết đang tiến sâu vào lãnh thổ nhà Chu, nhưng sau đó quân Đột Quyết của A Sử Na Mặc Xuyết lui quân trước.
Năm 702, Chấn vương Đại Tộ Vinh gọi cánh quân Đại Chấn đang đánh với quân Chu của Yên Quốc công Võ Giai Cố và Lạc Vũ Chỉnh ở phía bắc Liêu Đông trở về. Võ Tắc Thiên dường như đang dự tính thêm hành động quân sự ở phía đông bắc và giao tể tướng Ngụy Nguyên Trung chỉ huy. Thủ lĩnh Phất Niết Mạt Hạt là Lý Đa Tộ được Võ Tắc Thiên phong làm quyền chỉ huy tại U Châu (幽州, gần Bắc Kinh ngày nay), với sự hỗ trợ của các tướng Tiết Nột (con trai của Tiết Nhân Quý, nhân gian gọi là Tiết Đinh San) và Lạc Vũ Chỉnh (駱務整). Tuy nhiên, có vẻ như hành động quân sự này đã không được phát động trong năm 702. Năm 704 Yên Quốc công Võ Giai Cố và Lạc Vũ Chỉnh lại dẫn quân Chu tiến đánh nước Đại Chấn của Chấn vương Đại Tộ Vinh.
Năm 705 vua Đường Trung Tông giành lại quyền lực từ nữ hoàng Võ Tắc Thiên, lấy lại quốc hiệu Đại Đường khiến Võ Giai Cố đang đánh Chấn vương Đại Tộ Vinh phải đổi cờ xí Đại Chu sang Đại Đường và lấy lại họ Lý (gọi là Lý Giai Cố). Cuối cùng Lý Giai Cố cũng bị Chấn vương Đại Tộ Vinh đánh bại. Tướng Lạc Vũ Chỉnh của quân Đường tử trận. Yên Quốc công Lý Giai Cố cùng 1000 tàn quân Đường rút chạy về Liêu Hà phía tây Liêu Đông. Đại Tộ Vinh dẫn quân Đại Chấn đánh chiếm lại các thành Baekam, Liêu Thành và Ansi từ quân Đường, sau đó bao vây Liêu Hà của nhà Đường. Lý Giai Cố dẫn quân Đường ra quyết chiến với quân Đại Chấn của Đại Tộ Vinh. Kết cục, Yên Quốc công Lý Giai Cố tử trận ở Liêu Hà, quân đội nhà Đường thua tan tác. Đại Tộ Vinh cho quân rút khỏi Liêu Hà, lui về phía đông để tránh quân đội Tiểu Cao Câu Ly của Cao Câu Ly vương Cao Đức Vũ (Go Deokmu) ở Liêu Đông. Sau cùng, Đại Tộ Vinh cũng đã có thể xây dựng một quốc gia độc lập tại vùng đất Ấp Lâu (挹婁) cũ. Khi biết Đường Trung Tông đã lật đổ Võ Tắc Thiên, trung hưng lại cơ nghiệp họ Lý Đường, cùng năm 705, Chấn vương Đại Tộ Vinh bèn thay đổi chính sách, hòa giải với nhà Đường. Cùng năm 705, vua Đường Trung Tông dời nhiệm sở của An Đông đô hộ phủ từ phía tây Liêu Đông sang U Châu (nay là Bắc Kinh, Trung Quốc), đồng thời gọi An Đông đô hộ Đường Hưu Cảnh (唐休璟) từ phía tây Liêu Đông về U Châu.
Đại Tộ Vinh sau đó còn thiết lập quan hệ hữu hảo với Tiểu Cao Câu Ly của Cao Câu Ly vương Cao Đức Vũ (Go Deokmu) ở Liêu Đông vào năm Thiên Thống thứ 10 (năm 707). Chấn vương Đại Tộ Vinh sau đó còn thiết lập quan hệ hòa bình với tộc Khiết Đan của Khả hãn Lý Thất Hoạt (李失活) phía bắc Doanh Châu nhà Đường vào năm Thiên Thống thứ 14 (711).

### Quốc hiệu được đổi từ Đại Chấn sang Bột Hải
Trong giao tiếp ngoại giao giữa Tân La (đời vua Tân La Thánh Đức vương) và Đại Chấn, vua Tân La Thánh Đức vương đã cố gắng phong cho Chấn vương Đại Tộ Vinh với danh hiệu tương đương với quan chức hạng năm ở Tân La là "Đại A Chấn (Dae Achan)" vào năm 710. Chấn vương Đại Tộ Vinh và người Đại Chấn không biết hệ thống cấp bậc được sử dụng ở Tân La nên họ đã chấp nhận danh hiệu này. Sau một thời gian, Chấn vương Đại Tộ Vinh nhận ra ý nghĩa của danh hiệu và tìm cách thay đổi địa vị quốc tế của quốc gia mình. Năm 712, Chấn vương Đại Tộ Vinh đổi lại quốc hiệu từ Đại Chấn (Daejin) sang Bột Hải (Balhae), xưng là Bột Hải vương, sử sách gọi là Cao Vương.
Năm 713, vua Đường Huyền Tông phong Bột Hải vương Đại Tộ Vinh làm Bột Hải quận vương (Bột Hải là tên của vùng biển bao quanh Liêu Đông và Sơn Đông nhà Đường). Cả nhà Đường và Tân La đều không công nhận vương quốc Bột Hải là quốc gia kế vị Cao Câu Ly. Nhà Đường coi Bột Hải là một công quốc trong khi Tân La coi Bột Hải là chư hầu của họ. Bột Hải vương Đại Tộ Vinh đối với Tân La cũng giữ quan hệ hòa bình, nhưng thực chất bên trong cũng muốn đánh Tân La vì Tân La từng giúp quân Đường tiêu diệt Cao Câu Ly (quốc gia tiền thân của Bột Hải). Từ năm 713 đến năm 721, Tân La đã xây dựng bức tường phía bắc để duy trì hoạt động phòng thủ dọc biên giới, tránh bị Bột Hải tấn công. Người kế nghiệp Bột Hải vương Đại Tộ Vinh là Bột Hải Vũ Vương sau này là người thay ông, đánh cho nước Tân La tan tác, cũng vì đất nước này trước đây đã hợp với quân Đường diệt Cao Cấu Ly năm 668 - nơi mà ông từng sống.
Năm 714, vua Đường Huyền Tông dời nhiệm sở của An Đông đô hộ phủ từ U Châu (nay là Bắc Kinh, Trung Quốc) sang Bình Châu (nay là Lư Long, Hà Bắc, Trung Quốc), đồng thời gọi An Đông đô hộ Đan Tư Kính (单思敬) về Trường An. Vua Đường Huyền Tông phong cho Hưa Khâm Thấu (许钦凑) làm An Đông đô hộ.
Năm 717 Khả hãn Lý Thất Hoạt của tộc Khiết Đan qua đời, Lý Sa Cố (李娑固) kế vị Khả hãn Khiết Đan và cũng duy trì hòa bình với Bột Hải vương Đại Tộ Vinh.
Tháng 6 năm Thiên Thống thứ 22 (719), Bột Hải Cao Vương Đại Tộ Vinh băng hà, thọ 74 tuổi. Người con trai trưởng của ông là Đại Vũ Nghệ (Dae Muye) lên ngôi, tức là Vũ Vương nhà Bột Hải. Đại Tộ Vinh đã để lại di chúc rằng "Đừng quên tinh thần Cao Câu Ly, hãy kế thừa tinh thần của Cao Câu Ly". Vũ Vương truy hiệu cho cha mình là Hiếu Cao đại vương là danh hiệu có tính tượng trưng cho "Vua của Cao Câu Ly", truyền lại ý chí mạnh mẽ cho các đời vua Bột Hải sau này. Ý nghĩa ấy được thể hiện trong việc dựng nên đại đế chế rộng lớn từ phía Bắc bán đảo Triều Tiên cho tới tận vùng Siberia của Nga ngày nay, từ phía Đông Bắc Trung Quốc tới bờ biển Thái Bình Dương.
Năm 756 vì Loạn An Sử nổ ra, vua Đường Túc Tông bãi bỏ An Đông đô hộ phủ, Liêu Tây Cổ Thành không còn là trú địa của An Đông đô hộ phủ nữa. Năm 762 vua Đường Đại Tông công nhận Bột Hải là một vương quốc, đời vua Bột Hải Văn Vương Đại Khâm Mậu.

## Bành trướng và quan hệ đối ngoại
Với sự thành lập của Bột Hải ở Mãn Châu, khu vực Mãn Châu và bán đảo Triều Tiên đã trở thành cuộc đối đầu giữa Tân La ở phía Nam và Bột Hải ở phía Bắc.

Bản đồ Tiểu Cao Câu Ly (màu xanh nhạt) và vương quốc Bột Hải (màu xanh đậm)

Bột Hải đã bắt đầu mở rộng lãnh thổ và giành lại quyền kiểm soát hầu hết các lãnh thổ cũ của Cao Câu Ly. Vua thứ hai của Bột Hải, Bột Hải Vũ Vương (719-737), dù được vua Đường Huyền Tông sắc phong vương vị là Quế Lâu Vương (Gyeru wang) - Vương của tỉnh Quế Lâu (Gyeru) nhưng ông cảm thấy đất nước của mình bị bao vây bởi các thế lực của nhà Đường, Tân La và tộc người Hắc Thủy Mạt Hạt ở khu vực Hắc Long Giang; ông chủ trương tấn công các nước ấy trước. Bột Hải Vũ Vương tuyên bố niên hiệu Nhân An (In-an) cùng năm 719 (niên hiệu thay thế cho niên hiệu Thiên Thống của vua Bột Hải Cao Vương Đại Tộ Vinh), một hành động nhằm thể hiện tính độc lập với nhà Đường của Trung Quốc dù ông ta đã nhận mọi sắc phong của nhà Đường. Trên một phương diện khác, Bột Hải Vũ Vương thường xuyên cứ sứ thần sang nhà Đường, trong đó có cả con trai và các em trai của ông ta.
Trong những năm đầu tiên, dưới thời trị vì của Bột Hải Vũ Vương, vương quốc Bột Hải đã nắm giữ 100.000 quân.
Nước Tân La cũng quan tâm đến sự nổi lên của vương quốc Bột Hải. Năm 721 vua Tân La Thánh Đức Vương đã cho xây một bức trường thành tại biên giới phía bắc của Tân La. Chứng tích của bức tường vẫn có thể tiếp cận tại tỉnh Hamgyong Nam ngày nay. Cùng năm 721 vua Bột Hải Vũ Vương xuất quân đánh chiếm 2/3 lãnh địa của bộ lạc Bạch Sơn Mạt Hạt. Cũng trong năm 721, nhà Đường (đời vua Đường Huyền Tông) yêu cầu Bột Hải Vũ Vương hỗ trợ quân sự cho nhà Đường chống lại tộc Khiết Đan (đời Khả hãn Lý Úc Vu) nhưng Bột Hải Vũ Vương đã từ chối.
Năm 722) vua Đường Huyền Tông đã bổ nhiệm một thủ lĩnh của bộ lạc Hắc Thủy Mạt Hạt làm Thái thú Bozhou (ngày nay thuộc Khabarovsk, Nga) để kiểm tra ảnh hưởng của vương quốc Bột Hải. Năm 725), An Đông đô hộ Tiết Thái (薛泰) của An Đông đô hộ phủ tại Bình Châu đề nghị vua Đường Huyền Tông cho đóng quân Đường trong khu vực. Đáp lại, các quan chức nhà Đường đã cử một chính quyền gồm các thủ lĩnh của các bộ lạc nhỏ hơn dưới sự chỉ huy của Thứ sử U Châu. Bột Hải Vũ Vương tin rằng bộ lạc Hắc Thủy Mạt Hạt và nhà Đường đang âm mưu tấn công vương quốc Bột Hải của mình và Bột Hải Vũ Vương đã yêu cầu một cuộc tấn công phủ đầu. Bột Hải Vũ Vương đã ra lệnh cho em trai mình là Đại Môn Nghệ (大門藝, Dae Mun-ye) dẫn quân Bột Hải đi tấn công bộ lạc Hắc Thủy Mạt Hạt. Đại Môn Nghệ, người đã ở lại kinh đô Trường An nhà Đường làm con tin kể từ khi bắt đầu quan hệ hòa bình giữa Bột Hải và nhà Đường từ năm 705 đến năm 725 mới được về nước, và hiểu ý nghĩa của việc tấn công đồng minh của nhà Đường, đã miễn cưỡng thực hiện mệnh lệnh. Bộ lạc Hắc Thủy Mạt Hạt bị đánh bại, lãnh thổ vương quốc Bột Hải được mở rộng. Điều này đã dẫn đến xích mích ngoại giao chống lại vua Đường Huyền Tông. Việc mở rộng lãnh thổ của Bột Hải Vũ Vương đã bị hiểu lầm là một mối ràng buộc chính trị với một số bộ lạc Mạt Hạt, và Bột Hải Vũ Vương bị ép buộc phải gửi con trai trưởng của mình là Đại Đô Lợi Hành (大都利行) đến nhà Đường làm con tin. Đại Môn Nghệ đã hai lần khuyên Bột Hải Vũ Vương nên từ bỏ kế hoạch tấn công bộ lạc Hắc Thủy Mạt Hạt. Bột Hải Vũ Vương không để ý đến em trai mình và lấy sự miễn cưỡng của Đại Môn Nghệ làm cái cớ để loại bỏ Đại Môn Nghệ ra khỏi quyền chỉ huy quân đội Bột Hải. Đại Môn Nghệ bỏ trốn sang Trường An nhà Đường (đời vua Đường Huyền Tông).
Năm 726, vua Bột Hải Vũ Vương xuất quân đánh chiếm bộ lạc Túc Mạt Mạt Hạt, Bá Đốt Mạt Hạt và Phất Niết Mạt Hạt, chiếm 1/3 lãnh địa của bộ lạc Ngu Lâu Mạt Hạt. Bột Hải Vũ Vương tiêu diệt và sáp nhập vương quốc Dumaknu (hậu duệ của quốc gia Bắc Phù Dư) ở phía bắc. Vua Bột Hải Vũ Vương còn tấn công bộ lạc Thiết Lợi Mạt Hạt, buộc Thiết Lợi Mạt Hạt trở thành chư hầu của vương quốc Bột Hải.
Năm 727, Bột Hải Vũ Vương xuất quân đánh chiếm toàn bộ 1/3 lãnh địa còn lại của bộ lạc Bạch Sơn Mạt Hạt và chiếm nhiều thành của nhà Đường (đời vua Đường Huyền Tông) ở An Đông đô hộ phủ dù vua Đường Huyền Tông đã sắc phong vương vị Quế Lâu Vương cho Bột Hải Vũ Vương. Sự phát triển mạnh mẽ của Bột Hải đã gây ra va chạm với nhà Đường cũng như Tân La ở phía nam Triều Tiên, Khiết Đan, Khố Mạc Hề (Kumo Xi), Đột Quyết, và một vài bộ lạc Mạt Hạt. Trong khi bộ lạc Hắc Thủy Mạt Hạt ở phía bắc Bột Hải nằm dưới quyền kiểm soát trực tiếp của nhà Đường từ năm 727, vua Bột Hải Vũ Vương đã tấn công bộ lạc Hắc Thủy Mạt Hạt ở đông bắc do lo sợ một cuộc tấn công gọng kìm. Để tránh sự cô lập quốc tế, Bột Hải bắt đầu cử sứ thần sang Nhật Bản (đời Thiên hoàng Shōmu) từ tháng 8 năm 727. Đoàn sứ giả Bột Hải gồm 24 người, bao gồm các tướng lĩnh cấp cao như
Ko In-ui và Ko Ched-ok. Bột Hải Vũ Vương nhờ đoàn sứ giả Bột Hải gửi 300 bộ lông chồn đến Nhật Bản vừa để thể hiện sự thiện chí vừa là mong muốn thúc đẩy quan hệ hữu nghị giữa Bột Hải với Nhật Bản. Sứ giả Bột Hải còn tuyên bố với triều đình Nhật Bản rằng Bột Hải đã "thu hồi vùng đất Cao Câu Ly (Goguryeo) đã mất và kế thừa những truyền thống cũ của Phù Dư (Buyeo)". Nhật Bản, vốn đã có mối quan hệ căng thẳng với Tân La (đời vua Tân La Thánh Đức vương) đã hoan nghênh vương quốc với vị thế của một Cao Câu Ly (Goguryeo) và Phù Dư (Buyeo) hồi sinh.
Ông đã tấn công vào đông bắc nhà Đường bằng bộ binh năm 728. Khi quân Đường chuẩn bị phản công thì quân Bột Hải lui quân.
Năm 732 Bột Hải Vũ Vương cử một đoàn sứ giả Bột Hải đến triều đình nhà Đường yêu cầu vua Đường Huyền Tông xử tử Đại Môn Nghệ. Đáp lại, nhà Đường đã bí mật gửi Đại Môn Nghệ đến Trung Á trong khi thông báo cho Bột Hải Vũ Vương rằng em trai của ông ta đã bị đày đến miền nam nhà Đường. Tuy nhiên, sự thật của các sự kiện đã bị rò rỉ ra ngoài, khiến Bột Hải Vũ Vương vô cùng tức giận. Thêm vào đó, con trai trưởng của ông ta là Đại Đô Lợi Hành đang làm con tin ở nhà Đường được 7 năm thì qua đời. Điều này càng khiến Bột Hải Vũ Vương hạ quyết tâm tuyên chiến với nhà Đường. Sau đó Bột Hải Vũ Vương phái Trương Văn Hưu (장문휴, 張文休) dẫn hải quân Bột Hải đi tấn công Đăng Châu (nay là Yên Đài) thuộc bán đảo Sơn Đông nhà Đường cùng năm 732. Hải quân Bột Hải của Trương Văn Hưu đã giết chết quan thái thú nhà Đường ở bán đảo Sơn Đông là Vĩ Tuấn (偉俊), chiếm đóng Đăng Châu và tiếp tục đi đánh chiếm các thành trì nhà Đường khác ở Sơn Đông, bắt rất nhiều thủy thủ và thường dân nhà Đường giải về Bột Hải.. Đăng Châu là trung tâm của các tuyến thương mại hàng hải ở Đông Á, và là địa điểm mà cả sứ thần Tân La và vương quốc Bột Hải đã ở lại khi đến triều cống cho Hoàng đế nhà Đường. Kết quả là, cuộc tấn công của hải quân Bột Hải vào Đăng Châu không chỉ đơn thuần được thúc đẩy bởi sự trả đũa địa chính trị chống lại nhà Đường mà còn xuất phát từ mong muốn khẳng định sức mạnh hàng hải mới hình thành của mình cũng như ngăn cản Hắc Thủy Mạt Hạt thiết lập quan hệ thương mại với nhà Đường, vốn đã bị suy yếu. Bột Hải thống trị các tuyến đường thương mại phía bắc. Cuộc tấn công thành công của hải quân Bột Hải vào Đăng Châu cũng thể hiện sức mạnh hàng hải đáng kinh ngạc của một quốc gia ba mươi bốn năm tuổi, nơi có các tàu hải quân quân sự có thể vượt biển cũng như các tàu buôn có thể thực hiện các hoạt động thương mại.
Lúc đầu vua Đường Huyền Tông cho rằng quân Bột Hải của Trương Văn Hưu chỉ là đám hải tặc hoành hành ở bờ biển Sơn Đông, đến khi thái thú Vĩ Tuấn bị giết hại, vua Đường Huyền Tông mới nhận thấy đây là hành động gây chiến tranh với nhà Đường của vương quốc Bột Hải. Một thời gian ngắn sau, Trương Văn Hưu cho rút quân chiến thuật ra khỏỉ thành Đăng Châu nhưng quân Bột Hải của Trương Văn Hưu vẫn còn chiếm đóng nhiều thành trì thuộc Sơn Đông nhà Đường.
Để đối phó với các cuộc tấn công, nhà Đường đã ra lệnh cho Kim Chungsin, cháu trai của vua Tân La Thánh Đức Vương và là cận thần trong triều đình nhà Đường, quay trở lại Tân La và tổ chức một cuộc tấn công vào vương quốc Bột Hải. Kim Chungsin bào chữa cho yêu cầu này bằng cách yêu cầu ở lại nhà Đường với tư cách là cận vệ của hoàng đế Đường Huyền Tông. Thay thế vị trí của Kim Chungsin, nhà Đường cử Kim Saran, một nhà ngoại giao cấp thấp của Tân La, và một hoạn quan của nhà Đường. Đại Môn Nghệ cũng được vua Đường Huyền Tông triệu hồi từ Trung Á về để tuyển binh ở U Châu nhà Đường.
Bột Hải Vũ Vương thân chinh dẫn bộ binh Bột Hải tiến đến Mã Đô Sơn (馬都山) tại Du Quan của nhà Đường và tiến hành đánh chiếm nhiều quận huyện của nhà Đường gần đó. Bột Hải Vũ Vương cho quân đi cướp phá thị trấn Matoushan (phía tây bắc Sơn Hải quan ngày nay), và giết chết 10.000 binh lính nhà Đường. Quân Bột Hải còn đột kích và cướp bóc biên giới nhà Đường dọc theo Liêu Hà và bờ biển của Tiểu Cao Câu Ly ở bán đảo Liêu Đông cũng bị quân Bột Hải đột kích. Tháng 9 năm 732, quân Bột Hải do Trương Văn Hưu chỉ huy tấn công thành Đăng Châu ở Sơn Đông nhà Đường lần 2. Vua Đường Huyền Tông cử quân đến phòng thủ và chi viện cho Đăng Châu.
Cùng năm 732, tướng Đường là Cát Phúc Thuận đánh bại quân Bột Hải một trận lớn ở Sơn Đông khiến hải quân Bột Hải của Trương Văn Hưu phải rút khỏi Sơn Đông theo đường biển về nước.
Năm sau 733, vua Đường Huyền Tông phong cho Tân La Thánh Đức Vương làm Ninh Hải quân sứ (Ninghai junshi 寧海軍使) với lệnh trừng phạt vương quốc Bột Hải. Sau đó, vua Đường Huyền Tông lệnh cho Đại Môn Nghệ (大門藝, Dae Mun-ye) dẫn quân Đường tấn công vương quốc Bột Hải cùng với các lực lượng của nước Tân La (đời vua Tân La Thánh Đức Vương), song đã không thành công. Liên quân Đường - Tân La gặp tuyết lớn chặn mọi con đường. Bão tuyết đã giết chết một nửa trong số 100.000 quân Đường - Tân La nên buộc bọn họ phải lui quân. Bột Hải Vũ Vương chớp thời cơ xua quân đánh tan liên quân Đường - Tân La. Đại Môn Nghệ theo quân Đường rút về nhà Đường. Bột Hải Vũ Vương tiếp tục cố giết em trai Đại Môn Nghệ của mình. Ông cử một thích khách đến Lạc Dương nhà Đường để ám sát Đại Môn Nghệ. Đại Môn Nghệ bị tấn công vào ban ngày gần cầu Tianjin bên ngoài hoàng cung Lạc Dương nhưng không hề hấn gì.
Bột Hải Vũ Vương sau đó phái sứ giả mang thư đến nhà Đường có nội dung chỉ trích vua Đường Huyền Tông như sau:
Một đế chế vĩ đại (như nhà Đường) phải thể hiện sự chân thành, tại sao Ngài (Đường Huyền Tông) lại lừa dối chúng tôi? Làm ơn, hãy giết hắn (Đại Môn Nghệ) với yêu cầu cũ của tôi!.— Theo Cựu Đường thư
Năm 734, vua Tân La Thánh Đức Vương phái quân Tân La tấn công vương quốc Bột Hải của Bột Hải Vũ Vương nhưng bị Bột Hải Vũ Vương đánh bại. Sau đó Bột Hải Vũ Vương liên tục tấn công Tân La của vua Tân La Thánh Đức Vương từ năm 734 đến năm 735, đánh cho nước Tân La tan tác. Trong nỗ lực kiềm chế tham vọng của vương quốc Bột Hải, nhà Đường (đời vua Đường Huyền Tông) đã chấp nhận yêu cầu của Tân La (đời Tân La Thánh Đức Vương) là bố trí quân đội Tân La ở Hwanghae và sông Đại Đồng trong năm Nhân An thứ 17 (năm 735). Điều đó chứng tỏ rằng nhà Đường đã chính thức trao cho Tân La vùng lãnh thổ phía nam sông Đại Đồng, vùng đất được nhà Đường quản lý ít nhất là từ thế kỷ 7 trong các chiến dịch của họ với Tân La nhằm đánh bại Cao Câu Ly. Một biểu hiện cải thiện quan hệ giữa Tân La với nhà Đường.
Bối cảnh bất lợi về chiến lược bắt đầu chuyển sang vương quốc Bột Hải vào năm 734 – 735, khi thủ lĩnh người Khiết Đan là Khả hãn Khuất Liệt, Khả hãn Lý Qua Chiết và Khả Đột Vu và đồng minh Hãn quốc Hậu Đột Quyết (các đời Bì Gia Khả hãn A Sử Na Mặc Cức Liên, Y Nhiên Khả hãn A Sử Na Y Nhiên) của Khả Đột Vu bị quân đội nhà Đường (đời vua Đường Huyền Tông) đánh bại. Ngoài ra, một lực lượng gồm 5.000 kỵ binh Khố Mạc Hề (Kumo Xi) đã đầu hàng nhà Đường. Sự thất bại của người Khiết Đan và người Đột Quyết trước nhà Đường, và sự phục tùng của Khố Mạc Hề với nhà Đường đã loại bỏ vùng đệm đã hình thành giữa vương quốc Bột Hải và nhà Đường. Cảm nhận được sự thay đổi trong diễn biến chiến lược, Bột Hải Vũ Vương quyết định cầu hòa với nhà Đường. Hai nước Bột Hải và nhà Đường đã ký hòa ước, với điều kiện Bột Hải phải cống nạp cho nhà Đường.
Năm 737, các thủy thủ và thường dân nhà Đường bị giam giữ ở Bột Hải từ năm 732 được Bột Hải Vũ Vương cho hồi hương về lại nhà Đường (đời vua Đường Huyền Tông). Trong năm 737 Bột Hải Vũ Vương (Đại Vũ Nghệ) qua đời, hưởng thọ 55 tuổi. Con trai thứ ba của ông ta là Đại Khâm Mậu (Dae Heummu) lên kế vị, tức là vua Bột Hải Văn Vương.
Vua thứ ba của Bột Hải là Bột Hải Văn Vương (737-793) mở rộng lãnh thổ của Bột Hải đến lưu vực Hắc Long Giang ở phía Bắc và khu vực phía Bắc của bán đảo Liêu Đông (nơi vương quốc Tiểu Cao Câu Ly đang cai trị) ở phía Nam.

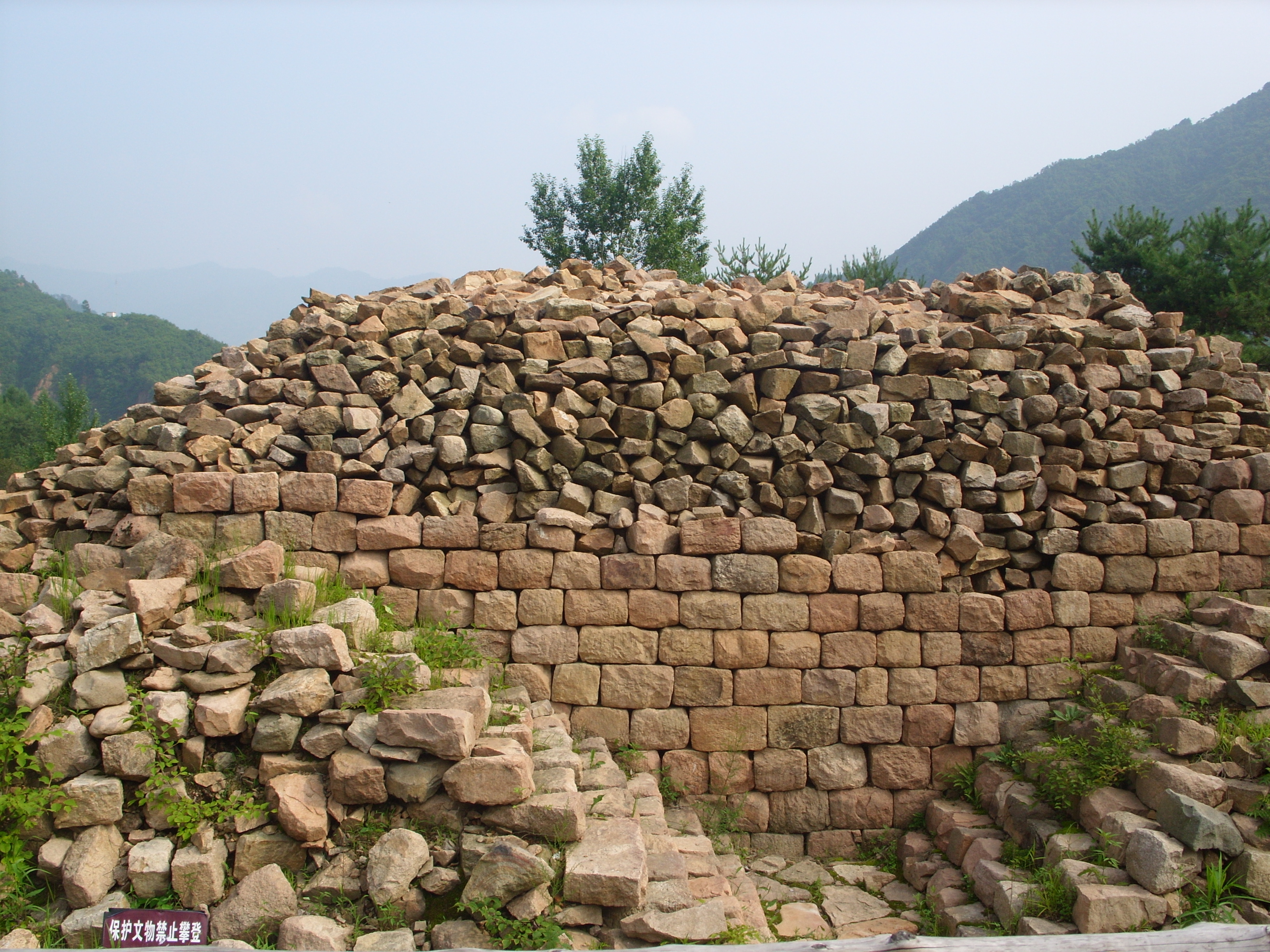
Di chỉ tháp canh của Hoàn Đô sơn thành, một thành trọng yếu của vương quốc Bột Hải, nay thuộc Tập An, Cát Lâm.

Trong thời kỳ trị vì của Bột Hải Văn Vương, quan hệ ngoại giao với nhà Đường (đời vua Đường Huyền Tông) đã được thiết lập. Năm 738, một đoàn sứ giả từ vương quốc Bột Hải đã yêu cầu nhà Đường (đời vua Đường Huyền Tông) thực hiện các quy tắc nghi lễ và lịch sử triều đại trong một cử chỉ mang tính biểu tượng hướng tới hòa bình giữa Bột Hải và nhà Đường. Đồng thời, rắc rối với Thổ Phiên ở phía tây đã buộc nhà Đường phải rút toàn bộ lực lượng quân sự khỏi mảnh đất Cao Câu Ly cũ và áp dụng thế phòng thủ trước Bột Hải (trước đó nhà Đường luôn áp dụng thế tấn công trước Bột Hải).
Bột Hải Văn Vương cũng cử nhiều du học sinh sang nhà Đường để học tập (giống như nước Tân La đang làm) và nhiều người thậm chí đã vượt qua kỳ thi khoa cử của Trung Quốc. mở rộng ảnh hưởng của Phật giáo và Nho giáo tại Bột Hải. Bột Hải đã tích cực tiếp nhận văn hóa và hệ thống chính trị của nhà Đường tại Trung Quốc. Ông ta chấp nhận hệ thống cai trị trung ương của nhà Đường (hệ thống Tam tỉnh lục bộ 三省六部制) và sử dụng văn tự chữ Hán làm ngôn ngữ hành chính của vương quốc Bột Hải. Các nghiên cứu khảo cổ về cách bố trí của các thành phố Bột Hải đã đưa ra kết luận rằng chúng có chức năng tương tự như các thành phố Cao Câu Ly, đồng thời cũng cho thấy Bột Hải có duy trì sự tương dồng văn hóa với nhà Đường sau khi được thành lập.
Nguồn gốc chủ yếu của văn hóa Bột Hải là Cao Câu Ly nên các tượng và họa tiết Phật giáo được tìm thấy trong các ngôi chùa Bột Hải phán ảnh rằng nét đặc biệt của nghệ thuật Cao Câu Ly. Văn hóa vương quốc phát triển dưới hình thức hỗn hợp như cựu vương quốc Cao Câu Ly và nhà Đường.
Ông cũng củng cố quan hệ với Tân La (đời vua Tân La Hiếu Thành Vương, Tân La Cảnh Đức Vương, Tân La Huệ Cung Vương, Tân La Tuyên Đức Vương, Tân La Nguyên Thánh Vương), thế lực đã thống nhất bán đảo Triều Tiên phía nam Bột Hải. Trong thời kỳ trị vì của ông, Tân La đạo (Sillado), con đường giao thương buôn bán giữa Bột Hải với Tân La đã được thiết lập. Ông giám sát sự phát triển của tuyến thương mại được gọi là Tân La đạo (Hangul: 신라도, Hanja: 新羅道) này. Con đường thương mại của Tân La bắt đầu tại Đông Kinh nằm ở trung tâm tỉnh Yongwon của vương quốc Bột Hải, đi xuống dọc theo bờ biển qua tỉnh Hamgyong ngày nay. Tuyến đường này cũng đi qua Nam Kinh của vương quốc Bột Hải, được thành lập với mục đích tiến hành thương mại giữa vương quốc Bột Hải với Tân La. Kể từ những năm 1980, một số lượng lớn các địa điểm khảo cổ liên quan đến Bột Hải đã được khai quật ở Bắc Triều Tiên; trong số những địa điểm đó, thành trì tại Bukcheong và địa điểm tu viện tại Omae-ri ở thành phố Sinpo là những địa phương tham gia vào hoạt động thương mại giữa Bột Hải và Tân La. Con đường dẫn từ Pukchong - Nam Kinh của vương quốc Bột Hải, dọc theo bờ biển đến sông Yonghung; bên kia sông là quận Chonjeong (Jeonjeong) của Tân La.
Bột Hải cũng tăng cường ngoại giao và thương mại với Nhật Bản (đời Thiên hoàng Shōmu, Thiên hoàng Kōken, Thiên hoàng Junnin, Thiên hoàng Shōtoku, Thiên hoàng Kōnin, Thiên hoàng Kanmu) hòng gây sức ép với địch thủ Tân La ở mặt Nam. Bột Hải và Nhật Bản giữ vững quan hệ này trong suốt thời kỳ tồn tại của Bột Hải; và trong cả giai đoạn này, Bột Hải đã sai sứ giả sang Nhật Bản cả thảy 34 lần, trong khi Nhật Bản chỉ sai sứ giả sang Bột Hải có 13 lần. Và vì nằm liền kề nhiều thế lực hùng mạnh khác nhau, có thể xem Bột Hải như một cái đệm giữa các thế lực trong vùng. Người Bột Hải tự hào là người thừa kế của Cao Câu Ly. Các thư tín gửi cho Thiên hoàng Nhật Bản chỉ ra rằng các vị vua Bột Hải tự nhận mình là "vua Cao Câu Ly".
Trong thời kỳ trị vì của mình, Văn Vương đã dời đô vài lần, ổn định và tăng cường quyền quản lý của triều đình trung ương với các bộ lạc thiểu số khác nhau trong vương quốc của mình. Năm 742 Bột Hải Văn Vương dời đô từ Đông Mưu (Dongmo) (nay là Đôn Hóa, phía nam Cát Lâm) sang Trung Kinh (nay là Hòa Long, Cát Lâm).
Năm 743, vua Đường Huyền Tông dời nhiệm sở của An Đông đô hộ phủ từ Bình Châu (nay là Lư Long, Hà Bắc, Trung Quốc) sang Liêu Tây Cổ Thành, tương ứng với Doanh Châu, đồng thời gọi An Đông phó Đại đô hộ Cổ Tuần (贾循) từ Bình Châu sang Liêu Tây Cổ Thành. Bột Hải được thành lập trên những phần lãnh thổ sót lại của Cao Câu Ly trước đây cùng một số bộ lạc Tungus ở Mãn Châu, trong đó có cả người Mạt Hạt. Người Mạt Hạt ở trong tình trạng nô lệ và phải phục vụ cho giới cầm quyền Cao Câu Ly.  Như vậy, họ tạo nên một tầng lớp lao động. Tuy nhiên, cũng có những trường hợp người Mạt Hạt đã gia nhập vào tầng lớp thượng lưu Bột Hải, nhưng họ chỉ được phong các tước vị "suryong", hay "tù trưởng", và chỉ đóng một vai trò nhất định trong tầng lớp cầm quyền.
Việc xây dựng những ngôi mộ đầu tiên ở núi Long Đầu, Cát Lâm bắt đầu từ năm 745. Quần thể lăng mộ cổ ở núi Long Đầu trở thành một nghĩa trang được sử dụng cho đến khi kết thúc vương quốc Bột Hải.
Năm 750, vua Bột Hải Văn Vương xuất quân chinh phạt bộ lạc Ngu Lâu Mạt Hạt và Việt Hỷ Mạt Hạt, buộc hai bộ lạc này trở thành chư hầu của vương quốc Bột Hải. Từ đó ba bộ lạc Thiết Lợi Mạt Hạt, Ngu Lâu Mạt Hạt và Việt Hỷ Mạt Hạt phải triều cống hàng năm cho vương quốc Bột Hải.
Năm 753 Thiên hoàng Kōken của Nhật Bản phái sứ giả sang Tân La (đời vua Tân La Cảnh Đức Vương) để bang giao. Tuy nhiên vua Tân La Cảnh Đức Vương lại đối xử kiêu ngạo với các sứ giả Nhật Bản.

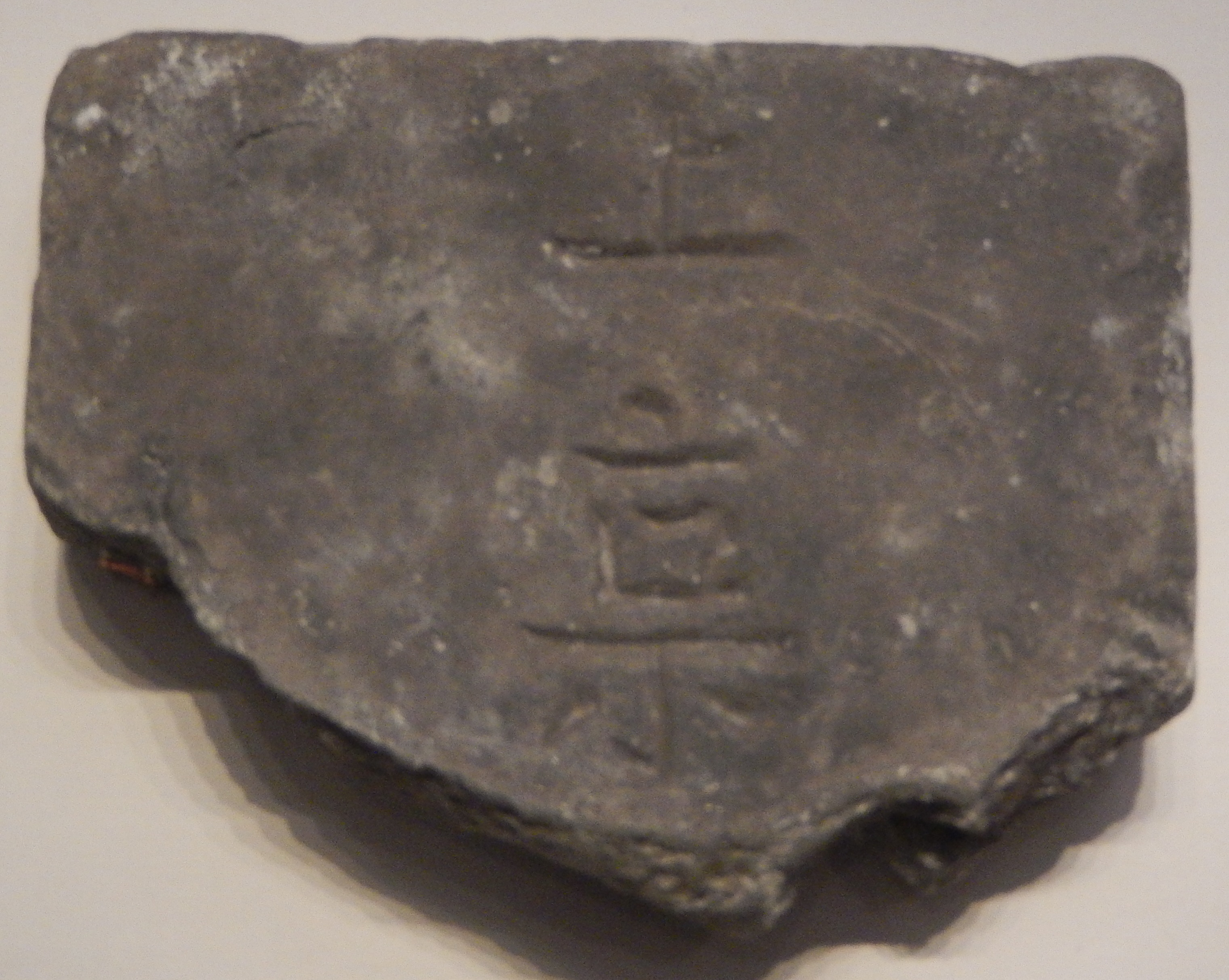
Mảnh gạch có khắc chữ shangjing 上京, "Thượng Kinh" của vương quốc Bột Hải, được trưng bày tại Bảo tàng Quốc gia Trung Quốc

Năm 755, vua Bột Hải Văn Vương lập ra thành phố Thượng Kinh, một trong những kinh đô của Bột Hải, tọa lạc tại khu vực gần hồ Kính Bạc ở Nam phần của tỉnh Hắc Long Giang ngày nay.
Năm 756 vua Bột Hải Văn Vương đã cải cách chế độ thống trị và dời đô từ Trung Kinh (nay là Hòa Long, Cát Lâm) sang Thượng Kinh (nay là Ninh An, Hắc Long Giang). Kinh đô Thượng Kinh (Sanggyong) được tổ chức theo kiểu kinh đô Trường An của nhà Đường. Kích thước Thượng Kinh bằng khoảng 1/5 kích thước của Trường An, dài 4,68 kilômét từ đông sang tây và 3,47 kilômét từ bắc xuống nam. Cấu trúc Thượng Kinh bao gồm thành phố bên ngoài, thành phố bên trong và thành phố cung điện bao quanh năm cung điện. Đây là một trong những thành phố thủ đô thời trung cổ được bảo tồn tốt nhất trên thế giới. Bố cục tương tự cũng được thực hiện bởi các thủ đô của các nước Đông Á khác vào thời điểm đó. Trong các phủ của vương quốc Bột Hải, các phủ có đất đai nằm trên địa phận tỉnh Hắc Long Giang ngày nay là Thượng Kinh Long Tuyền phủ (上京龙泉府), Thiết Lợi phủ (铁利府), Hoài Viễn phủ (怀远府) và Mạc Hiệt phủ (鄚頡府等). Bột Hải Văn Vương cũng ổn định và tăng cường sức mạnh của triều đình Bột Hải, tăng cường sự khống chế của triều đình trên nhiều dân tộc cùng sống chung trong vương quốc - đang được tạm thời mở rộng. Ông cũng là người lập ra Trụ Tử Giám (胄子監, 주자감, chuchakam), học viện quốc gia của Bột Hải dựa trên Quốc tử giám của nhà Đường.
Cùng năm 756, Thứ sử Doanh Châu của nhà Đường (đời vua Đường Túc Tông) đã đề nghị cấp cho Bột Hải Văn Vương 40.000 quân tiếp viện để cùng nhà Đường đi đàn áp Loạn An Sử, nhưng Bột Hải Văn Vương đã từ chối.
Năm 757, nhân nhà Đường (đời vua Đường Túc Tông) đang có Loạn An Sử, vua Bột Hải Văn Vương phái quân Bột Hải đi đánh chiếm ba thành trì của nhà Đường ở An Đông đô hộ phủ.
Năm 758 Thiên hoàng Kōken của Nhật Bản lại phái sứ giả sang Tân La (đời vua Tân La Cảnh Đức Vương) để bang giao. Lần này vua Tân La Cảnh Đức Vương lại từ chối gặp họ. Vua Tân La Cảnh Đức Vương được cho là đã xúc phạm Nhật Bản hai lần.
Với hai lần Nhật Bản bị vua Tân La Cảnh Đức Vương xúc phạm, từ sau năm 758, Thiên hoàng Junnin của Nhật Bản yêu cầu vương quốc Bột Hải (đời vua Bột Hải Văn Vương) cùng họ tấn công Tân La. Bột Hải và Nhật Bản đã nhiều lần cho sứ giả đi lại với nhau trong những năm 759 đến năm 761 để lên kế hoạch cho cuộc tấn công vào Tân La.
Vì Loạn An Sử nổ ra vào năm 756 khiến nhà Đường mất quyền kiểm soát vùng đông bắc, vua Đường Túc Tông bãi bỏ An Đông đô hộ phủ trong năm 761, Hầu Hi Dật (侯希逸) không còn làm An Đông đô hộ nữa, Liêu Tây Cổ Thành không còn là trú địa của An Đông đô hộ phủ nữa. Vua Bột Hải Văn Vương của vương quốc Bột Hải yên tâm về việc nhà Đường sẽ không thể tấn công quốc gia của mình vào thời điểm này.
Vua Tân La Cảnh Đức Vương có thể đã biết về những kế hoạch của Bột Hải và Nhật Bản muốn tấn công gọng kìm vào Tân La và đã chuẩn bị bằng cách xây dựng sáu lâu đài dọc theo biên giới với vương quốc Bột Hải vào năm Đại Hưng thứ 25 (năm 762). Bột Hải Văn Vương nhiều lần phái quân tấn công biên giới Tân La. Khu vực biên giới Bột Hải và Tân La đã đổi chủ nhiều lần nhưng những tổn thất không được mô tả trong lịch sử chính thức của Tân La, chỉ ghi ngày tháng khi một đội quân Tân La được gửi lên phía bắc. Nhật Bản (đời Thiên hoàng Junnin) đã chuẩn bị một hạm đội để xâm chiếm miền nam Tân La, tuy nhiên kế hoạch không bao giờ thành hiện thực.
Cũng trong năm 762 vua Đường Đại Tông công nhận Bột Hải là một vương quốc nhằm khiến cho vua Bột Hải Văn Vương đừng thừa cơ nhà Đường còn loạn An Sử mà xâm phạm biên cương. Bột Hải Văn Vương phái con trưởng là thế tử Đại Hoành Lâm đi sứ sang nhà Đường để đáp lễ với vua Đường Đại Tông. Mặc dù nhà Đường chỉ công nhận ông là Vương, Văn Vương vẫn tự xưng mình là Hoàng đế, là Thiên tôn (天孫, 천손, Ch'ǒnson), con cháu của Trời. Người phối ngẫu của người cai trị Bột Hải cũng được gọi là hoàng hậu. Tuy nhiên nước Tân La (đời vua Tân La Cảnh Đức Vương) vẫn coi vương quốc Bột Hải là một chư hầu nổi loạn của Tân La dù Tân La có diện tích nhỏ hơn vương quốc Bột Hải.
Sau khi nhà Đường công nhận Bột Hải là một vương quốc vào năm 762, từ năm 762, các đoàn sứ giả Bột Hải đến Nhật Bản (đời Thiên hoàng Junnin) bắt đầu coi người cai trị Bột Hải là hậu duệ của Thiên đường, tức là Thiên tử (ý nói rằng các vua Bột Hải có địa vị ngang hàng với các hoàng đế nhà Đường). Các quan chức Nhật Bản đã chỉ trích những bức thư này, sửa đổi chúng và hạn chế các đoàn sứ giả từ Bột Hải đến Nhật Bản. Một văn bia hoàng gia và kinh Phật xác nhận danh hiệu Thiên tử cho người cai trị của Bột Hải.
Năm 763 Loạn An Sử ở nhà Đường (đời vua Đường Đại Tông) kết thúc, tuy nhiên các Tiết độ sứ bắt đầu nổi dậy kiểm soát vùng đông bắc của nhà Đường giáp ranh với biên giới của vương quốc Bột Hải.
Mối quan hệ song phương giữa nhà Đường và vương quốc Bột Hải ngày càng thân thiện. Từ năm 766 đến năm 779, có 25 đoàn sứ giả từ vương quốc Bột Hải đến nhà Đường để bày tỏ sự tôn trọng của Bột Hải Văn Vương đối với vua Đường Đại Tông.
Năm 776, hoàng hậu của Bột Hải Văn Vương là Hiếu Ý hoàng hậu qua đời.

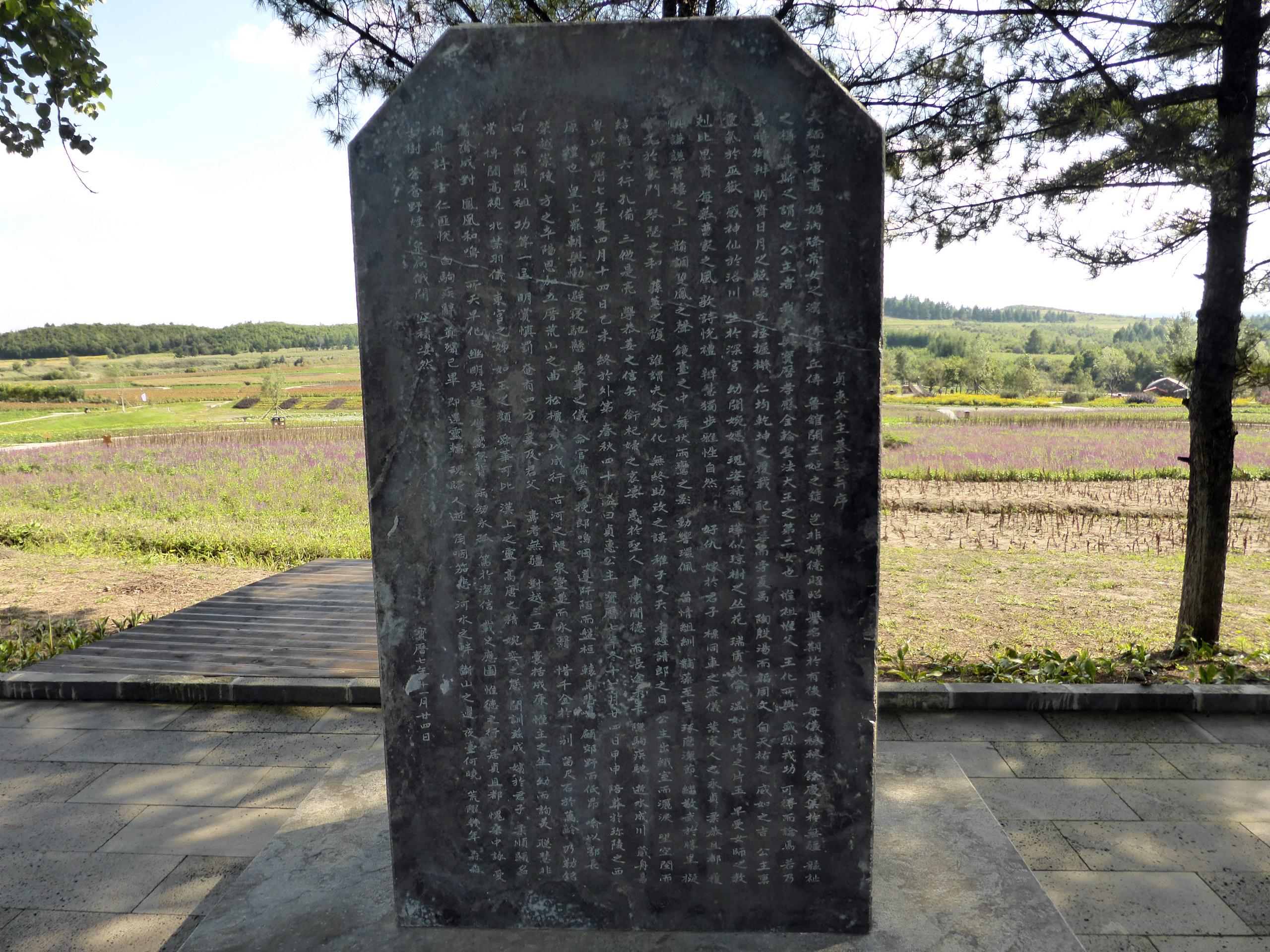
Bản sao văn bia của Trinh Huệ công chúa (737 - 777), con gái thứ 2 của vua Bột Hải Văn Vương (cai trị từ năm 737 đến năm 793)

Ngày 25 tháng 5 năm 777, Nhị công chúa của Bột Hải Văn Vương là Trinh Huệ công chúa qua đời, hưởng thọ 40 tuổi. Theo bia mộ và văn bia, Trinh Huệ công chúa đã kết hôn và có ít nhất một người con trai, nhưng cả chồng và con trai đều chết trước cô. Trong thời gian để tang cô, Bột Hải Văn Vương được cho là rất đau buồn và không đi ra khỏi phòng dù là có công việc triều chính.
Năm 780 di cốt của Trinh Huệ công chúa được chôn cất ở phía tây Trân Lăng (진릉, 珍陵), Seowon (서원, 西原), ngày nay được biết đến như một phần của Lăng mộ cổ tại núi Long Đầu, Cát Lâm, Trung Quốc, cùng với một tượng đài của Trinh Huệ công chúa được dựng lên ở cùng năm 780 đó. Bia mộ Nhị công chúa của Bột Hải Văn Vương là Trinh Huệ công chúa cũng đã được tìm thấy vào vào tháng 8 năm 1949. Các học giả từ Đại học Diên Biên của Trung Quốc biết được một số thông tin về cuộc đời của Trinh Huệ công chúa sau khi tìm thấy bia mộ và văn bia của cô ở núi Yujing, Cát Lâm với tất cả các ký tự được bắt chước từ hệ thống chữ viết của triều đại nhà Đường. Theo một số nguồn tin Trung Quốc, lăng mộ của Trinh Huệ công chúa được xây dựng từ một khối đá hình vuông cao 1,5 m, sâu khoảng 2 m, cũng dài 2,8–2,9 m từ bắc xuống nam và 2,7–2,8 m từ tây sang đông.
Năm 785 Bột Hải Văn Vương dời đô từ Thượng Kinh (nay là Ninh An, Hắc Long Giang) sang Đông Kinh (nay là Hồn Xuân, Cát Lâm). Theo phân cấp hành chính của Bột Hải, trên địa phận Cát Lâm tồn tại Áp Lục phủ (鴨綠府) với trị sở tại Tây Kinh (nay thuộc Lâm Giang), Trường Lĩnh phủ (長嶺府) với trị sở đặt tại Hà Châu (nay thuộc Hoa Điện), Phù Dư phủ (夫餘府), Mạc Hiệt phủ (鄚頡府).
Ngày 6 tháng 7 năm Đại Hưng thứ 45 (năm 792), Tứ công chúa của Bột Hải Văn Vương là Trinh Hiếu công chúa qua đời, hưởng thọ 35 tuổi. Cô được trao thụy hiệu là "Trinh Hiếu" vì cô ấy là người có đạo đức và hiếu thảo.
Năm 793 Bột Hải Văn Vương bắt đầu tiến hành việc dời đô từ Đông Kinh (nay là Hồn Xuân, Cát Lâm) về lại Thượng Kinh (nay là Ninh An, Hắc Long Giang). Theo sử sách Trung Quốc, Bột Hải có 5 kinh đô, 15 phủ, và 63 huyện. Cấu trúc triều đình của Bột Hải tương tự như nhà Đường và hệ thống 5 kinh đô của nó bắt nguồn từ cấu trúc hành chính của Cao Câu Ly.
Vào cuối thời đại của Bột Hải Văn Vương trong năm 793, các hoàng tử từ hoàng tộc Bột Hải (con cháu của Bột Hải Cao Vương, Bột Hải Vũ Vương và Bột Hải Văn Vương) đang làm lính canh tại triều đình nhà Đường của vua Đường Đức Tông theo ý muốn của họ. Hòa bình với nhà Đường cho phép vương quốc Bột Hải tiếp tục mở rộng lãnh thổ của mình.
Trước đó thế tử của Bột Hải Văn Vương là Đại Hoành Lâm (Dae Goeng-rim) đã chết, còn Nhị hoàng tử Đại Anh Tuấn, Tam hoàng tử Đại Trinh Oát và Tứ hoàng tử Đại Tung Lân đang làm lính canh ở nhà Đường (đời vua Đường Đức Tông) nên ông phải chọn em trai của ông là Đại Nguyên Nghĩa làm người kế vị của mình.
Trong năm 793, Bột Hải Văn Vương qua đời khi việc dời đô chưa hoàn thành, hưởng thọ hơn 70 tuổi. Em trai của Bột Hải Văn Vương là Đại Nguyên Nghĩa (khi đó đã hơn 60 tuổi) lên kế vị. Vua Đại Nguyên Nghĩa cho dừng việc dời đô từ Đông Kinh (nay là Hồn Xuân, Cát Lâm) về lại Thượng Kinh (nay là Ninh An, Hắc Long Giang). Ông ta tuyên bố đô thành của vương quốc Bột Hải vẫn tiếp tục ở Đông Kinh (nay là Hồn Xuân, Cát Lâm).
Tuy nhiên, khi bước lên ngai vàng, nhà vua Đại Nguyên Nghĩa (Dae Won-ui) đã bộc lộ là một kẻ đố kỵ và tâm tính hung dữ, tàn bạo hiếu sát. Những đại thần có tài trong triều đình Bột Hải đều bị vua Đại Nguyên Nghĩa (Dae Won-ui) đố kỵ. Đại Nguyên Nghĩa tiến hành vu oan cho bọn họ tội mưu phản và giết hại các đại thần đó. Ông ta còn tàn sát hết gia quyến của những đại thần đó.
Năm 794, vua Đại Nguyên Nghĩa bị những đại thần Bột Hải còn lại hợp mưu giết chết, hưởng thọ hơn 60 tuổi. Đích tôn của Bột Hải Văn Vương là Đại Hoa Dư (con của cố thế tử Đại Hoành Lâm) được chọn làm người kế vị, trở thành vua Bột Hải Thành Vương.
Bột Hải Thành Vương khi đó mới chỉ khoảng 30 tuổi nhưng lại là một người có thế chất yếu ớt, và đã chỉ sống được một vài tháng sau khi được kế vị ngai vàng. Sự kiện đáng chú ý nhất trong thời gian trị vì của Bột Hải Thành Vương là việc dời đô từ Đông Kinh (nay là Hồn Xuân, Cát Lâm) về lại Thượng Kinh (nay là Ninh An, Hắc Long Giang) trong năm 794. Tâm nguyện cuối cùng của Bột Hải Văn Vương về việc dời đô về lại Thượng Kinh cuối cùng cũng đã được thực hiện.
Nghe tin cháu mình là vua Bột Hải Thành Vương thể chất yếu ớt sắp qua đời, Đại Tung Lân đã rời nhà Đường (đời vua Đường Đức Tông) quay về vương quốc Bột Hải trong năm 794.
Năm 795 Bột Hải Thành Vương băng hà, hưởng thọ 31 tuổi. Vì Bột Hải Thành Vương không hề kết hôn và cũng không có con cái nên con của Bột Hải Văn Vương là Đại Tung Lân (chú của Bột Hải Thành Vương) lên kế vị, tức là vua Bột Hải Khang Vương.
Bột Hải Khang Vương vừa lên ngôi thì phái con trưởng là Đại Nguyên Du (khi đó hơn 30 tuổi) đi sứ sang nhà Đường (đời vua Đường Đức Tông) để bang giao.
Trong giai đoạn trị vì của vua Bột Hải Khang Vương, Bột Hải đã kết thúc loạn sau cái chết của vua Bột Hải Văn Vương, vương quốc cũng có các hoạt động thương mại với Nhật Bản (đời Thiên hoàng Kanmu, Thiên hoàng Heizei, Thiên hoàng Saga), nhà Đường (đời vua Đường Đức Tông, Đường Thuận Tông), Tân La (đời vua Tân La Nguyên Thánh Vương, Tân La Chiêu Thánh Vương, Tân La Ai Trang Vương, Tân La Hiến Đức Vương) và cũng thường xuyên cử sứ thần sang ba nước này.
Năm 796, sứ giả từ vương quốc Bột Hải (đời vua Bột Hải Khang Vương) đến Nhật Bản (đời Thiên hoàng Kanmu) tuyên bố rằng vương quốc Bột Hải đã khôi phục toàn bộ lãnh thổ Cao Câu Ly cũ và quyền lực của người cai trị Bột Hải giờ đã lan ra bên kia Liêu Hà. Vương quốc Bột Hải đã đến chiếm các lưu vực sông Tùng Hoa và sông Ussuri cũng như toàn bộ vùng ven biển liền kề dọc theo Biển Nhật Bản (Đông Hải).
Năm 802 hai bộ lạc Việt Hỷ Mạt Hạt và Ngu Lâu Mạt Hạt giáp biên giới đông bắc vương quốc Bột Hải đã nổi dậy chống lại vương quốc Bột Hải. Vương quốc Bột Hải bị mất đi vài lãnh thổ ở vùng đông bắc vào tay hai bộ lạc Việt Hỷ Mạt Hạt và Ngu Lâu Mạt Hạt. Bột Hải Khang Vương phải xuất quân từ kinh đô Thượng Kinh (nay là Ninh An, Hắc Long Giang) đi chống cự hai bộ lạc Việt Hỷ Mạt Hạt và Ngu Lâu Mạt Hạt nhằm thu hồi lại lãnh thổ đã mất. Cuối cùng chiến sự kết thúc khi Bột Hải Khang Vương phải cho lui quân Bột Hải về kinh đô Thượng Kinh (nay là Ninh An, Hắc Long Giang) mà không thể tái chiếm lại lãnh thổ đã mất.
Từ năm 805 đến năm 808, Bột Hải Khang Vương phái em họ là Đại Nhân Tú đi sứ sang nhà Đường (đời vua Đường Hiến Tông) để triều cống 4 lần vào các năm 805, 806, 807 và 808.
Năm 809, Bột Hải Khang Vương qua đời, thọ hơn 60 tuổi. Con trưởng của Bột Hải Khang Vương là Đại Nguyên Du (대원유, 大元瑜, Dae Won-yu) lên kế vị, tức là vua Bột Hải Định Vương.
Từ năm Vĩnh Đức nguyên niên (năm 809) đến năm Vĩnh Đức thứ ba (năm 811), Bột Hải Định Vương phái con trưởng là Đại Diên Chân cùng chú họ là Đại Nhân Tú đi sứ sang nhà Đường (đời vua Đường Hiến Tông) triều cống 3 lần vào các năm 809, 810 và 811.

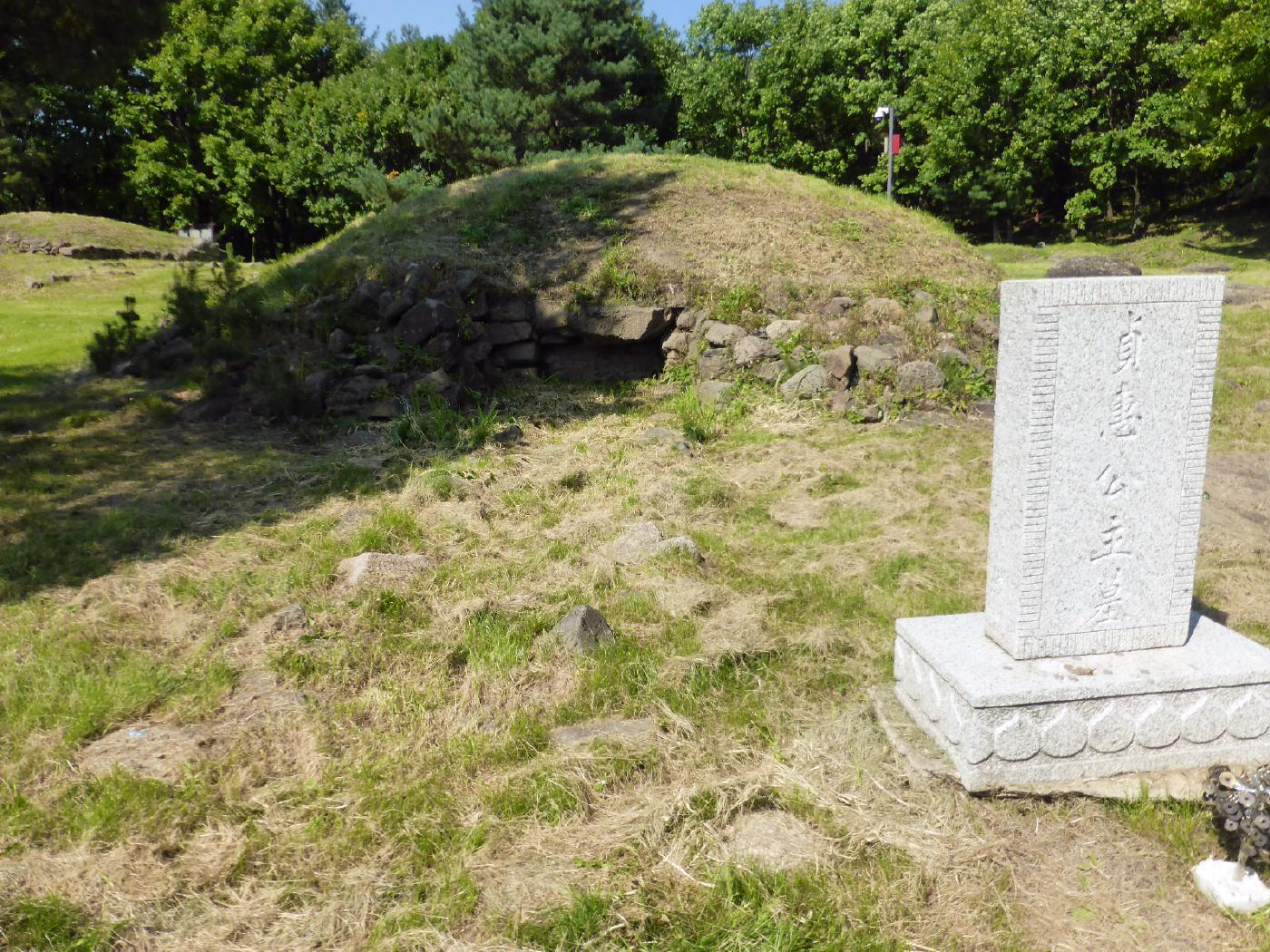
Ngôi mộ của Trinh Hiếu công chúa (757 - 792), con gái thứ 4 của vua Bột Hải Văn Vương (cai trị từ năm 737 đến năm 793)

Ngày 11 tháng 1 năm 810, di cốt của Trinh Hiếu công chúa (con gái thứ 4 của Bột Hải Văn Vương, cô của Bột Hải Định Vương, qua đời từ năm 792) được Bột Hải Định Vương cho chôn cất tại Nhiễm Cốc (染谷), Seowon (서원, 西原) thuộc Quần thể lăng mộ cổ ở núi Long Đầu, Cát Lâm, Trung Quốc. Trong số những thứ khác, lăng Trinh Hiếu công chúa chứa những bức tranh tường chi tiết và hoàn chỉnh đầu tiên được phát hiện bởi các nghệ nhân Bột Hải, và do đó cung cấp những hiểu biết có giá trị cho các nhà sử học ngày nay.
Một nguồn thông tin quan trọng về văn hóa Bột Hải đã được tìm ra vào cuối thế kỷ XX tại Quần thể lăng mộ cổ ở núi Long Đầu. Trong đó lăng mộ Tứ công chúa của Bột Hải Văn Vương là Trinh Hiếu công chúa được phát hiện vào tháng 10 năm 1980. Những gò đất xếp bằng đá chứng tỏ sự tồn tại của ngôi mộ theo phong cách Cao Câu Ly nhưng trang phục chính thức lại thể hiện phong cách nhà Đường, ngụ ý rằng Bột Hải đã tích cực tiếp nhận văn hóa nhà Đường. Ban đầu có 12 bức tranh tường mô tả con người trên các bức tường phía sau của lối đi bên trong và các bức tường phía bắc, đông và tây của phòng chôn cất. Căn phòng được bao quanh bởi bốn bức tranh tường trên mỗi bức tường, mô tả mười ba người đang hành động, chẳng hạn như chiến binh, người hầu phòng, nhạc sĩ và người hầu gái, mặc áo choàng màu đỏ, xanh lam, vàng, tím và nâu. Những bức tranh tường lần đầu tiên thể hiện hình ảnh của người Bột Hải một cách hoàn chỉnh. Hầm chôn cất chứa một văn bia bằng đá granit hoàn chỉnh và nguyên vẹn, cao 1,05 mét, rộng 0,58 mét x 0,26 mét, hình thổ khuê (土圭), trên đó có 728 ký tự Trung Quốc của nhà Đường, theo kiểu chữ viết thông thường, được ghi trong 18 dòng ngang. Văn bia thuộc loại văn tự kết hợp điển hình, vừa có văn tự biên niên sử về cả cuộc đời của Trinh Hiếu công chúa vừa có văn bi ký thể hiện sự ca ngợi và tưởng nhớ Trinh Hiếu công chúa. Học giả Bột Hải, tác giả của văn bia này, là người có học thức cao trong văn học truyền thống Trung Quốc, thể hiện qua việc sử dụng các dòng thơ được mô phỏng theo các nhà thơ đầu triều đại nhà Đường. Văn bia của Trinh Hiếu công chúa (757 - 792) ghi rằng cha của cô (Bột Hải Văn Vương) vừa là một "vị vua vĩ đại", vừa còn là một hoàng đế tương đương với hoàng đế nhà Đường. Cô ấy có thể là một người thích cưỡi ngựa, vì phần còn lại của một con ngựa được tìm thấy trong lăng. Những bộ xương còn vương vãi khắp căn phòng khi được các nhà khảo cổ học phát hiện, do nạn cướp bóc trước đó. Tuy nhiên, những kẻ cướp bóc đã bỏ lỡ một số món đồ bằng vàng và đồng, đồ trang sức, đồ gốm và tượng nhỏ. Vật trang trí trong lăng bằng vàng mô tả con chim ba chân là một bằng chứng chứng minh vương quốc Bột Hải là quốc gia kế thừa của Cao Câu Ly.
Năm 812, Bột Hải Định Vương qua đời, thọ gần 50 tuổi. Bột Hải Định Vương đã kết hôn và có một vương tử tên là Đại Diên Chân (Dae Yeon-jin). Tuy nhiên có lẽ Đại Diên Chân chưa trưởng thành nên em của Bột Hải Định Vương là Nhị hoàng tử Đại Ngôn Nghĩa lên kế vị, tức là vua Bột Hải Hi Vương.
Từ năm Chu Tước nguyên niên (năm 812) đến năm Chu Tước thứ 5 (năm 816), Bột Hải Hi Vương phái con trai là Đại Diên Tuấn cùng chú họ là Đại Nhân Tú đi sứ sang nhà Đường (đời vua Đường Hiến Tông) triều cống 5 lần vào các năm 812, 813, 814, 815 và 816.
Vua Bột Hải Hi Vương buôn bán tích cực với nhà Đường (đời vua Đường Hiến Tông), và nhập về nhiều nét văn hóa và hệ thống tổ chức cai trị của nhà Đường vào vương quốc Bột Hải.
Năm 814, Bột Hải Hi Vương đã gửi những bức tượng Phật đến nhà Đường (đời vua Đường Hiến Tông).
Bột Hải Hi Vương còn buôn bán với phản quân Lý Sư Đạo của nhà Đường (đời vua Đường Hiến Tông). Sau đó, vào năm 815, Lý Sư Đạo giới thiệu thêm thương nhân người Tân La đang làm thương mại ở nhà Đường là Jami phu nhân cùng buôn bán với vương quốc Bột Hải của Bột Hải Hi Vương.
Năm 817, Bột Hải Hi Vương băng hà, thọ gần 50 tuổi. Bột Hải Hi Vương từng kết hôn và có người con trai tên là Đại Diên Tuấn (大延俊, Dae Yeon-jun). Tuy nhiên có lẽ Đại Diên Tuấn chưa trưởng thành nên em trai của Bột Hải Hi Vương là Tam hoàng tử Đại Minh Trung lên kế vị, tức là vua Bột Hải Giản Vương. Bột Hải Giản Vương phong Thái thị (태씨, 泰氏) lên làm Thuận Mục hoàng hậu (순목황후, 順穆皇后).
Từ năm 817 đến năm 818, Bột Hải Giản Vương phái chú họ là Đại Nhân Tú đi sứ sang nhà Đường (đời vua Đường Hiến Tông) triều cống 2 lần vào các năm 817 và 818.
Trong năm 818, Bột Hải Giản Vương qua đời, thọ gần 50 tuổi. Dù Bột Hải Giản Vương có kết hôn với Thuận Mục hoàng hậu Thái thị nhưng ông ta không có con trai. Vì vậy hậu duệ đời thứ tư của Đại Dã Bột (em trai của Bột Hải Cao Vương) là Đại Nhân Tú (chú họ của Bột Hải Giản Vương, khi đó đã hơn 60 tuổi, vừa trở về từ nhà Đường, là một người có uy quyền và thế lực) lên kế vị, tức là vua Bột Hải Tuyên Vương. Việc này đã kết thúc sự cai trị vương quốc Bột Hải của dòng dõi Bột Hải Cao Vương. Thuận Mục hoàng hậu Thái thị trở thành Thuận Mục thái hậu.
Dưới triều vua thứ mười - Bột Hải Tuyên Vương (818-830), Bột Hải nắm quyền kiểm soát một lãnh thổ bao gồm phần phía Bắc bán đảo Triều Tiên, Đông Bắc Mãn Châu và khu vực Primorsky Krai của Nga ngày nay.
Bột Hải Tuyên Vương vừa lên ngôi vua Bột Hải thì bốn bộ lạc Thiết Lợi Mạt Hạt, Ngu Lâu Mạt Hạt, Việt Hỷ Mạt Hạt (đời thủ lĩnh Ô Thi Khả Mông) và Hắc Thủy Mạt Hạt cùng phái quân tấn công vào biên giới đông bắc vương quốc Bột Hải. Bột Hải Tuyên Vương đã tái lập quyền lực hoàng gia và làm cho quân đội Bột Hải rất vững mạnh. Sau đó quân đội Bột Hải dưới sự chỉ huy của Bột Hải Tuyên Vương đã đẩy lui 4 cánh quân Mạt Hạt của 4 bộ lạc Thiết Lợi Mạt Hạt, Ngu Lâu Mạt Hạt, Việt Hỷ Mạt Hạt và Hắc Thủy Mạt Hạt ra khỏi biên giới đông bắc vương quốc Bột Hải.
Bột Hải Tuyên Vương tập trung nhiều vào việc mở rộng lãnh thổ của vương quốc, và dẫn theo nhiều chiến dịch với kết quả hợp nhất nhiều bộ tộc Mạt Hạt ở phía bắc. Trong năm 818 Bột Hải Tuyên Vương xuất quân đi xâm chiếm và sáp nhập các bộ lạc Thiết Lợi Mạt Hạt, Ngu Lâu Mạt Hạt và Việt Hỷ Mạt Hạt (đời thủ lĩnh Ô Thi Khả Mông) vào vương quốc Bột Hải của mình. Các bộ lạc khác dọc theo thung lũng Amur ở phía bắc đều bị sáp nhập hết vào vương quốc Bột Hải của Bột Hải Tuyên Vương. Sau đó Bột Hải Tuyên Vương còn đánh chiếm 2/3 lãnh thổ của bộ lạc Hắc Thủy Mạt Hạt.

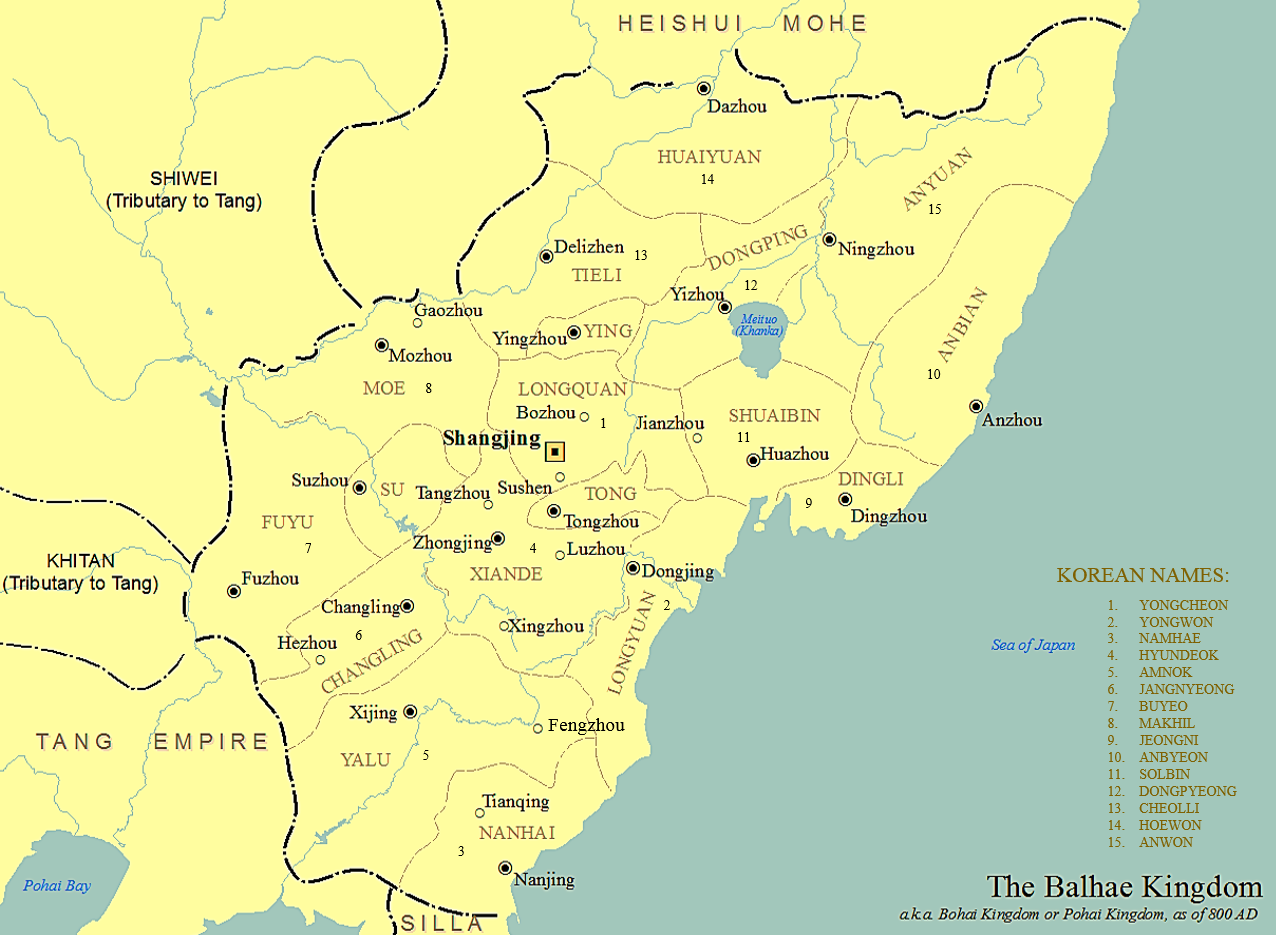
Bản đồ 18 phủ (18 tỉnh) của vương quốc Bột Hải (đời vua Bột Hải Tuyên Vương) với tên gọi theo âm tiếng Trung Quốc và âm tiếng Triều Tiên

Bột Hải Tuyên Vương chia vương quốc Bột Hải ra thành 18 phủ (18 tỉnh) gồm:
- Yongcheon (Longquan, Long Tuyền). Thủ phủ của Long Tuyền phủ này là kinh đô Thượng Kinh (nay là Ninh An, Hắc Long Giang, Trung Quốc) của vương quốc Bột Hải.
- Hyeondeok (Xiande, Hiển Đức). Thủ phủ của Hiển Đức phủ này là cố đô Trung Kinh (nay là Hòa Long, Cát Lâm, Trung Quốc) của vương quốc Bột Hải.
- Yongwon (Longyuan, Long Nguyên). Thủ phủ của Long Nguyên phủ này là cố đô Đông Kinh (nay là Hồn Xuân, Cát Lâm, Trung Quốc) của vương quốc Bột Hải.
- Namhae (Nanhai, Nam Hải). Thủ phủ của Nam Hải phủ này là Nam Kinh (nay là Hàm Hưng, Triều Tiên) của vương quốc Bột Hải.
- Amnok (Yalu, Áp Lục). Thủ phủ của Áp Lục phủ này là Tây Kinh (nay là Lâm Giang, Cát Lâm, Trung Quốc) của vương quốc Bột Hải.
- Jangnyeong (Changling, Trường Lĩnh). Thủ phủ của Trường Lĩnh phủ này là Hà Châu (nay là Hoa Điện, Cát Lâm, Trung Quốc) của vương quốc Bột Hải.
- Buyeo (Fuyu, Phù Dư). Thủ phủ của Phù Dư phủ này là Phù Châu (nay là Khai Nguyên, Liêu Ninh, Trung Quốc) của vương quốc Bột Hải.
- Makhil (Moxie, Mạc Hiệt). Thủ phủ của Mạc Hiệt phủ này là Mạc Châu (nay là A Thành, Hắc Long Giang, Trung Quốc) của vương quốc Bột Hải.
- Jeongmi (Dingli, Định Lý). Thủ phủ của Định Lý phủ này là Định Châu (nay là Partizansk, Primorsky Krai, Nga) của vương quốc Bột Hải.
- Anbyeon (Anbian, An Biên). Thủ phủ của An Biên phủ này là An Châu (nay là Olga, Primorsky Krai, Nga) của vương quốc Bột Hải.
- Solbin (Shuaibin, Súy Tân). Thủ phủ của Súy Tân phủ này là Hoa Châu (nay là Ussuriysk, Primorsky Krai, Nga) của vương quốc Bột Hải.
- Dongpyeong (Dongping, Đông Bình). Thủ phủ của Đông Bình phủ này là Y Châu (nay là Mật Sơn, Hắc Long Giang, Trung Quốc) của vương quốc Bột Hải.
- Cheolli (Tieli, Thiết Lợi). Thủ phủ của Thiết Lợi phủ này là Đức Lý trấn (nay là Y Lan, Hắc Long Giang, Trung Quốc) của vương quốc Bột Hải.
- Hoewon (Huaiyuan, Hoài Viễn). Thủ phủ của Hoài Viễn phủ này là Đạt Châu (nay là Đồng Giang, Hắc Long Giang, Trung Quốc) của vương quốc Bột Hải.
- Anwon (Anyuan, An Viễn). Thủ phủ của An Viễn phủ này là Ninh Châu Châu (nay là Dalnerechensk, Primorsky Krai, Nga) của vương quốc Bột Hải.
- Sokju (Suzhou, Túc Châu). Thủ phủ của Túc Châu phủ là Túc Châu (nay là Cửu Đài, Cát Lâm, Trung Quốc) của vương quốc Bột Hải.
- Dongju (Tongzhou, Đồng Châu). Thủ phủ của Đồng Châu phủ là Đồng Châu (nay là Uông Thanh, Cát Lâm, Trung Quốc) của vương quốc Bột Hải.
- Yeongju (Yingzhou, Doanh Châu). Thủ phủ của Doanh Châu phủ là Doanh Châu (nay là Lâm Khẩu, Hắc Long Giang, Trung Quốc) của vương quốc Bột Hải.

Ông ta đã tối ưu hóa hệ thống tỉnh và ổn định từng phủ để ngăn chặn cuộc nổi loạn và tăng cường giao thương với nhà Đường.
Cuối năm 818, Bột Hải Tuyên Vương phái quân Bột Hải đi tấn công Tiểu Cao Câu Ly ở Liêu Đông và Tân La (đời vua Tân La Hiến Đức Vương) ở phía nam. Tiểu Cao Câu Ly này là một quốc gia do những thành viên vương tộc Cao Câu Ly (con cháu của Cao Đức Vũ - Go Deokmu, con trai của Bảo Tạng Vương) lập nên tại bán đảo Liêu Đông vào năm 699 sau khi Cao Câu Ly sụp đổ. Quân Tiểu Cao Câu Ly ngăn cản được bước tiến quân của quân đội Bột Hải. Nước Tân La đẩy lui được quân Bột Hải.
Năm 819, vua Bột Hải Tuyên Vương mở chiến dịch chinh phục vương quốc Tiểu Cao Câu Ly tại Liêu Đông. Quân đội Bột Hải của Bột Hải Tuyên Vương chiếm nhiều thành trì ở đông nam của Tiểu Cao Câu Ly rồi sáp nhập vào Nam Hải phủ và Áp Lục phủ của vương quốc Bột Hải. Bột Hải Tuyên Vương lại phái quân Bột Hải đánh phá biên giới phía bắc nước Tân La (đời vua Tân La Hiến Đức Vương).
Từ năm 819 đến năm 826, Bột Hải Tuyên Vương phái con trưởng là thế tử Đại Tân Đức làm sứ giả sang nhà Đường (các đời vua Đường Hiến Tông, Đường Mục Tông, Đường Kính Tông) triều cống 8 lần vào các năm 819, 820, 821, 822, 823, 824, 825 và 826.
Năm 820 quân đội Bột Hải của Bột Hải Tuyên Vương tiêu diệt vương quốc Tiểu Cao Câu Ly tại Liêu Đông và sáp nhập vương quốc này vào Bột Hải. Thành Bình Nhưỡng của Tiểu Cao Câu Ly trở thành thành trì của Bột Hải.
Bộ sách "Mãn Châu Nguyên Lưu Khảo" (满洲源流考) cung cấp các ghi chép cho thấy vương quốc Bột Hải đã chiếm thành Bisa ở mũi phía nam của Bán đảo Liêu Đông. "Liêu sử" ghi lại rằng vương quốc Bột Hải đã thành lập các tỉnh tại  các thành Sin, thành Gaemo, thành Baegam, thành Yodong và thành Ansi ở Liêu Đông, cũng như một phần đáng kể của khu vực Liêu Tây.
Bột Hải Tuyên Vương lấy lãnh thổ Tiểu Cao Câu Ly vừa chiếm được lập ra phủ Yodong (Liaodong, Liêu Đông) - phủ thứ 19 của vương quốc Bột Hải. Thủ phủ của Liêu Đông phủ này là Liêu Đông thành (nay là Bạch Tháp, Liêu Ninh, Trung Quốc) của vương quốc Bột Hải.
Con cháu của Cao Đức Vũ (người sáng lập Tiểu Cao Câu Ly) di chuyển đến phía tây của Liêu Tây rồi bị nhà Đường (đời vua Đường Mục Tông) tiêu diệt cùng năm 820.
Bột Hải Tuyên Vương cũng ra lệnh mở rộng lãnh thổ về phía nam, tức về phía Tân La. Trong năm 820, một phần của Tân La (đời vua Tân La Hiến Đức Vương) ở biên giới phía nam vương quốc Bột Hải bị quân đội Bột Hải chiếm đóng. Bột Hải Tuyên Vương cho sáp nhập phần đất vừa chiếm được từ Tân La này vào Nam Hải phủ của vương quốc Bột Hải. Sức ép từ thế lực Bột Hải đã khiến Tân La phải xây dựng tường thành ở biên giới phía Bắc giáp với Bột Hải từ năm 712, và quân đội Tân La ở đây cũng phải thường xuyên trong tình trạng sẵn sàng chiến đấu.
Khi đó hải tặc Lý Đạo Hình cùng Yeom Mun tiến hành cướp bóc những tàu bè qua lại trên biển giữa Tân La (đời vua Tân La Hiến Đức Vương) và nhà Đường (đời vua Đường Mục Tông, Đường Kính Tông). Điều này khiến các thương buôn của Tân La và nhà Đường điều hoảng sợ và không dám đi biển nữa. Quan quân Võ Trân Châu (Muju) của Tân La điều bị bọn hải tặc đánh tan. Lý Đạo Hình mở rộng địa bàn trên vùng biển Tây Nam của Tân La (biển Hoàng Hải). Hàng hóa cướp được thì Lý Đạo Hình tiến hành buôn bán với tộc Khiết Đan (đời Chiêu Cổ Khả hãn), bộ tộc Khố Mạc Hề (Kumo Xi). Ngoài ra thủ lĩnh hải tặc Lý Đạo Hình còn buôn bán với Tây Kinh thuộc Áp Lục phủ của vương quốc Bột Hải (đời vua Bột Hải Tuyên Vương).
Năm 824, nước Tân La (đời vua Tân La Hiến Đức Vương) đứng trước họa xâm lăng từ vương quốc Bột Hải của vua Bột Hải Tuyên Vương phương Bắc, Hiến Đức Vương cho xây trường thành dài 300 lý gần sông Đại Đồng, sau này nó thành biên cương phía bắc đất nước Tân La.
Bột Hải Tuyên Vương khi đó thường xuyên buôn bán với thương nhân Tân La là Jami phu nhân. Sau đó, cùng năm 824, Jami phu nhân giới thiệu thêm thủ lĩnh hải tặc Lý Đạo Hình đang hoành hành ở bờ biển tây nam Tân La (đời vua Tân La Hiến Đức Vương) cùng buôn bán vũ khí, ngựa, lương thực với Thượng Kinh (nay là Ninh An, Hắc Long Giang) thuộc Long Tuyền phủ của vương quốc Bột Hải (đời Bột Hải Tuyên Vương).
Năm 826, vua Tân La Hưng Đức Vương vừa mới lên ngôi vua của Tân La thì huy động hàng vạn quân Tân La lên phía bắc để củng cố biên giới với vương quốc Bột Hải (đời vua Bột Hải Tuyên Vương).

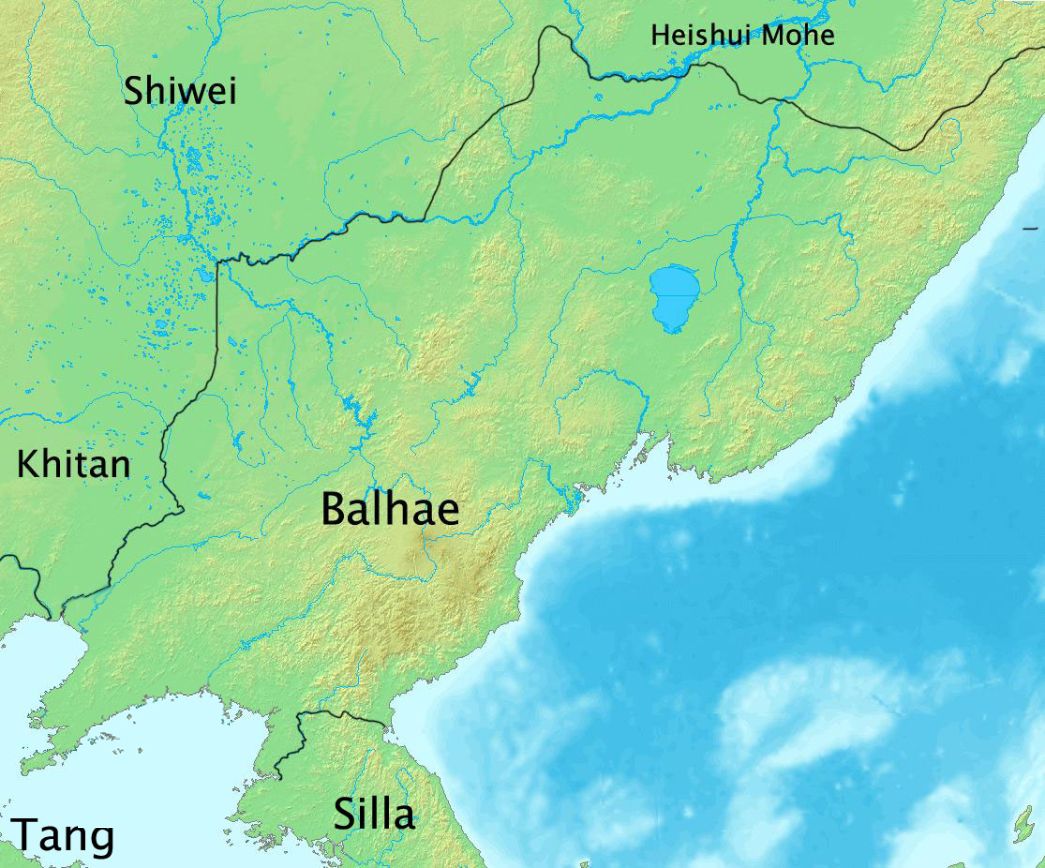
Bản đồ vương quốc Bột Hải của vua Bột Hải Tuyên Vương năm 830.

Vùng lãnh thổ Bột Hải khi ấy rộng lớn gấp 2.2~2.8 lần tổng diện tích bán đảo Triểu Tiên ngày nay. Nhà Đường của vua Đường Văn Tông còn gửi sứ thần tới, thừa nhận sự tồn tại thực tế cũng như sức mạnh của Bột Hải. Ngoài ra nhà Đường còn gọi Bột Hải là "Hải đông thịnh quốc" (Haedong seongguk, nghĩa là "quốc gia thịnh vượng ở vùng biển phía Đông"), nhằm công nhận Bột Hải là một xã hội văn hóa tiến bộ. Ngay cả những quốc gia cách xa tới 1.300 km cũng muốn giao dịch với Bột Hải và nhờ cậy bảo hộ. Bột Hải đã phát triển thành một đại cường quốc, đã tập trung sức mạnh vào cả việc phát triển kinh tế và văn hóa, giao dịch thực hiện cả với vùng Ba Tư (Persia) xa xôi, thủ phủ Dongkyeongseong (Đông Kinh thành) thuộc Long Nguyên phủ của vương quốc Bột Hải đã trở thành đô thị mang tầm thế giới ở thời điểm đó.
Do thế tử Đại Tân Đức (con của Bột Hải Tuyên Vương) đã qua đời trước đó, Bột Hải Tuyên Vương phong cho đích tôn của mình (con của thế tử Đại Tân Đức) là Đại Di Chấn làm người kế vị của mình.
Trong 12 năm trị vì, Bột Hải Tuyên Vương đã 5 lần cử sứ thần sang Nhật Bản (đời Thiên hoàng Saga, Thiên hoàng Junna), nhằm thiết lập quan hệ ngoại giao cũng như các tuyến thương mại. Các sứ thần Bột Hải giành được sự công nhận thiện chí tại Nhật Bản mặc dù Nhật Bản có cảnh báo Bột Hải rằng Bột Hải cần hạn chế cử các phái đoàn sang Nhật Bản vì chúng mang đến gánh nặng tiếp đón cho Nhật Bản. Tuyến thương mại Bột Hải - Nhật Bản qua Biển Nhật Bản trở thành một trong những tuyến thương mại quan trọng nhất của Nhật Bản, khiến cho Bột Hải trở thành một trong những đối tác thương mại quan trọng nhất của Nhật Bản.
Năm 830, Thuận Mục thái hậu (vợ của vua Bột Hải Giản Vương, cháu dâu họ của Bột Hải Tuyên Vương) qua đời. Không lâu sau, thi hài của bà được Bột Hải Tuyên Vương chôn cất ở Quần thể lăng mộ cổ ở núi Long Đầu thuộc Hiển Đức phủ (nay thuộc Cát Lâm, Trung Quốc). Vào những năm 2004 - 2005, ít nhất 14 ngôi mộ trong thời kỳ Bột Hải đã được khai quật từ núi Long Đầu. Chính phủ Trung Quốc sau đó đã tiết lộ rằng một trong những ngôi mộ có tên là M3 có hình thức là một ngôi mộ đá lớn, chính là lăng mộ của Thuận Mục thái hậu (vợ của vua Bột Hải Giản Vương). Bia mộ của bà bằng đá sa thạch màu nâu đỏ, rộng 34.5 cm, cao 55 cm, dày 13 cm.

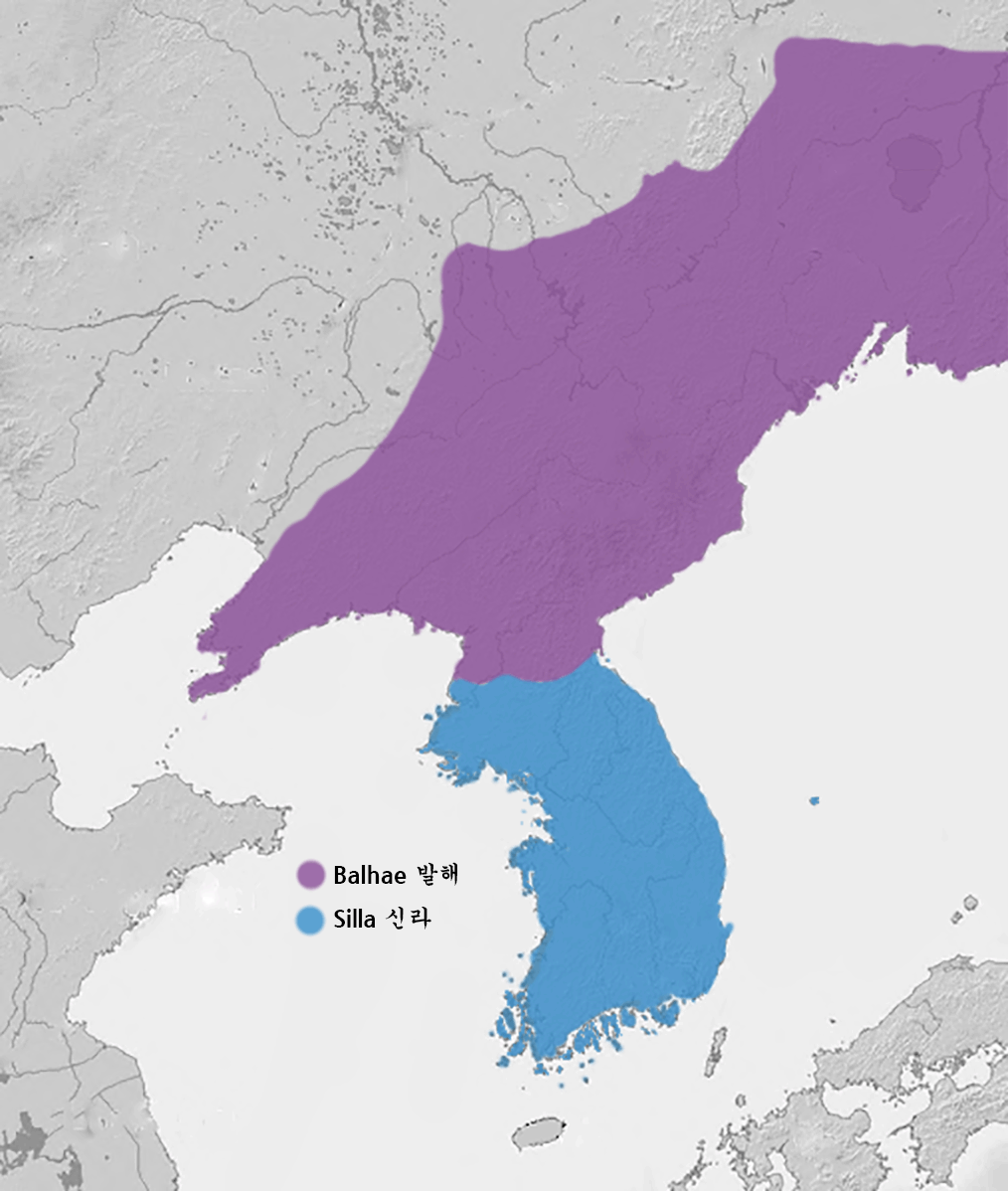
Bản đồ Vương quốc Bột Hải (màu tím, đời vua Bột Hải Trang Tông) ở phía bắc và bản đồ Tân La (màu xanh, đời vua Tân La Hưng Đức Vương) ở phía nam vào năm 830.

Năm 830, vua Bột Hải Tuyên Vương qua đời, hưởng thọ hơn 70 tuổi. Đích tôn là Đại Di Chấn (khi đó hơn 30 tuổi) kế vị, tức là vua Bột Hải Trang Tông.
Từ năm Hàm Hòa nguyên niên (năm 830) đến năm Hàm Hòa thứ 15 (năm 844), Bột Hải Trang Tông phái sứ giả sang nhà Đường (các đời vua Đường Văn Tông, Đường Vũ Tông) triều cống 16 lần vào các năm 830, 831 (năm này Bột Hải Trang Tông triều cống 2 lần), 832, 833, 834, 835, 836, 837, 838, 839, 840, 841, 842, 843 và 844.
Bột Hải Trang Tông ra sức củng cố bộ máy hành chính tập trung và tổ chức quân đội Bột Hải trở thành quân đội thường trực. 10 đơn vị (wi) tạo thành đội quân trung tâm trong khi hai trong số họ, Tả và Hữu Maengbunwi, là những đơn vị tinh nhuệ. Mỗi đơn vị có trách nhiệm riêng như bảo vệ cung điện hoàng gia và kinh đô hoặc phục vụ như những người bảo vệ cung điện. Đối với các khu vực khác, lực lượng vũ trang Bột Hải đã được triển khai tại 19 tỉnh địa phương (phủ).
Năm 831 vua Đường Văn Tông cử sứ thần mang chiếu thư (詔書) sang sách phong cho Bột Hải Trang Tông. Bột Hải Trang Tông mô phỏng nhà Đường, thi hành Mộ binh chế, thành lập thần sách quân tả hữu, tả hữu tam quân, 120 ti. Bột Hải Trang Tông đã làm theo ý muốn của ông nội là Bột Hải Tuyên Vương, cố gắng áp dụng hệ thống quản lý và Luật lệnh chế (律令制) đó vào lãnh thổ vương quốc Bột Hải. Ông ta phái con trai trưởng là Đại Xương Huy và hàng chục người hầu của mình đến nhà Đường (đời vua Đường Văn Tông) để học tập, tiếp thu nền văn hóa của nhà Đường một cách tích cực, rồi về áp dụng trong vương quốc Bột Hải.
Tương tự như vương quốc Cao Câu Ly khi xưa, vua Bột Hải Trang Tông coi trọng, đề cao và tôn vinh Phật giáo trong vương quốc Bột Hải. Ngành nông nghiệp, ngành chăn nuôi và ngành đánh bắt thủy hải sản trở thành những ngành quan trọng trong việc thúc đẩy phát triển kinh tế của vương quốc Bột Hải.
Cuối năm 831, bộ lạc Hắc Thủy Mạt Hạt ở đông bắc vương quốc Bột Hải chia quân 4 đạo tấn công vào An Viễn phủ, Hoài Viễn phủ, Thiết Lợi phủ và Mạc Hiệt phủ của vương quốc Bột Hải. Ba thủ phủ Đạt Châu (nay là Đồng Giang, Hắc Long Giang, Trung Quốc) của Hoài Viễn phủ, Đức Lý trấn (nay là Y Lan, Hắc Long Giang, Trung Quốc) của Thiết Lợi phủ và Mạc Châu (nay là A Thành, Hắc Long Giang, Trung Quốc) của Mạc Hiệt phủ đều bị quân Hắc Thủy Mạt Hạt bao vây.
Năm 832, vua Bột Hải Trang Tông phái 4 cánh quân Bột Hải xuất chiến: Cánh quân Bột Hải thứ nhất đến Mạc Hiệt phủ để giải vây cho Mạc Châu (nay là A Thành, Hắc Long Giang, Trung Quốc); Cánh quân Bột Hải thứ hai đến Thiết Lợi phủ để giải vây cho Đức Lý trấn (nay là Y Lan, Hắc Long Giang, Trung Quốc); Cánh quân Bột Hải thứ ba đến Hoài Viễn phủ để giải vây cho Đạt Châu (nay là Đồng Giang, Hắc Long Giang, Trung Quốc); Cánh quân Bột Hải thứ tư đến An Viễn phủ để đánh đuổi quân Hắc Thủy Mạt Hạt ra khỏi An Viễn phủ. Kết quả 4 cánh quân Bột Hải đã đánh đuổi được 4 cánh quân Hắc Thủy Mạt Hạt ra khỏi vương quốc Bột Hải.
Bộ máy hành chính của vương quốc Bột Hải được mô phỏng theo Tam Bộ và Lục Bộ và sử dụng văn tự Hán của nhà Đường làm ngôn ngữ hành chính, nhưng ngôn ngữ chính của Bột Hải vẫn là tiếng Cao Câu Ly. Giới quý tộc và quý tộc của Bột Hải thường xuyên đến kinh đô Trường An của nhà Đường với tư cách là sứ giả và học sinh, nhiều người trong số họ đã đỗ các kỳ thi của triều đình nhà Đường. Ba học sinh người Bột Hải được ghi nhận đã đỗ kỳ thi của nhà Đường (đời vua Đường Văn Tông) vào Hàm Hòa thứ 4 (năm 833). Mặc dù vương quốc Bột Hải là một quốc gia chư hầu của nhà Đường, nhưng nó đã đi theo con đường độc lập của riêng mình, không chỉ trong các chính sách đối nội mà còn trong các mối quan hệ đối ngoại. Hơn nữa, nó tự coi mình là một đế chế và cử đoàn sứ giả đến các quốc gia láng giềng như Nhật Bản với tư cách độc lập.

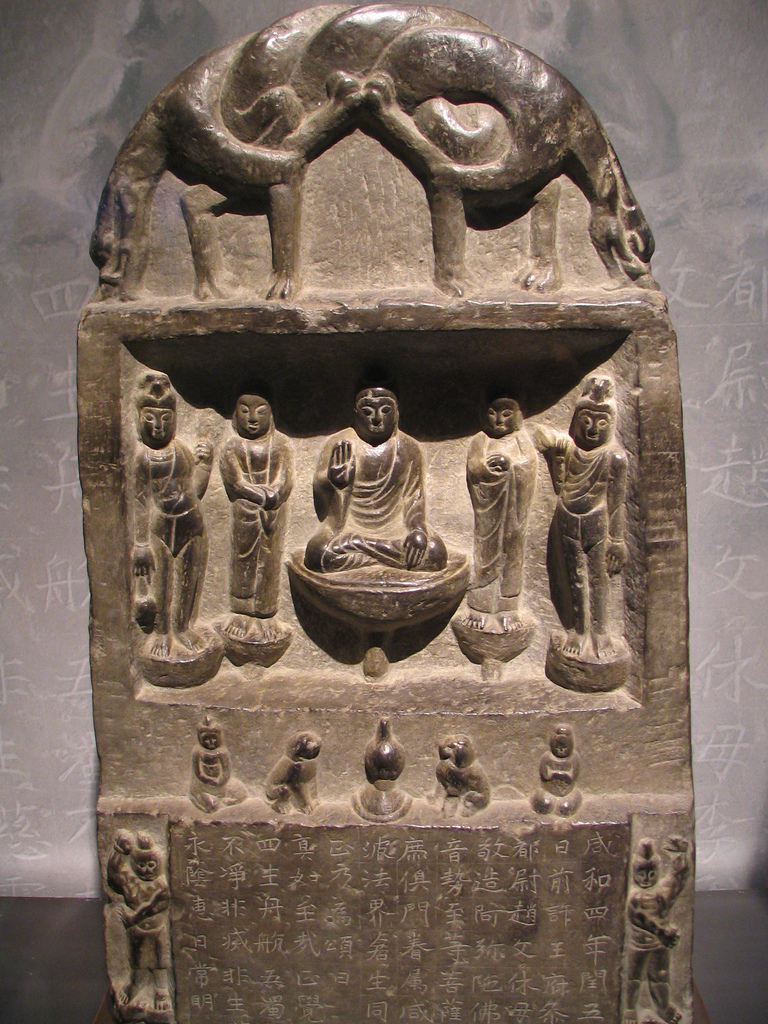
Điêu khắc phù điêu Phật giáo từ vương quốc Bột Hải tại Bảo tàng nghệ thuật Ohara, Nhật Bản. Bản khắc bằng chữ Hán có mô tả về quá trình tạo tác vào năm 834 sau Công nguyên (đời vua Bột Hải Trang Tông của vương quốc Bột Hải) và một bài thơ ca ngợi Đạt ma.

Một ghi chép vào năm 834 nói rằng vương quốc Bột Hải (đời vua Bột Hải Trang Tông) có một hoàng đế tối cao (tức là vua Bột Hải Trang Tông) và 19 đại vương dưới quyền cai trị 19 phủ của vương quốc Bột Hải:
- Long Tuyền phủ có Long Tuyền vương cai trị.
- Hiển Đức phủ có Hiển Đức vương cai trị.
- Long Nguyên phủ có Long Nguyên vương cai trị.
- Nam Hải phủ có Nam Hải vương cai trị.
- Áp Lục phủ có Áp Lục vương cai trị.
- Trường Lĩnh phủ có Trường Lĩnh vương cai trị.
- Phù Dư phủ có Phù Dư vương cai trị.
- Mạc Hiệt phủ có Mạc Hiệt vương cai trị.
- Định Lý phủ có Định Lý vương cai trị.
- An Biên phủ có An Biên vương cai trị.
- Súy Tân phủ có Súy Tân vương cai trị.
- Đông Bình phủ có Đông Bình vương cai trị.
- Thiết Lợi phủ có Thiết Lợi vương cai trị.
- Hoài Viễn phủ có Hoài Viễn vương cai trị.
- An Viễn phủ có An Viễn vương cai trị.
- Túc Châu phủ có Túc Châu vương cai trị.
- Đông Châu phủ có Đồng Châu vương cai trị.
- Doanh Châu phủ có Doanh Châu vương cai trị.
- Liêu Đông phủ có Liêu Đông vương cai trị.

Các đại vương này mang họ Cao (Go, 高), Trương (Jang, 張), Dương (Yang, 楊), Đậu (Du, 竇), Ô (Wu, 烏) và Lý (Lee, 李). Đây là sáu dòng họ có quyền lực trong vương quốc Bột Hải lúc bấy giờ. Mỗi một dòng họ có 3 đại vương cai trị 3 phủ, còn Long Tuyền phủ bao bọc kinh đô Thượng Kinh thì do người của dòng họ Đại (Dae, 大) - dòng họ hoàng gia Bột Hải cai trị.
Năm 836, vua Tân La Hưng Đức Vương của nước Tân La băng hà. Kim Đễ Long cùng thúc phụ (em họ của vua Tân La Hưng Đức Vương) là Kim Quân Trinh (Kim Gyunjeong) tranh giành quyền lực. Bột Hải Trang Tông gửi quân đội Bột Hải sang Tân La phía nam hợp quân với Kim Đễ Long và Jami phu nhân giết chết Kim Quân Trinh khi ông này đang trên đường làm lễ đăng cơ. Quân đội Bột Hải cùng Kim Đễ Long, Kim Rihong, Jami phu nhân đưa Kim Minh về kinh đô Kim Thành của Tân La. Con của Kim Quân Trinh là Kim Hựu Trưng và cháu nội của Kim Quân Trinh là Kim Khánh Ưng được Trương Bảo Cao hộ tống đào thoát đến Thanh Hải trấn (Cheonghaejin). Kim Minh đưa Kim Đễ Long lên ngôi vua Tân La, tức là vua Tân La Hi Khang vương. Quân đội Bột Hải sau đó mới rút về nước.
Trong thời gian vua Bột Hải Trang Tông cai trị, vương quốc Bột Hải có các hoạt động thương mại với nhà Đường (các đời vua Đường Văn Tông, Đường Vũ Tông, Đường Tuyên Tông), Tân La (các đời vua Tân La Hưng Đức Vương, Tân La Hi Khang Vương, Tân La Mẫn Ai Vương, Tân La Thần Vũ Vương, Tân La Văn Thánh Vương, Tân La Hiến An Vương), tộc Khiết Đan (các đời Chiêu Cổ Khả hãn, Da Lan Khả hãn) và Nhật Bản (các đời Thiên hoàng Junna, Thiên hoàng Ninmyō, Thiên hoàng Montoku).
Năm 850, vương quốc Bột Hải của vua Bột Hải Trang Tông đã hoàn thiện hệ thống hành chính địa phương, bao gồm 5 kinh đô (trong đó có một kinh đô tối cao là Thượng Kinh cùng 4 kinh đô thứ cấp là Trung Kinh, Tây Kinh, Đông Kinh và Nam Kinh), 19 phủ (bao gồm: Long Tuyền phủ, Hiển Đức phủ, Long Nguyên phủ, Nam Hải phủ, Áp Lục phủ, Trường Lĩnh phủ, Phù Dư phủ, Mạc Hiệt phủ, Định Lý phủ, An Biên phủ, Súy Tân phủ, Đông Bình phủ, Thiết Lợi phủ, Hoài Viễn phủ, An Viễn phủ, Túc Châu phủ, Đồng Châu phủ, Doanh Châu phủ và Liêu Đông phủ) và 62 quận như cấu trúc của nhà Đường và Cao Câu Ly.
Em trai của Bột Hải Trang Tông, Đại Kiền Hoảng (大虔晃), là một người hầu có ảnh hưởng và xảo quyệt, xuất thân từ một gia đình hoàng gia. Trong thời gian Bột Hải Trang Tông cai trị, Đại Kiền Hoảng đã có trong tay Nhị tỉnh lục bộ (二省六部) trong Tam tỉnh lục bộ (三省六部) và thậm chí còn quản lý công việc văn phòng trong cung.
Năm 857, vua Bột Hải Trang Tông qua đời, hưởng thọ hơn 60 tuổi. Sinh thời Bột Hải Trang Tông có 6 hoàng tử là Đại Xương Huy, Đại Minh Huấn, Đại Minh Tuấn, Đại Diên Quảng, Đại Quang Thịnh và Đại Lập Ngạc. Tuy nhiên không rõ nguyên do vì sao mà không ai trong số 6 hoàng tử này được kế vị ngôi vua Bột Hải của ông ta. Các vua Bột Hải trước có trưởng tử đến tuổi trưởng thành, cùng sứ thần làm sứ giả sang nhà Đường. Với Bột Hải Trang Tông, chỉ có Đại Xương Huy thường xuyên đi sứ, có thể đã quen với việc đi sứ chứ không thể cai trị đất nước, 5 hoàng tử còn lại vẫn có thể kế vị ngôi vua. Nhưng kì đệ (em trai) của Bột Hải Trang Tông là Đại Kiền Hoảng (khi đó đã gần 50 tuổi) lên nối ngôi vua Bột Hải, thay vì các con trai của ông. Gần đây, các chuyên gia lịch sử nghi ngờ rằng có một cuộc đảo chính quân sự của Đại Kiền Hoảng để giành lấy ngôi vua Bột Hải.
Vua Đại Kiền Hoảng đã cử một số đoàn sứ thần sang Nhật Bản (đời Thiên hoàng Montoku) và nhà Đường (đời vua Đường Tuyên Tông) để thông báo việc mình kế vị và bang giao.
Vua Đại Kiền Hoảng tiếp tục tiến hành bang giao với vua Đường Ý Tông của nhà Đường và Thiên hoàng Seiwa của Nhật Bản. Theo ghi chép của Nhật Bản thư kỷ (Nihon Shoki, 日本書紀), vua Đại Kiền Hoảng đã cử 105 quan chức và học giả Bột Hải đến Nhật Bản (đời Thiên hoàng Seiwa), bao gồm cả Lee Geo-Jeong. Ngoài ra, vua Đại Kiền Hoảng còn tiến hành các hoạt động thương mại với tộc Khiết Đan (các đời Da Lan Khả hãn, Tiển Chất Khả hãn) và Tân La (các đời vua Tân La Hiến An Vương, Tân La Cảnh Văn Vương). Vương quốc Bột Hải của vua Đại Kiền Hoảng còn buôn bán với cả bộ tộc Thất Vi (bộ tộc cai trị khu vực Nội Mông và Mông Cổ ngày nay).
Thời gian này, người Khiết Đan gần Xích Phong và Thông Liêu hiện đại đã công nhận uy quyền tối cao của vương quốc Bột Hải (đời vua Đại Kiền Hoảng).
Năm 871 vua Đại Kiền Hoảng qua đời, hưởng thọ hơn 60 tuổi. Do thế tử (không rõ tên, con của vua Đại Kiền Hoảng) đã mất trước đó nên kì tôn (cháu nội) của vua Đại Kiền Hoảng là Đại Huyền Tích (khi đó khoảng 26 tuổi) lên kế vị, tức là vua Bột Hải Minh Tông. Sau khi Đại Kiền Hoảng qua đời, vương quốc Bột Hải bắt đầu mất đi quyền hành chính địa phương.

## Suy yếu
Vua Bột Hải Minh Tông là vị vua anh minh (do miếu hiệu Minh Tông của vua này là được đời sau truy phong cho ông ta và là miếu hiệu thường dành cho những vị vua anh minh).
Khi vừa lên ngôi vua Bột Hải trong năm 871, vua Bột Hải Minh Tông phái sứ giả sang nhà Đường (đời vua Đường Ý Tông) để triều cống. Sau đó, vua Bột Hải Minh Tông lại phái sứ giả sang nhà Đường (đời vua Đường Ý Tông) để triều cống thêm hai lần nữa vào các năm 872 và năm 873.
Vương quốc Bột Hải của vua Bột Hải Minh Tông tiếp tục bang giao với Nhật Bản (các đời Thiên hoàng Seiwa, Thiên hoàng Yōzei, Thiên hoàng Kōkō, Thiên hoàng Uda).
Trong thời kỳ Bột Hải Minh Tông cai trị, đấu tranh chính trị giữa các quý tộc gốc Cao Câu Ly và Mạt Hạt ngày càng gay gắt. Ngoài ra, quyền lực hành chính địa phương ngày càng suy yếu, khiến vương quốc Bột Hải bị mất dần lãnh thổ.
Năm 886 bộ lạc Hắc Thủy Mạt Hạt ở đông bắc vương quốc Bột Hải đã đánh chiếm rất nhiều thành trì của vương quốc Bột Hải tại ba phủ là Hoài Viễn phủ, An Viễn phủ và An Biên phủ. Tam vương của ba phủ đó là Hoài Viễn vương, An Viễn vương và An Biên vương đều xin vua Bột Hải Minh Tông gửi viện quân chống cự quân Hắc Thủy Mạt Hạt. Vua Bột Hải Minh Tông gửi quân Bột Hải lên vùng đông bắc và đã ngăn được bước tiến quân của quân Hắc Thủy Mạt Hạt.
Nhà nước được xây dựng bởi các bộ lạc Mạt Hạt, và vị trí của họ là ở An Biên phủ (Bắc Triều Tiên ngày nay) của vương quốc Bột Hải. Họ trốn thoát trong phạm vi cai trị của vương quốc Bột Hải và cố gắng tham gia vào các mối quan hệ ngoại giao chống lại vương quốc Tân La (đời vua Tân La Định Khang Vương).
Cùng năm 886 nước Tân La (đời vua Tân La Định Khang Vương) ở phía nam vương quốc Bột Hải cũng xuất quân đi đánh chiếm nhiều thành trì của vương quốc Bột Hải tại Nam Hải phủ. Hai tiểu quốc Hắc Thủy quốc (黒水國) và Bảo Lộ quốc (寶露國) xuất hiện ở Nam Hải phủ - khu vực biên giới giữa vương quốc Bột Hải và Tân La. Điều này khiến cho lãnh thổ của Nam Hải phủ bị thu hẹp đáng kể. Nam Hải vương gửi thư xin vua Bột Hải Minh Tông gửi viện quân đến Nam Hải phủ chống địch. Vua Bột Hải Minh Tông sau đó gửi hàng chục vạn quân Bột Hải đến giữ Nam Hải phủ. Quân Hắc Thủy quốc, Bảo Lộ quốc và quân Tân La thấy vậy thì cho dừng việc xâm lược vương quốc Bột Hải lại.
Cũng trong năm 886, các quý tộc truyền thống của vương quốc Bột Hải là các họ Cao (Go, 高), Trương (Jang, 張), Dương (Yang, 楊), Đậu (Du, 竇), Ô (Wu, 烏), Lý (Lee, 李) đột nhiên biến mất và họ Bùi (Bae, 裵) thị tộc xuất hiện. Và họ Bùi đã độc chiếm các ghế chính thức lớn trong triều đình Bột Hải. Một số chuyên gia lịch sử cho rằng các Môn phiệt quý tộc (門閥貴族) này đến từ triều đại nhà Đường (đời vua Đường Hy Tông).
Năm 894 vua Bột Hải Minh Tông mất, hưởng thọ khoảng 49 tuổi. Thế tử Đại Vĩ Hài (khi đó đã hơn 30 tuổi, con trai trưởng của vua Bột Hải Minh Tông) lên kế vị ngôi vua Bột Hải. Khi đó các nhóm đa số trong chính trị gia Bột Hải đã đổi thành họ Bùi (Bae, 裵) từ gia tộc họ Dương (Yang, 楊). Điều đó có nghĩa là Bột Hải Minh Tông có thể bị ám sát thông qua một cuộc đảo chính quân sự.
Khi vừa lên ngôi vua vào năm 894, vua Đại Vĩ Hài đã phái đại thần Bùi Đĩnh (裵頲, Baejeong) đi sứ sang Nhật Bản (đời Thiên hoàng Uda) để thông báo việc lên ngôi của ông ta.
Vua Đại Vĩ Hài có tính hợp pháp kế vị thấp và quyền lực quân chủ suy giảm. Phạm vi kiểm soát của các phủ địa phương giảm mạnh, và các bộ lạc Khiết Đan ở phía tây đang bắt đầu hợp nhất thành một quốc gia. Về phần chính trị, vua Đại Vĩ Hài hoàn toàn phụ thuộc vào gia tộc họ Bùi (Bae, 裵) về toàn bộ công việc của triều đình Bột Hải.
Vua Đại Vĩ Hài đã cử vương tử Đại Phong Duệ (Dae Bong-ye, khi đó đã hơn 15 tuổi) cùng đoàn sứ giả người Bột Hải sang nhà Đường (đời vua Đường Chiêu Tông) tiến cống vào năm 895, ngẫu nhiên lại trùng hợp lúc sứ giả nước Tân La (đời vua Tân La Chân Thánh nữ vương) cũng đến Trường An nhà Đường, điều này phát sinh sự kiện tranh tịch giữa Bột Hải và Tân La. Học giả Tân La là Thôi Trí Viễn ghi rằng Đại Phong Duệ và đoàn sứ giả người Bột Hải ở Trường An nhà Đường đã tự xưng Bột Hải là "Mạt Hạt", "Túc Mạt Tiểu Phiên", đồng thời nhận nước Tân La là thượng quốc. Bởi lẽ khi đó giới quý tộc gốc Cao Câu Ly trong triều đình Bột Hải đã bị người Mạt Hạt lấn át quyền hành và dân số người Mạt Hạt trong lãnh thổ vương quốc Bột Hải này cũng đã chiếm tỷ lệ cao hơn người gốc Cao Câu Ly. Một số sứ thần Bột Hải cũng đã mang họ Mạt Hạt.
Tháng 10 năm 895, một sắc lệnh của vua Đường Chiêu Tông nhà Đường đã được trao cho vua Đại Vĩ Hài của vương quốc Bột Hải. Nội dung của sắc lệnh là công nhận Đại Vĩ Hài là vua của vương quốc Bột Hải.
Nước Tân La của vua Tân La Chân Thánh nữ vương khi đó đã chìm trong nội loạn, các cuộc khởi nghĩa diễn ra ở khắp nơi, trong đó mạnh nhất là thủ lĩnh Chân Huyên và tướng Cung Duệ dưới quyền thủ lĩnh Lương Cát (sang năm 897 Cung Duệ giết thủ lĩnh Lương Cát đoạt quyền lãnh đạo nghĩa quân).
Vương quốc Bột Hải của vua Đại Vĩ Hài tiếp tục bang giao với Nhật Bản (các đời Thiên hoàng Uda, Thiên hoàng Daigo).
Năm 899 thủ lĩnh Cung Duệ ở phía bắc Tân La (đời vua Tân La Hiếu Cung Vương) đánh chiếm vài thành trì của vương quốc Bột Hải (đời vua Đại Vĩ Hài) tại Nam Hải phủ ở phía đông thành Bình Nhưỡng.
Năm 900 Chân Huyên lập nước Hậu Bách Tế ở tây nam lãnh thổ Tân La (đời vua Tân La Hiếu Cung Vương).
Năm 901 Cung Duệ lập nước Hậu Cao Câu Ly ở phía bắc lãnh thổ Tân La (đời vua Tân La Hiếu Cung Vương), sử gọi là thời Hậu Tam Quốc. Đây là cơ hội ngàn vàng để vương quốc Bột Hải có thể xâm chiếm Hậu Cao Câu Ly, Hậu Bách Tế và Tân La, thống nhất hết báo đảo Triều Tiên và Mãn Châu, Liêu Đông thành một mối. Tuy nhiên vua Đại Vĩ Hài của vương quốc Bột Hải đã bỏ qua cơ hội ngàn vàng này, chỉ ngồi yên xem ba nước Hậu Cao Câu Ly, Hậu Bách Tế và Tân La đánh nhau.
Năm 904 vua Cung Duệ nước Hậu Cao Câu Ly đổi quốc hiệu từ Hậu Cao Câu Ly thành Ma Chấn (Majin) và dời đô về Cheorwon (Thiết Nguyên) vào năm 905. Cùng năm 905 vua Cung Duệ nước Ma Chấn (Majin) đánh chiếm thành Bình Nhưỡng thuộc Liêu Đông phủ của vương quốc Bột Hải (đời vua Đại Vĩ Hài) và kêu gọi tiêu diệt nhà nước Tân La (đời vua Tân La Hiếu Cung Vương).
Cũng trong năm 905 vua Đại Vĩ Hài phái đại thần Ô Chiêu Đạc (烏炤度) đi sứ sang nhà Đường (đời vua Đường Ai Đế) để bang giao. Vương quốc Bột Hải dưới thời vua Đại Vĩ Hài đã đạt được tiến bộ trong lĩnh vực ngoại giao.
Năm 906 vua Đại Vĩ Hài mất, hưởng thọ khoảng 44-45 tuổi. Dù Đại Vĩ Hài có 1 vương tử là Đại Phong Duệ (Dae Bong-ye, khi đó đã hơn 25 tuổi) nhưng em trai ông ta là Đại Nhân Soạn (khi đó đã hơn 30 tuổi) được lên kế vị ngôi vua Bột Hải.
Vua Đại Nhân Soạn vừa lên ngôi vua của vương quốc Bột Hải thì lập tức phái đoàn sứ giả sang Nhật Bản (đời Thiên hoàng Daigo) để bang giao, tiếp tục duy trì mối giao thiệp giữa vương quốc Bột Hải và Nhật Bản. Theo nhà sử học Nhật Bản Shiratori Kurakichi, 26 trong số 85 sứ giả từng được vương quốc Bột Hải cử đến Nhật Bản mang họ điển hình của Cao Câu Ly là họ Cao (Go), họ vẫn thường được sử dụng ở Hàn Quốc và Triều Tiên ngày nay, cho thấy sự hiện diện đáng kể của Cao Câu Ly trong văn hóa của vương quốc Bột Hải. Vua Đại Nhân Soạn lập con trai trưởng là Đại Quang Hiển (khi đó mới hơn 10 tuổi) làm thái tử của vương quốc Bột Hải.
Giai đoạn trị vì của vua Đại Nhân Soạn chứng kiến những thay đổi nhanh chóng của các quốc gia xung quanh. Ở phía nam Bột Hải thì Tân La đang bị Ma Chấn chiếm cứ phía bắc và Hậu Bách Tế chiếm cứ phía đông, hình thành nên Hậu Tam Quốc.

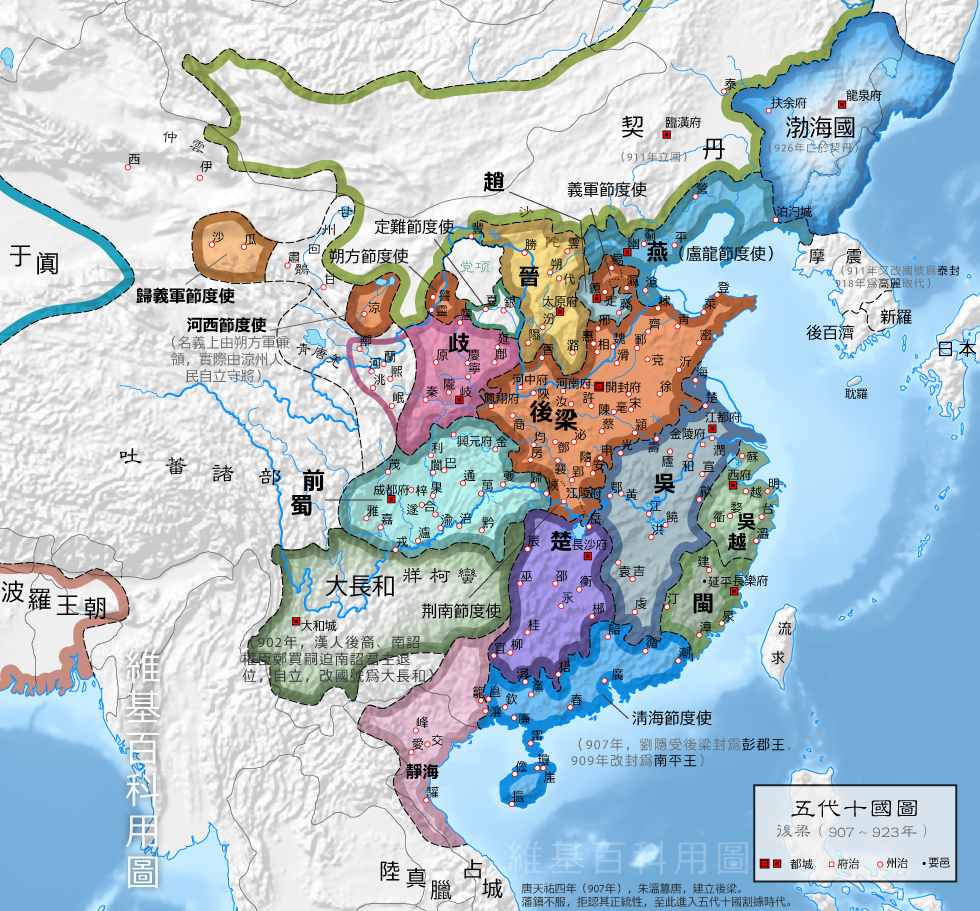
Thời nhà Hậu Lương (907-923)
Bột Hải Quốc (渤海國) - Vương quốc Bột Hải
Yên (燕)
Tấn (晉), tiền thân của Hậu Đường
Triệu (趙)
Kỳ (岐)
Hậu Lương (後梁)
Tiền Thục (前蜀)
Ngô (吳)
Ngô Việt (吳越)
Mân (閩)
Sở (楚)
Đại Trường Hòa (大長和)
Nam Hán (南漢)
Tĩnh Hải quân tiết độ sứ (靜海軍節度使)

Khi đó, nhà Đường đang phải đối mặt với cuộc khủng hoàng nghiêm trọng sau cuộc khởi nghĩa của Hoàng Sào (874 - 884). Sau đó, Chu Toàn Trung nắm được vị trí quan trọng nhất của nhà Đường, giết vua Đường Chiêu Tông năm 904 và ép vua Đường Ai Đế nhường ngôi cho mình rồi lập nên nhà Hậu Lương vào năm 907.
Cùng năm 907, vương quốc Bột Hải (đời vua Đại Nhân Soạn) xảy ra xung đột với tộc Khiết Đan của Gia Luật A Bảo Cơ vì quyết định của người Khiết Đan gần Xích Phong và Thông Liêu hiện đại, những người đã từng công nhận uy quyền tối cao của vương quốc Bột Hải từ đời vua Đại Kiền Hoảng, trở thành một phần của tộc Khiết Đan do Gia Luật A Bảo Cơ đứng đầu. Gia Luật A Bảo Cơ đưa quân Khiết Đan đi đánh chiếm lưu vực Liêu Hà thuộc Liêu Đông phủ của vương quốc Bột Hải, dẫn đến một cuộc xung đột đẫm máu kéo dài 20 năm giữa tộc Khiết Đan và vương quốc Bột Hải.
Từ năm 908 đến năm 910, tộc Khiết Đan của thủ lĩnh Gia Luật A Bảo Cơ và vương quốc Bột Hải của vua Đại Nhân Soạn thường xuyên xảy ra giao tranh ở biên giới hai bên.
Năm 909 Lư Long Tiết độ sứ Lưu Thủ Quang của nhà Hậu Lương (đời vua Hậu Lương Thái Tổ) phái quân đi đánh chiếm vùng đất Liêu Đông (khi đó gọi là Liêu Đông phủ) của vương quốc Bột Hải (đời vua Đại Nhân Soạn). Liêu Đông vương của Liêu Đông phủ phải bỏ chạy về phía tây.

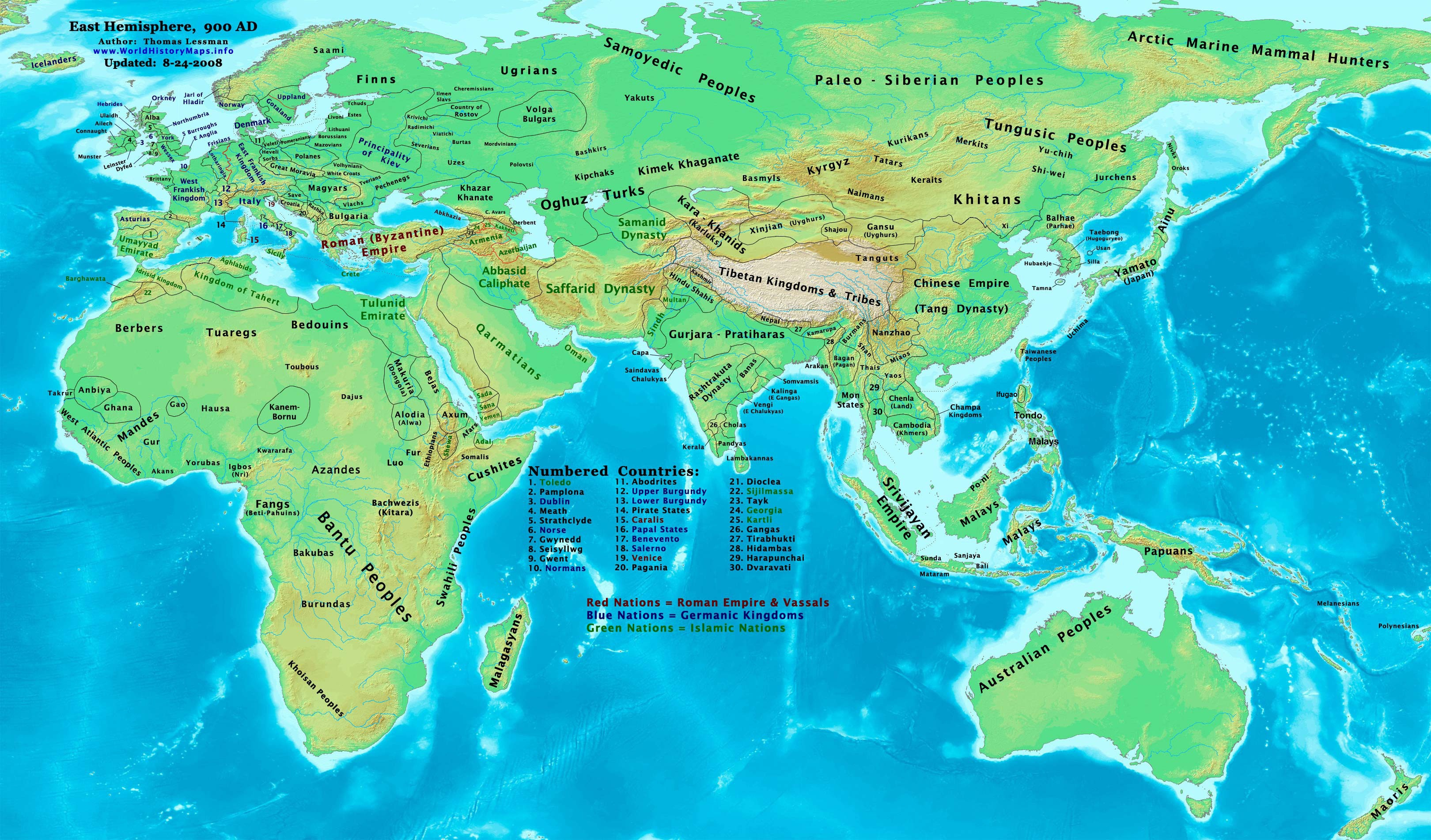
Bản đồ Châu Á năm 911 hiển thị vị trí của vương quốc Bột Hải (đời vua Đại Nhân Soạn) và các nước láng giềng của họ.

Năm 911 Lư Long Tiết độ sứ của nhà Hậu Lương là Lưu Thủ Quang xưng đế, lập ra nước Yên ở phía tây nam vương quốc Bột Hải. Cùng năm 911, vua Đại Nhân Soạn của vương quốc Bột Hải phái quân đánh chiếm lại Liêu Đông phủ (bán đảo Liêu Đông) từ nước Yên của vua Lưu Thủ Quang. Liêu Đông vương từ phía tây trở về cai trị Liêu Đông phủ.
Trong năm 911, vua Tân La Hiếu Cung Vương của Tân La đã gửi quân Tân La đi đường biển lên phía bắc, hội quân với quân đội của vương quốc Bột Hải (đời vua Đại Nhân Soạn) cùng tấn công khu vực Liêu Hà của tộc Khiết Đan (đời thủ lĩnh Gia Luật A Bảo Cơ). Cuộc chiến bất phân thắng bại và liên quân Tân La - Bột Hải đã chủ động lui quân.
Năm 912, các thành viên trong gia tộc của thủ lĩnh Gia Luật A Bảo Cơ người Khiết Đan, bao gồm hầu hết các em trai của ông ta, đã cố gắng tiến hành nổi dậy vũ trang và kêu gọi vua Đại Nhân Soạn của vương quốc Bột Hải phái quân đến tiếp ứng cho họ. Gia Luật A Bảo Cơ phát giác ra kế hoạch đó nên đã nhanh chóng dẫn quân đi đánh bại quân đội của các em trai ông ta. Sau đó ông ta cũng đánh tan quân Bột Hải (do vua Đại Nhân Soạn phái đến) ngay tại biên giới. Sau khi cuộc nổi dậy đầu tiên bị đánh bại, Gia Luật A Bảo Cơ đã tha thứ cho những người chủ mưu.
Năm 913 các thành viên trong gia tộc của thủ lĩnh Gia Luật A Bảo Cơ người Khiết Đan, bao gồm hầu hết các em trai của ông ta, đã cố gắng tiến hành nổi dậy vũ trang lần thứ hai và lại kêu gọi vua Đại Nhân Soạn của vương quốc Bột Hải phái quân đến tiếp ứng cho họ. Gia Luật A Bảo Cơ đã dẫn quân đi đánh bại quân đội của các em trai ông ta. Sau đó ông ta lại đánh tan quân Bột Hải (do vua Đại Nhân Soạn phái đến) ngay tại biên giới. Sau cuộc nổi dậy lần thứ hai này, chỉ có các em trai của Gia Luật A Bảo Cơ được tha, những người chủ mưu khác đều bị ông ta xử tử.
Năm 914 Tấn vương Lý Tồn Úc của nước Tấn tiêu diệt nước Yên của vua Lưu Thủ Quang, giết Lưu Thủ Quang, đưa biên giới nước Tấn giáp với Liêu Đông phủ vương quốc Bột Hải.
Cùng năm 914 thủ lĩnh Gia Luật A Bảo Cơ của tộc Khiết Đan đã phái quân tấn công Liêu Đông phủ của vương quốc Bột Hải. Vua Đại Nhân Soạn đã gấp rút cử quân Bột Hải đến giúp Liêu Đông vương phòng thủ. Nhiều cuộc chiến đấu đẫm máu giữa hai bên đã diễn ra ở Liêu Đông phủ.

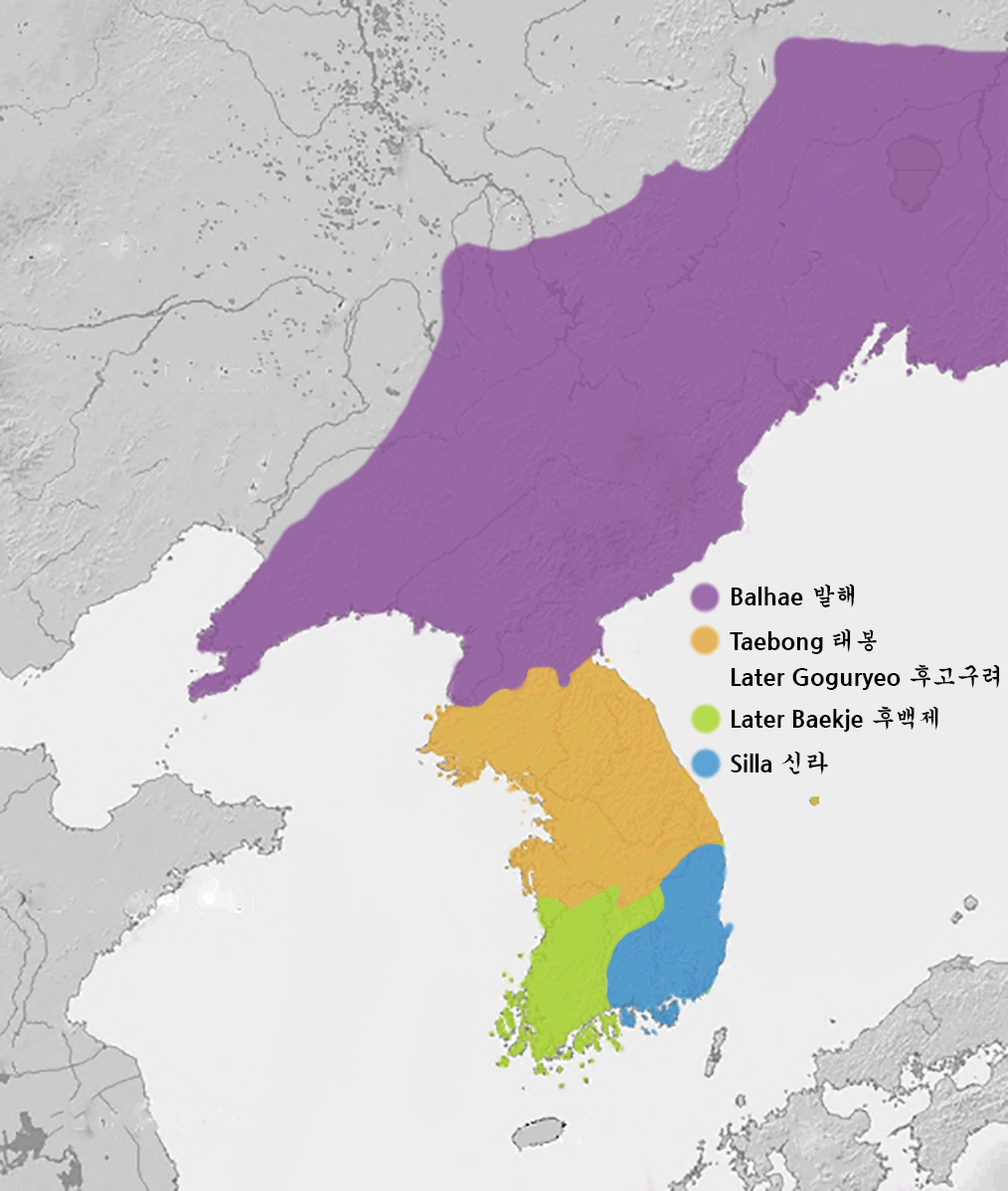
Bản đồ vương quốc Bột Hải (màu tím) của vua Đại Nhân Soạn, Thái Phong (màu cam) của vua Cung Duệ, Hậu Bách Tế (màu xanh lá) của vua Chân Huyên và Tân La (màu xanh dương) của vua Tân La Thần Đức Vương năm 915.

Năm 915, thủ lĩnh Gia Luật A Bảo Cơ của tộc Khiết Đan xuất binh chinh phạt người Thất Vi thắng lợi về nước, song lại bị các địch thủ chính trị ép giao lại tước vị thủ lĩnh liên minh Khiết Đan (do Gia Luật A Bảo Cơ đã làm thủ lĩnh Khiết Đan đến 3 nhiệm kỳ với 9 năm). Gia Luật A Bảo Cơ sau đó đã nổi dậy giết chết các địch thủ chính trị, thống nhất các bộ lạc Khiết Đan khác nhau lại thành một mối. Vua Đại Nhân Soạn của vương quốc Bột Hải nhân cơ hội tộc Khiết Đan vừa trải qua các cuộc chém giết đẫm máu thì phái quân Bột Hải tấn công tộc Khiết Đan. Tuy nhiên quân Bột Hải đã bị Gia Luật A Bảo Cơ đánh bại, phải lui quân.
Vấn đề thực sự đối với vương quốc Bột Hải lúc này là người Khiết Đan, thế lực đã phát triển hùng mạnh ở phía tây Mãn Châu. Gia Luật A Bảo Cơ người Khiết Đan đã thống nhất các bộ lạc Khiết Đan lại thành một mối, lập nên Đại Khiết Đan quốc vào ngày 17 tháng 3 năm 916, xóa đi tình trạng chỉ là những bộ tộc Khiết Đan nhỏ và nhược tiểu trong quá khứ. Đích thân hoàng đế Gia Luật A Bảo Cơ dẫn quân Khiết Đan tấn công Liêu Đông phủ của vương quốc Bột Hải (đời vua Đại Nhân Soạn) vào cuối năm 916. Đến giữa năm 917 quân Khiết Đan mới lui quân.
Sau khi tiêu diệt bộ tộc Thất Vi trong năm 917, lãnh thổ Đại Khiết Đan quốc của Gia Luật A Bảo Cơ đã bao bọc biên giới phía bắc của vương quốc Bột Hải (đời vua Đại Nhân Soạn). Từ năm 917, hoàng đế Gia Luật A Bảo Cơ để thái tử Gia Luật Bội trông nom kinh đô Lâm Hoàng (臨潢, nay thuộc Xích Phong, Nội Mông, Trung Quốc) rồi định kỳ dẫn quân xâm nhập Lô Long, U Châu của nước Tấn (đời Tấn vương Lý Tồn Úc). Trong thời gian này, Thái tử Gia Luật Bội được cho là đã phác thảo một kế hoạch chinh phục vương quốc Bột Hải (đời vua Đại Nhân Soạn), nước láng giềng phía đông của Đại Khiết Đan quốc.
Cùng năm 917, các em của hoàng đế Gia Luật A Bảo Cơ nước Đại Khiết Đan quốc tiếp tục âm mưu làm phản lại ông ta, song họ đều dễ dàng bị ông ta đè bẹp. Vua Đại Nhân Soạn của vương quốc Bột Hải cũng nhân lúc Đại Khiết Đan quốc đang gặp nội loạn thì phái quân Bột Hải tấn công Liêu Hà của Đại Khiết Đan quốc. Gia Luật A Bảo Cơ nhanh chóng đến Liêu Hà đánh lui quân Bột Hải này.
Vua Đại Nhân Soạn cũng phải tìm mọi cách để tăng cường sức mạnh phòng thủ nhằm chống lại thế lực mạnh mới xuất hiện ở phía nam. Năm 918 Vương Kiến lật đổ và sát hại vua Cung Duệ của nước Thái Phong, sau đó Vương Kiến tự lập làm vua, lấy quốc hiệu là Cao Ly. Sử gọi Vương Kiến là vua Cao Ly Thái Tổ. Vua Đại Nhân Soạn đã ủng hộ việc lập liên minh giữa vương quốc Bột Hải với Cao Ly. Tuy nhiên, tác động này không mạnh và không thể diễn ra vì cuộc xung đột tiếp diễn giữa các quý tộc khác nguồn gốc trong chính quyền Bột Hải (chủ yếu là người gốc Cao Câu Ly và người Mạt Hạt), những người chỉ mong chờ trở thành người tiếp theo bước lên ngai vàng của vương quốc Bột Hải.
Cùng năm 918 Hoàng đế Gia Luật A Bảo Cơ của Đại Khiết Đan quốc xuất quân từ Liêu Hà đánh chiếm Liêu Đông phủ của vương quốc Bột Hải (đời vua Đại Nhân Soạn), bao bọc toàn bộ biên giới phía tây và phía bắc của vương quốc Bột Hải. Quân Khiết Đan bắt giữ nhiều tù binh Bột Hải. Liêu Đông vương của Liêu Đông phủ lại bỏ chạy về phía tây. Điều này khiến cho cả triều đình Bột Hải rơi vào cảnh hoang mang. Vua Đại Nhân Soạn đã gấp rút cử quân đến giúp Áp Lục vương phòng thủ Áp Lục phủ, giúp Trường Lĩnh vương phòng thủ Trường Lĩnh phủ, giúp Phù Dư vương phòng thủ Phù Dư phủ, giúp Mạc Hiệt vương phòng thủ Mạc Hiệt phủ và giúp Thiết Lợi vương phòng thủ Thiết Lợi phủ. Nhiều cuộc chiến đấu đẫm máu giữa Khiết Đan và Bột Hải đã diễn ra ở Áp Lục phủ, Trường Lĩnh phủ, Phù Dư phủ, Mạc Hiệt phủ và Thiết Lợi phủ.
Vua Đại Nhân Soạn đã gửi hai sứ giả đến hai quốc gia láng giềng là Tân La (đời vua Tân La Cảnh Minh Vương) và Nhật Bản (đời Thiên hoàng Daigo) để yêu cầu họ giúp đỡ vương quốc Bột Hải trong việc chống lại Đại Khiết Đan quốc, nhưng không ai đáp ứng lời đề nghị đó.
Từ năm 919 đến năm 922 đã xảy nhiều cuộc chiến đấu đẫm máu giữa Đại Khiết Đan quốc (đời hoàng đế Gia Luật A Bảo Cơ) và vương quốc Bột Hải (đời vua Đại Nhân Soạn) ở Áp Lục phủ, Trường Lĩnh phủ, Phù Dư phủ, Mạc Hiệt phủ và Thiết Lợi phủ (5 phủ của vương quốc Bột Hải).
Tổng dân số của vương quốc Bột Hải trong những năm cuối cùng (đời vua Đại Nhân Soạn) được các nhà sử học ngày nay ước tính vào khoảng 1,5 đến 4 triệu người.
Quyền lực ngày càng tăng của Đại Khiết Đan quốc (đời hoàng đế Gia Luật A Bảo Cơ) ở Mãn Châu là mối đe dọa lớn nhất đối với vương quốc Bột Hải của vua Đại Nhân Soạn.
Năm 923, hoàng đế Gia Luật A Bảo Cơ nước Đại Khiết Đan quốc cùng con trai thứ hai là Gia Luật Đức Quang dẫn quân từ Liêu Đông phủ đánh chiếm Trường Lĩnh phủ và Hiển Đức phủ của vương quốc Bột Hải. Trường Lĩnh vương và Hiển Đức vương bỏ chạy về kinh đô Thượng Kinh của vương quốc Bột Hải. Sau đó hoàng đế Gia Luật A Bảo Cơ cùng Gia Luật Đức Quang tiếp tục dẫn quân Khiết Đan công phá kinh đô Thượng Kinh (nay là Ninh An, Hắc Long Giang, Trung Quốc) thuộc Long Tuyền phủ của vương quốc Bột Hải. Vua Đại Nhân Soạn cùng Long Tuyền vương phái quân chống cự. Cuối cùng nhờ quân dân Bột Hải kiên cường chống đỡ, hoàng đế Gia Luật A Bảo Cơ cùng Gia Luật Đức Quang phải cho rút quân về nước Đại Khiết Đan quốc sau nhiều tháng chiến đấu. Trường Lĩnh vương và Hiển Đức vương trở lại cai trị Trường Lĩnh phủ và Hiển Đức phủ.
Cùng năm 923 vua Cao Ly Thái Tổ của Cao Ly đưa quân đi tiêu diệt hai tiểu quốc là Hắc Thủy quốc (黒水國) và Bảo Lộ quốc (寶露國) ở phía nam Nam Hải phủ của vương quốc Bột Hải (đời vua Đại Nhân Soạn), đe dọa biên giới vương quốc Bột Hải.
Năm 924 vua Đại Nhân Soạn huy động quân đội, xuất quân Bột Hải đánh đuổi quân Khiết Đan của Gia Luật A Bảo Cơ ra khỏi Liêu Đông phủ, tái chiếm lại Liêu Đông phủ, đưa biên giới vương quốc Bột Hải giáp với nhà Hậu Đường (đời vua Hậu Đường Trang Tông). Những tù binh Bột Hải từng bị quân Khiết Đan bắt giữ tại Liêu Đông phủ từ năm 918 đều được quân Bột Hải thả ra. Liêu Đông vương từ phía tây quay lại cai trị Liêu Đông phủ.
Giới quý tộc và quý tộc của vương quốc Bột Hải khi đó đều đến kinh đô Lạc Dương của nhà Hậu Đường (đời vua Hậu Đường Trang Tông) với tư cách là sứ giả và học sinh, nhiều người trong số họ đã đỗ các kỳ thi của triều đình nhà Hậu Đường. Một cháu trai hoàng gia Bột Hải được ghi nhận đã đỗ kỳ thi của nhà Hậu Đường (đời vua Hậu Đường Trang Tông) trong năm 924.
Cuối năm 924, vua Đại Nhân Soạn của vương quốc Bột Hải tiếp tục phái quân Bột Hải tấn công vào lãnh thổ của Đại Khiết Đan quốc (đời hoàng đế Gia Luật A Bảo Cơ).

## Sụp đổ và di sản

### Sụp đổ
Đầu năm 925, trong lúc đại quân của vương quốc Bột Hải (đời vua Đại Nhân Soạn) đang tấn công vào lãnh thổ của Đại Khiết Đan quốc (đời hoàng đế Gia Luật A Bảo Cơ), một tướng của vương quốc Bột Hải tên là Thần Đức (Sindeok) đã dẫn quân đội của mình từ Nam Hải phủ của vương quốc Bột Hải đến Cao Ly quy hàng vua Cao Ly Thái Tổ.
Lúc này nước Tân La (đời vua Tân La Cảnh Ai Vương) đang bị nước Hậu Bách Tế (đời vua Chân Huyên) liên tục tấn công áp đảo. Suy nghĩ về việc tìm kiếm liên minh từ bên ngoài để chống lại Hậu Bách Tế, vua Tân La Cảnh Ai Vương đã chọn Đại Khiết Đan quốc (đời hoàng đế Gia Luật A Bảo Cơ) và phái sứ giả sang Đại Khiết Đan quốc để lập liên minh giữa hai nước trong đầu năm 925. Tuy nhiên Đại Khiết Đan quốc đang bị quân đội của vương quốc Bột Hải (đời vua Đại Nhân Soạn) tấn công mãnh liệt. Toàn bộ Liêu Hà và vùng phía tây Liêu Hà của Đại Khiết Đan quốc đã rơi vào tay vương quốc Bột Hải. Kinh đô Lâm Hoàng (臨潢, nay thuộc Xích Phong, Nội Mông, Trung Quốc) của Đại Khiết Đan quốc đang trong tình trạng báo động. Vua Tân La Cảnh Ai Vương liền phái một đạo quân Tân La theo đường biển đi lên phía đông bắc đánh phá Nam Hải phủ và Long Nguyên phủ của vương quốc Bột Hải và phái một đạo quân Tân La đi đường biển lên phía tây bắc hỗ trợ Đại Khiết Đan quốc chống lại quân đội của vương quốc Bột Hải đang xâm lược.
Theo truyền thống, các sử gia tin rằng xung đột sắc tộc giữa những người Triều Tiên nắm quyền lực và người Mạt Hạt đã làm suy yếu vương quốc Bột Hải.

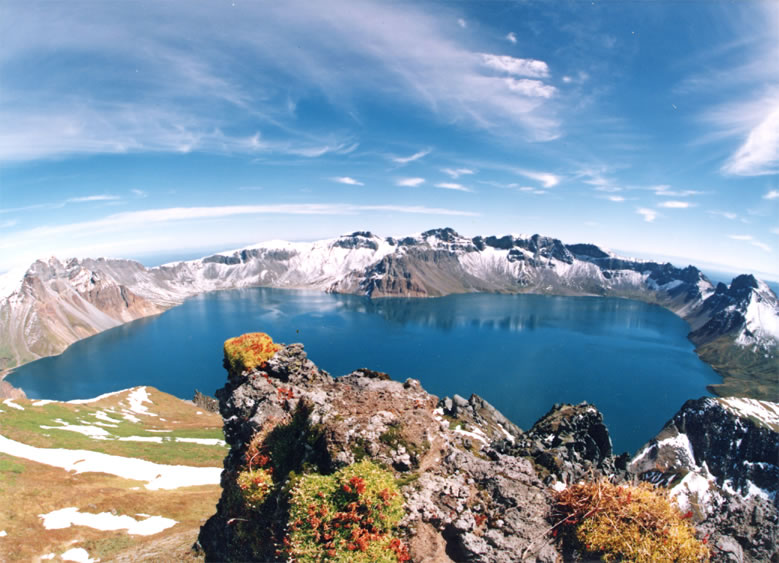
Thiên Trì thuộc núi Trường Bạch - Hõm chảo núi lửa lớn nhất thế giới.

Các nghiên cứu gần đây khẳng định sự sụp đổ của Bột Hải chủ yếu là do núi Trường Bạch (Baekdu, Bạch Đầu trong tiếng Triều Tiên) thuộc Áp Lục phủ của vương quốc Bột Hải đã phun trào núi lửa một cách khủng khiếp vào thế kỷ thứ X (có khả năng là trong thời gian từ đầu năm 925 đến năm 947), ngọn núi khi đó nằm ở trung tâm của vương quốc. Núi Trường Bạch hiện vẫn còn một trong các hõm chảo núi lửa lớn nhất thế giới là Thiên Trì. Tro tàn của vụ phun trào này có thể tìm thấy trên một khu vực rộng lớn, thậm chí là trong lớp trầm tích tại miền bắc Nhật Bản (đời Thiên hoàng Daigo). Vụ nổ đã tạo ra một số lượng rất lớn tro núi lửa, gây thiệt hại nông nghiệp và tính ổn định của xã hội Bột Hải.
Do hậu quả của thiên tai này quá lớn nên vua Đại Nhân Soạn đã cho rút toàn bộ quân đội Bột Hải ra khỏi lãnh thổ Đại Khiết Đan quốc để về khắc phục hậu quả thiên tai của vương quốc Bột Hải. Sau đó, các chiến binh Tân La đã được hoàng đế Gia Luật A Bảo Cơ khen thưởng nhờ công lao giúp ông ta đánh đuổi quân Bột Hải xâm lược. Vua Đại Nhân Soạn đã bố trí đại quân Bột Hải ở Liêu Đông phủ để ngăn quân Khiết Đan thừa cơ Bột Hải đang gặp khó khăn sau thiên tai mà tấn công.
Cuối cùng, Bột Hải đã không chống đỡ nổi người Khiết Đan, một thế lực nổi lên ở vùng Liêu Tây (phía đông Bắc Kinh hiện nay). Hoàng đế Gia Luật A Bảo Cơ của Đại Khiết Đan quốc cùng thái tử Gia Luật Bội và Gia Luật Đức Quang xuất quân đi xâm lược vương quốc Bột Hải (đời vua Đại Nhân Soạn) vào cuối năm 925. Để tránh tuyến phòng thủ của đại quân Bột Hải ở Liêu Đông phủ, quân Khiết Đan đã đi con đường vòng đến bao vây và tấn công Phù Dư phủ của vương quốc Bột Hải.
Thành Phù Châu (nay là Khai Nguyên, Liêu Ninh, Trung Quốc) thuộc Phù Dư phủ của vương quốc Bột Hải nhanh chóng rơi vào tay quân Khiết Đan. Phù Dư vương bỏ chạy đến trọng thành Phù Dư (夫餘, nay thuộc Tứ Bình, Cát Lâm, Trung Quốc) thuộc Phù Dư phủ của vương quốc Bột Hải. Vào ngày 21 tháng 12 âm lịch năm Ất Dậu (năm 925), tức là ngày 7 tháng 1 dương lịch năm Bính Tuất (năm 926), quân Khiết Đan do Gia Luật Bội (con trưởng của Gia Luật A Bảo Cơ) và Gia Luật Đức Quang (con thứ hai của Gia Luật A Bảo Cơ) chỉ huy tiến hành bao vây trọng thành Phù Dư của vương quốc Bột Hải. Hoàng đế Gia Luật A Bảo Cơ đích thân chỉ huy đại quân Khiết Đan trực chỉ kinh đô Thượng Kinh (nay là Ninh An, Hắc Long Giang, Trung Quốc) thuộc Long Tuyền phủ của vương quốc Bột Hải, nhằm bắt sống kẻ thù không đội trời chung suốt 20 năm qua là vua Đại Nhân Soạn.
Từ ngày 23 tháng 12 âm lịch năm Ất Dậu (năm 925) - tức là ngày 9 tháng 1 năm Bính Tuất (năm 926) đến ngày 2 tháng 1 âm lịch năm Bích Tuất - tức là ngày 18 tháng 1 năm 926, hoàng đế Gia Luật A Bảo Cơ đã dẫn quân Khiết Đan lần lượt đánh chiếm 4 thành của vương quốc Bột Hải là Túc Châu (nay là Cửu Đài, Cát Lâm, Trung Quốc) thuộc Túc Châu phủ, Mạc Châu (nay là A Thành, Hắc Long Giang, Trung Quốc) thuộc Mạc Hiệt phủ, Trung Kinh (nay là Hòa Long, Cát Lâm, Trung Quốc) thuộc Hiển Đức phủ và Đồng Châu (nay là Uông Thanh, Cát Lâm, Trung Quốc) thuộc Đồng Châu phủ. Túc Châu vương, Mạc Hiệt vương, Hiển Đức vương và Đồng Châu vương đều quy hàng quân Khiết Đan. Đến ngày 3 tháng 1 âm lịch năm Bích Tuất, tức là ngày 19 tháng 1 năm 926, trọng thành Phù Dư (夫餘, nay thuộc Tứ Bình, Cát Lâm, Trung Quốc) thuộc Phù Dư phủ bị quân Khiết Đan do Gia Luật Bội và Gia Luật Đức Quang chỉ huy đánh chiếm. (Điều này được xem là dấu chấm hết cho vương quốc Bột Hải, ngay cả khi vào lúc đó Gia Luật A Bảo Cơ vẫn chưa chiếm được kinh thành Thượng Kinh thuộc Long Tuyền phủ của vương quốc Bột Hải) Phù Dư vương quy hàng quân Khiết Đan. Vậy là chỉ trong vòng 10 ngày mà 5 thành trì quan trọng nhất của vương quốc Bột Hải là Túc Châu, Mạc Châu, Trung Kinh, Đồng Châu và trọng thành Phù Dư đều bị thất thủ trước đại quân Khiết Đan.
Vua Đại Nhân Soạn khẩn trương cử 30.000 quân Bột Hải đến hỗ trợ cho một lão tướng (老相) để ngăn cản bước tiến của quân Khiết Đan. Tuy nhiên lão tướng ấy cùng 30.000 quân Bột Hải đã gục ngã trước đội kỵ binh của người Khiết Đan do hoàng đế Gia Luật A Bảo Cơ chỉ huy.
Sau vài tháng đánh Bột Hải, quân Khiết Đan đã tràn ngập khắp đất nước Bột Hải. Những người Khiết Đan sinh sống trên lãnh thổ vương quốc Bột Hải từ thời Bột Hải Cao Vương cũng cầm vũ khí lên hỗ trợ quân đội Khiết Đan tiêu diệt vương quốc Bột Hải này. Mười bốn phủ còn lại của vương quốc Bột Hải là Long Tuyền phủ, Long Nguyên phủ, Nam Hải phủ, Áp Lục phủ, Trường Lĩnh phủ, Liêu Đông phủ, Định Lý phủ, An Biên phủ, Súy Tân phủ, Đông Bình phủ, Thiết Lợi phủ, Hoài Viễn phủ, An Viễn phủ và Doanh Châu phủ đều bị người Khiết Đan và quân đội Khiết Đan tấn công. Kinh đô Thượng Kinh (nay là Ninh An, Hắc Long Giang, Trung Quốc) nằm trên đồng cỏ rộng lớn thuộc Long Tuyền phủ của vương quốc Bột Hải bị quân Khiết Đan bao vây vào ngày 9 tháng 1 âm lịch năm Bính Tuất, tức là ngày 25 tháng 1 dương lịch năm 926.
Ngày 14 tháng 2 âm lịch năm Bính Tuất, tức là ngày 28 tháng 2 dương lịch năm 926, kinh đô Thượng Kinh (nay là Ninh An, Hắc Long Giang, Trung Quốc) thuộc Long Tuyền phủ của vương quốc Bột Hải thất thủ trước người Khiết Đan sau 34 ngày chiến đấu. Hoàng đế Gia Luật A Bảo Cơ cùng thái tử Gia Luật Bội chỉ huy binh sĩ Khiết Đan tràn vào thành Thượng Kinh. Vua cuối cùng của Bột Hải là Đại Nhân Soạn (khi đó hơn 50 tuổi) cùng Long Tuyền vương và 300 văn võ bá quan Bột Hải đã đầu hàng quân Khiết Đan. Vào thời điểm thất thủ, binh lính của vương quốc Bột Hải lên tới "hàng trăm nghìn" người theo Liêu sử. Thái tử Đại Quang Hiển (khi đó hơn 30 tuổi) đã tập hợp được một đội quân hàng vạn người Bột Hải đào thoát khỏi Thượng Kinh. Cung điện của Thượng Kinh đã bị đốt cháy bởi sự cướp bóc của quân đội Khiết Đan. Toàn bộ sách vở, tài liệu, thơ ca của vương quốc Bột Hải đều bị quân Khiết Đan thiêu hủy sạch sẽ. Do đó những thông tin hiện có ngày nay về vương quốc Bột Hải đều lấy từ các sách sử của Trung Quốc, Nhật Bản, Nga và Triều Tiên - Hàn Quốc.
Mười ba đại vương cai trị 13 phủ còn lại của vương quốc Bột Hải là Long Nguyên vương, Nam Hải vương, Áp Lục vương, Trường Lĩnh vương, Liêu Đông vương, Định Lý vương, An Biên vương, Súy Tân vương, Đông Bình vương, Thiết Lợi vương, Hoài Viễn vương, An Viễn vương và Doanh Châu vương đều quy hàng đại quân Khiết Đan của hoàng đế Gia Luật A Bảo Cơ. Vương quốc Bột Hải bị diệt vong sau 228 năm tồn tại với 15 đời vua. Mối giao thiệp giữa vương quốc Bột Hải và Nhật Bản (đời Thiên hoàng Daigo) kết thúc từ đây.
Hoàng đế Gia Luật A Bảo Cơ đổi tên kinh đô Thượng Kinh (nay là Ninh An, Hắc Long Giang, Trung Quốc) thành pháo đài Hốt Hãn. Đại Nhân Soạn cùng toàn bộ hoàng tộc Bột Hải bị áp giải đến Đại Khiết Đan quốc, nhiều cư dân Bột Hải cũng bị ép phải di cư đến Đại Khiết Đan quốc, trong khi nhiều người dân của vương quốc Bột Hải bao gồm nhiều quý tộc Bột Hải (khoảng 200.000 người) đã chạy trốn đến Cao Ly (đời vua Cao Ly Thái Tổ) ở phía nam. Một phần đông người Bột Hải sống trộn lẫn các bộ lạc của người Hắc Thủy Mạt Hạt và người Tungus và từ từ hình thành nên bộ tộc Nữ Chân.

### Di sản
Người Bột Hải đóng một vai trò then chốt trong chính trị, văn học và xã hội ở miền bắc Trung Quốc dưới triều đại nhà Liêu và nhà Kim. Sau khi người Khiết Đan giải thể Bột Hải, thuật ngữ "Bột Hải" được sử dụng trong suốt thế kỷ 14 để biểu thị một tập hợp dân cư của các đế quốc nhà Liêu, nhà Kim và Đế quốc Mông Cổ.

Khu vực do Đại Khiết Đan quốc (từ năm 947 gọi là nhà Liêu) kiểm soát. Vương quốc Đông Đan (926 - 936) được tô màu xanh lam.

Trong năm 926, Gia Luật A Bảo Cơ đã lập ra vương quốc bù nhìn Đông Đan trên lãnh thổ cũ của vương quốc Bột Hải, với kinh thành đặt ở Phù Dư, và lập Gia Luật Bội làm vương, tước hiệu Nhân Hoàng vương (人皇王), ứng với tước hiệu của bản thân hoàng đế Gia Luật A Bảo Cơ là Thiên Hoàng đế và tước hiệu của hoàng hậu của ông ta là Địa Hoàng hậu. Một phần đất đai của Bột Hải được sáp nhập vào Đại Khiết Đan quốc và phần đất đai Bột Hải còn lại là nơi sinh sống của người Bột Hải gốc Cao Câu Ly vẫn giữ được độc lập. Gia Luật A Bảo Cơ trao cho con thứ Gia Luật Đức Quang hiệu Nguyên soái thái tử và cho Gia Luật Đức Quang thay thế Gia Luật Bội trông nom Lâm Hoàng (臨潢, nay thuộc Xích Phong, Nội Mông, Trung Quốc), nơi mà trước đây Gia Luật Bội từng phụ trách. Gia Luật A Bảo Cơ còn tiến hành thu biên người Nữ Chân của Bột Hải ở phương nam, gọi là Thục Nữ Chân, người Nữ Chân của Bột Hải ở phương bắc là Sinh Nữ Chân. Những người dân Bột Hải bị chinh phục ngay lập tức bắt đầu nổi dậy chống lại Đại Khiết Đan quốc của Gia Luật A Bảo Cơ từ năm 926. Đông đô của Đại Khiết Đan quốc (gọi là thành Đông Kinh, Liêu Dương, Liêu Ninh ngày nay) từng là căn cứ để giám sát các lãnh thổ Bột Hải trước đây. Theo một số liệu do Pamela Crossley trích dẫn, cư dân của thành phố, hơn 40.000 người vào đầu thế kỷ thứ 10, chủ yếu là người Bột Hải. Đại Nhân Soạn, vị vua Bột Hải cuối cùng và các thành viên khác của dòng dõi hoàng gia Bột Hải trước đây vẫn nắm giữ quyền lực đáng kể ở Đông Đan và thành Đông Kinh sau khi Bột Hải sụp đổ (trong đó Đại Nhân Soạn trở thành quan chức cấp cao của Đông Đan từ năm 927 đến khoảng năm 935). Mặt khác, một số tầng lớp tinh hoa của Bột Hải đã hòa nhập vào tầng lớp quý tộc Đại Khiết Đan quốc và thường thay đổi danh tính cá nhân của họ một cách đáng kể.
Theo Wittfogel và Feng, một cuộc điều tra dân số không ghi ngày tháng của người Khiết Đan cho thấy số hộ gia đình người Bột Hải ở Liêu Dương của nhà Liêu (khoảng thời gian trị vì của vua Liêu Thái Tông) vào khoảng 100.000 hộ, nếu tính 1 hộ có 5 thành viên tức là khoảng nửa triệu người Bột Hải đang sinh sống ở Liêu Dương vào lúc đó.
Nền độc lập của Đông Đan (đời vua Gia Luật Bội) bị yếu dần vào năm 929 khi một người cai trị mới của Đại Khiết Đan quốc là Gia Luật Đức Quang ra lệnh di dời dân cư của Đông Đan sang Đại Khiết Đan quốc. Không lâu sau đó, Đông Đan (đời vua Gia Luật Nguyễn) bị sáp nhập vào Đại Khiết Đan quốc (đời vua Gia Luật Đức Quang) năm 936. Một số quý tộc Bột Hải đã chuyển tới Liêu Dương song phần lãnh thổ phía đông của vương quốc vẫn có nền chính trị độc lập. Tuy nhiên, bắt đầu từ năm 927, nhiều cuộc nổi dậy đã nổ ra. Những cuộc nổi dậy này cuối cùng đã biến thành các cuộc chiến nhằm phục quốc Bột Hải. Tuy nhiên chỉ có sáu là thành công và lập nên các vương quốc: Hậu Bột Hải (927 - 994), Định An Quốc (925 - 999), Yên Pha (975 - 981), Đại Hưng Liêu đế quốc (1029 - 1030), Ô Nha (994 - 1114) và Đại Nguyên Quốc (hay còn gọi là Đại Bột Hải Đế Quốc) (tháng 1 năm 1116 - tháng 5 năm 1116). Tuy nhiên bốn quốc gia đầu đều bị nhà Liêu tiêu diệt, chỉ có hai quốc gia Ô Nha và Đại Nguyên Quốc (hay còn gọi là Đại Bột Hải Đế Quốc) tồn tại cho đến khi bị bộ tộc Nữ Chân hay nhà Kim (đời vua Kim Thái Tổ Hoàn Nhan A Cốt Đả) tiêu diệt.
Vua đầu tiên của Đông Đan là Gia Luật Bội, hoàng đế Liêu Cảnh Tông, con của Liêu Cảnh Tông là Gia Luật Long Khánh đều có phỗi ngẫu thuộc vương tộc Bột Hải.

Bản đồ Định An Quốc (935 - 999).

Tháng 12 năm 927, hậu duệ họ Đại của vương tộc Bột Hải thành lập nên Hậu Bột Hải ở kinh thành Hốt Hãn (nay là Ninh An, Hắc Long Giang, Trung Quốc) để chống lại vương quốc Đông Đan. Năm 930, các tướng lĩnh của vương quốc Hậu Bột Hải tại Áp Lục phủ và Nam Hải phủ đã tôn thái tử Đại Quang Hiển lên làm thủ lĩnh cai trị 2 phủ này và hợp sức với Hậu Bột Hải chống lại Đông Đan. Sang năm 935, Liệt Vạn Hoa tiến hành đảo chính cướp ngôi vua ở Hậu Bột Hải và thành lập Định An Quốc độc lập khỏi Hậu Bột Hải ở thành Hốt Hãn. Cảm thấy không cần thiết để vương quốc Đông Đan tồn tại bên cạnh mình, hoàng đế Gia Luật Đức Quang của Đại Khiết Đan quốc quyết định sáp nhập toàn bộ lãnh thổ vương quốc Đông Đan với 12 phủ (Hoàng Long phủ, Mạc Hiệt phủ, Định Lý phủ, An Biên phủ, Súy Tân phủ, Đông Bình phủ, Thiết Lợi phủ, Hoài Viễn phủ, An Viễn phủ, Liêu Đông phủ, Túc Châu phủ và Doanh Châu phủ) vào lãnh thổ Đại Khiết Đan quốc trong năm 936.
Đến cuối năm 936, nghĩa quân của thái tử Đại Quang Hiển bị quân Đại Khiết Đan quốc (đời vua Gia Luật Đức Quang) đánh bại và còn phải chịu ảnh hưởng từ việc phun trào núi lửa của núi Trường Bạch. Sau khi thất bại, ông ta cùng nhiều người dân Bột Hải (chủ yếu là người Bột Hải gốc Cao Câu Ly), gồm cả quý tộc Bột Hải đã chạy trốn tới láng giềng Cao Ly (đời vua Cao Ly Thái Tổ) ở phía nam vào tháng 1 năm 937, một thực thể mới cũng tự xưng là kế tục của Cao Câu Ly. Theo Cao Ly sử, số người tị nạn Bột Hải đi cùng thái tử lên tới hàng chục nghìn hộ gia đình. Là hậu duệ của Cao Câu Ly, người Bột Hải và triều đại Cao Ly có quan hệ họ hàng với nhau. Vua Cao Ly Thái Tổ cảm thấy có mối quan hệ họ hàng gia đình mạnh mẽ với người Bột Hải, gọi đó là "đất nước họ hàng" và "đất nước đã kết hôn" của mình, và bảo vệ những người tị nạn Bột Hải. Điều này hoàn toàn trái ngược với Tân La, vốn có mối quan hệ thù địch với Bột Hải. Nhiều hậu duệ của hoàng tộc Bột Hải tại Cao Ly đã đổi họ thành Thái (Tae, 태, 太) trong khi Thái tử Đại Quang Hiển đổi sang họ Vương (Wang, 왕, 王), tên của hoàng tộc Cao Ly và được đưa vào gia đình cầm quyền của Cao Ly. Điều này đã dẫn đến việc Đại Khiết Đan quốc (sang năm 947 gọi là Đại Liêu quốc) cắt quan hệ ngoại giao với Cao Ly song không đe dọa xâm lược. Bột Hải là quốc gia cuối cùng trong lịch sử Triều Tiên nắm giữ bất kể một lãnh thổ đáng kể nào tại Mãn Châu, mặc dù các triều đại Triều Tiên tiếp theo tiếp tục coi mình là người thừa kế của Cao Câu Ly và Bột Hải. Hơn nữa, đó là sự bắt đầu của việc mở rộng lên phía bắc của các triều đại Triều Tiên sau này. Vua Cao Ly Thái Tổ tiếp tục đón nhận những người tị nạn từ Bột Hải và theo đuổi chính sách mở rộng về phía bắc (có thể được thực hiện do sự vắng mặt của một vương quốc Triều Tiên ở nơi từng là lãnh thổ Cao Câu Ly). Năm 938 có 3000 hộ gia đình Bột Hải di cư đến Cao Ly và được vua Cao Ly Thái Tổ thu nhận.
Vua Cao Ly Thái Tổ thể hiện sự thù địch mạnh mẽ đối với người Khiết Đan đã tiêu diệt vương quốc Bột Hải. Năm 942, hoàng đế Gia Luật Đức Quang của Đại Khiết Đan quốc gửi thêm 30 sứ giả cùng 50 con lạc đà đến Cao Ly của Cao Ly Thái Tổ, nhưng lần này Cao Ly Thái Tổ đã từ chối món quà, đày 30 sứ thần Khiết Đan đến một hòn đảo và khiến 50 con lạc đà chết đói dưới một cây cầu, sự kiện được gọi là "Sự cố cầu Manbu". Theo Tư trị thông giám, Cao Ly Thái Tổ còn đề xuất với vua Hậu Tấn Cao Tổ của nhà Hậu Tấn rằng ông ta tấn công người Khiết Đan để trả thù cho vương quốc Bột Hải. Hơn nữa, trong Mười điều răn dành cho con cháu của mình, Cao Ly Thái Tổ tuyên bố rằng người Khiết Đan là "những con thú man rợ" và cần phải đề phòng. Cuộc chinh phục vương quốc Bột Hải của người Khiết Đan đã dẫn đến sự thù địch kéo dài của Cao Ly đối với Đại Khiết Đan quốc.
Nhiều người tị nạn Bột Hải đã trốn sang Cao Ly (đời vua Cao Ly Quang Tông) do các chính sách ủng hộ Bột Hải vào giữa thế kỷ thứ 10. Trong vài thập kỷ đầu tiên sau khi vương quốc Bột Hải sụp đổ, những người tị nạn Bột Hải đã được triều đình Cao Ly chào đón. Tuy nhiên, có vẻ như rất ít người tị nạn Bột Hải giữ được các vị trí cao ở Cao Ly vì việc phục vụ trong chính quyền nhà Liêu (đời vua Liêu Thế Tông) mang lại nhiều lợi ích hơn. Theo biên niên sử Cao Ly thì chỉ có sáu cái tên của các quan chức cấp cao Cao Ly gốc Bột Hải.
Đại Quang Hiển có ít nhất một người con trai, Đại Đạo Tú (Dae Do-su), người về sau đã lãnh đạo quân dân Cao Ly (đời vua Cao Ly Thành Tông) giành chiến thắng trước quân đội nhà Liêu (đời vua Liêu Thánh Tông) tại thành An Nhung (Anyung) trong Chiến tranh Cao Ly - Khiết Đan lần thứ nhất vào năm 993. Tuy nhiên trong Chiến tranh Cao Ly - Khiết Đan lần thứ hai vào năm 1010, khi đang thủ thành Seogyeong trước sự tấn công của quân Liêu, Đại Đạo Tú bị một tướng Cao Ly là Tak Sachong phản bội, không đến chi viện khi ông ta xuất thành nghênh chiến nên Đại Đạo Tú đã bị quân Liêu bắt sống. Thành Seogyeong rơi vào tay quân Liêu. Không rõ kết cục sau này của Đại Đạo Tú. Người con trai của Đại Đạo Tú là Đại Hanh Nhân (대형인, 大亨仁, Dae Hyongin) cùng cháu nội của Đại Đạo Tú là Đại Hồng Duẫn (대홍윤, 大洪允, Dae Hongyun) tiếp tục sinh sống tại Cao Ly. Đại Quang Hiển cũng là tổ tiên của các gia tộc Thái (Tae, 태, 太) ở Hyeopgye và Yeongsun, và gia tộc Đại (Dae, 대, 大) ở Miryang, hầu hết các thành viên trong gia tộc hiện sinh sống tại Hàn Quốc.
Năm 975 vua Liêu Cảnh Tông phát động một cuộc xâm lược lớn vào Định An Quốc (đời vua Liệt Vạn Hoa). Tuy nhiên quân Khiết Đan của Liêu Cảnh Tông đã bị quân Định An Quốc của Liệt Vạn Hoa đánh bại. Quân Khiết Đan của Liêu Cảnh Tông phải lui quân. Sau cuộc chiến này, một số tướng lĩnh người Bột Hải của nhà Liêu đã nổi dậy đánh chiếm thành Phù Châu (nay là Khai Nguyên, Liêu Ninh, Trung Quốc) của nhà Liêu, lập ra vương quốc Yên Pha (頗頗 Yeonpa), tuyên bố chống lại nhà Liêu của vua Liêu Cảnh Tông. Kinh đô của vương quốc Yên Pha đặt tại Phù Châu.
Gia tộc họ Liệt cai trị Định An Quốc bị thay thế bởi gia tộc họ Ô vào năm 976 sau một cuộc binh biến lớn trên khắp vương quốc. Vua Liệt Vạn Hoa bị giết chết. Nhiều vương tộc họ Liệt cũng bị giết. Vương quốc Định An nằm dưới quyền của Ô Huyền Minh (오현명, 烏玄明, Oh Hyeon-myeong) - hậu duệ của Ô Tế Hiển (người từng giúp Liệt Vạn Hoa thành lập Định An Quốc vào năm 935). Theo Cao Ly sử, hàng chục ngàn người Bột Hải tị nạn đã chạy trốn từ Định An Quốc (đời vua Ô Huyền Minh) đến Cao Ly (đời vua Cao Ly Cảnh Tông) vào năm 979. Đây là sự kiện được ghi nhận là cuộc di cư của người Bột Hải lớn nhất kể từ cuộc di cư năm 937 khi thái tử Đại Quang Hiển của vương quốc Bột Hải dẫn hàng chục ngàn người Bột Hải tị nạn vào Cao Ly (đời vua Cao Ly Thái Tổ). Năm 981, vua Ô Huyền Minh phái quân Định An Quốc tấn công vương quốc Yên Pha. Quân Định An Quốc bao vây kinh thành Phù Châu (nay là Khai Nguyên, Liêu Ninh, Trung Quốc) của vương quốc Yên Pha. Vua của vương quốc Yên Pha tuyên bố đầu hàng quân Định An Quốc. Vua Ô Huyền Minh sáp nhập lãnh thổ của vương quốc Yên Pha vào lãnh thổ Định An Quốc của mình. Một số quý tộc và dân chúng Bột Hải của vương quốc Yên Pha đã di tản sang vương quốc Hậu Bột Hải ở kinh thành Hốt Hãn (nay là Ninh An, Hắc Long Giang, Trung Quốc).
Tháng 12 năm 985 Tiêu thái hậu của nhà Liêu phái quân Khiết Đan chinh phục Định An Quốc (đời vua Ô Huyền Minh). Thành Phù Châu (nay là Khai Nguyên, Liêu Ninh, Trung Quốc), thành Hà Châu (nay là Hoa Điện, Cát Lâm, Trung Quốc) và thành Nô Châu (nay là Thông Hóa, Cát Lâm, Trung Quốc) của Định An Quốc nhanh chóng bị quân Khiết Đan đánh hạ. Kinh đô Tây Kinh thất thủ vào tháng 1 năm 986. Định An Quốc bị sụp đổ và bị sáp nhập vào lãnh thổ nhà Liêu (đời vua Liêu Thánh Tông). Người Bột Hải tiếp tục di cư đến Cao Ly (đời vua Cao Ly Thành Tông).
Mặc dù Định An Quốc chính thức thất thủ vào năm 986, nhưng các ghi chép cho thấy cuộc kháng chiến của người Bột Hải chống lại nhà Liêu vẫn tiếp tục ở vùng phía tây, bất chấp sự sụp đổ của nhà nước Định An Quốc và nhà Liêu phải thiết lập ba tiền đồn quân sự ở hạ lưu sông Áp Lục khi họ chính thức sáp nhập tàn dư Định An Quốc vào năm 991.
Vương quốc Hậu Bột Hải của vương tộc họ Đại tại thành Hốt Hãn (nay là Ninh An, Hắc Long Giang, Trung Quốc) thuộc Long Tuyền phủ vẫn duy trì tồn tại cho đến tận năm 994 thì bị một thuộc tướng có nguồn gốc từ vương quốc Yên Pha tên là Ô Chiêu Đạc (烏昭度, Oh So-do) lật đổ, đổi quốc hiệu sang Ô Nha (올야, 兀惹, Olya). Kinh thành Hốt Hãn trở thành kinh thành Ô Xá của vương quốc Ô Nha. Tầng lớp thống trị quý tộc họ Ô này là một trong những tầng lớp quý tộc truyền thống của Bột Hải khi xưa. Tuy nhiên người dân của vương quốc Ô Nha đa phần là người Nữ Chân. Khu vực của vương quốc này nằm ở Khabarovsk, Primorsky Krai, Nga ngày nay. Vương quốc Ô Nha đã cố gắng thiết lập mối quan hệ ngoại giao với các nước láng giềng. Sang năm 996, vương quốc Ô Nha (đời vua Ô Chiêu Đạc) trở thành quốc gia chư hầu của nhà Liêu (đời vua Liêu Thánh Tông). Sau đó vua Ô Chiêu Đạc mất, con là Ô Chiêu Khánh (烏昭慶, Oh So-gyeong) lên kế vị ngôi vua.
Tàn dư cuối cùng của cuộc kháng chiến của người Bột Hải từ Định An Quốc trước đây thật sự bị nhà Liêu tiêu diệt sạch sẽ vào năm 999. Người Bột Hải tiếp tục di cư đến Cao Ly (đời vua Cao Ly Mục Tông).
Crossley tin rằng theo ghi chép của Cao Ly, những người tị nạn Bột Hải chỉ đến Cao Ly theo nhóm từ vài trăm đến vài nghìn người. Crossley gợi ý rằng tổng số người Bột Hải đến Cao Ly không thể nhiều hơn 100.000, trong khi hàng triệu người Bột Hải vẫn ở trong các vùng lãnh thổ do nhà Liêu kiểm soát. Theo Crossley, cũng không rõ liệu họ ở lại, quay lại Bột Hải hay chuyển đi nơi khác như nhà Tống hay Nhật Bản. Theo Kim, giữa thế kỷ 10 và 11, 30.000 hộ gia đình Bột Hải (hơn 100.000 người Bột Hải) đã di cư đến Cao Ly, 94.000 hộ gia đình địa phương (470.000 cư dân Bột Hải) bị người Liêu trục xuất và chỉ có 20.000 gia đình Bột Hải sống ở vùng lãnh thổ cũ của vương quốc Bột Hải, một con số nhỏ hơn đáng kể so với những người di cư đến Cao Ly. Các nhà sử học Triều Tiên và Hàn Quốc thường ước tính có khoảng 100.000 đến 200.000 người Bột Hải đã chạy trốn khỏi lãnh thổ cũ của Bột Hải để đến Cao Ly. Giáo sư sử học Park Jong-gi ước tính rằng có 120.600 người Bột Hải đã chạy trốn khỏi lãnh thổ cũ của Bột Hải để đến Cao Ly, và riêng họ đã chiếm khoảng 6,3% trong tổng số khoảng 2 triệu dân Cao Ly thời kỳ đầu của Cao Ly.
Từ năm 1004 đến năm 1022 người Nữ Chân và người Thiết Lợi Mạt Hạt đã bắt bớ những người dân Bột Hải của vương quốc Ô Nha và cống nạp hết mình cho nhà Liêu (đời vua Liêu Thánh Tông), khiến cho vương quốc Ô Nha bị suy yếu nhanh chóng do thiếu con người làm việc, thiếu nhân lực lao động. Cùng năm 1022 vua Ô Chiêu Khánh mất, dòng họ Ô tiếp tục cai trị vương quốc Ô Nha cho đến năm 1114 thì bị bộ tộc Nữ Chân (đời thủ lĩnh Hoàn Nhan A Cốt Đả) tiêu diệt và bị sáp nhập vào bộ tộc Nữ Chân.

Bản đồ Hưng Liêu đế quốc năm 1029.

Sau khi thành lập Hưng Liêu đế quốc trong lãnh thổ nhà Liêu (đời vua Liêu Thánh Tông) vào năm 1029, Thiên Hưng hoàng đế Đại Diên Lâm (hậu duệ trực hệ đời thứ 7 của Bột Hải Cao Vương) đã cử một đại sứ đến Cao Ly (đời vua Cao Ly Hiển Tông) để yêu cầu hỗ trợ quân sự. Vua Cao Ly Hiển Tông đã gửi một số quân đội Cao Ly bắc tiến tấn công vào lãnh thổ nhà Liêu. Tuy nhiên quân Liêu do Gia Luật Bộc Nô (Yelu Punu) chỉ huy đã đẩy lùi họ và trục xuất quân đội Cao Ly về nam. Một số quan lại của Cao Ly lại tìm cách đối đầu thêm với nhà Liêu và đã gửi thêm một đạo quân đến chi viện cho Hưng Liêu đế quốc, nhưng đoàn ngoại giao Cao Ly và giới quý tộc, học giả đã yêu cầu vua Cao Ly Hiển Tông phải thận trọng. Vua Cao Ly Hiển Tông sau đó quyết định từ bỏ các hoạt động quân sự chống lại nhà Liêu. Mặc dù vậy, Thiên Hưng hoàng đế Đại Diên Lâm và người Bột Hải vẫn tiếp tục gửi các sứ giả đến Cao Ly để yêu cầu hỗ trợ cho họ chống lại nhà Liêu nhưng đều bị vua Cao Ly Hiển Tông từ chối giúp đỡ. Những người Bột Hải khác đang phục vụ trong quân đội nhà Liêu cũng từ chối gia nhập Hưng Liêu của Thiên Hưng hoàng đế Đại Diên Lâm. Thay vào đó chỉ có một số ít người Nữ Chân gia nhập Hưng Liêu của Đại Diên Lâm. Nhiều người tham gia cuộc nổi dậy của Đại Diên Lâm có lẽ đã nhận ra sự yếu kém của triều đại mới và chạy trốn đến Cao Ly trước khi nó sụp đổ. Sang năm 1030, khi nhận tin nhà Liêu (đời vua Liêu Thánh Tông) cử Gia Luật Bộc Nô chinh phục Hưng Liêu đế quốc. Bốn nhóm sứ giả Hưng Liêu được Đại Diên Lâm cử sang Cao Ly cầu viện, trong đó ba nhóm đầu đã đến Cao Ly và về tay trắng, còn nhóm cuối cùng do Lee Kwang Rok dẫn đầu thì mới vừa khởi hành nên chưa đến Cao Ly. Không lâu sau, Hưng Liêu đế quốc của Thiên Hưng hoàng đế Đại Diên Lâm bị nhà Liêu tiêu diệt, cả quân Nữ Chân và quân Cao Ly chi viện cho Hưng Liêu đế quốc cũng bị đánh tan. Đại Diên Lâm bị nhà Liêu bắt và bị xử tử. Đại Lực Thu (大力秋, một người gốc Bột Hải) có liên quan đến sự biến Đại Diên Lâm nên cũng bị nhà Liêu bắt và bị xử tử dù ông ta có là phò mã của Liêu Thánh Tông. Thê tử của Đại Lực Thu là Lâm Hải công chúa Gia Luật Trường Thọ (con gái thứ 8 của Liêu Thánh Tông) sau này cải giá với Tiêu Cổ (萧古). Giới quý tộc Bột Hải cũ bị nhà Liêu di dời đến gần Kinh đô tối cao của nhà Liêu để dễ kiểm soát trong khi những người Bột Hải khác thì chạy trốn đến Cao Ly. Vua Cao Ly Hiển Tông thấy vậy đã xưng thần nạp cống với người Khiết Đan nhà Liêu. Đoàn sứ giả cuối cùng của Hưng Liêu đế quốc do Lee Kwang Rok dẫn đầu đã đến Cao Ly (đời vua Cao Ly Hiển Tông) sau khi nhà nước Hưng Liêu đế quốc đã bị nhà Liêu phá hủy vào năm 1030. Họ đã ở lại Cao Ly thay vì quay trở về. Nhà sử học Alexander Kim coi nhóm này là những người tị nạn Bột Hải chứ không phải thành viên của phái đoàn sứ giả. Alexander Kim tin rằng vào thế kỷ 11, người Bột Hải sống dưới sự cai trị của nhà Liêu bắt đầu coi Cao Ly là một quốc gia thù địch mà người Bột Hải từng không nhận được hỗ trợ đầy đủ.
Theo các học giả Triều Tiên và Hàn Quốc, cuộc di cư hàng loạt của những người tị nạn Bột Hải từ nhà Liêu (đời vua Liêu Thiên Tộ Đế) đến Cao Ly vẫn tiếp tục kéo dài ít nhất cho đến đầu thế kỷ 12 dưới thời trị vì của vua Cao Ly Duệ Tông. Do dòng người tị nạn Bột Hải ồ ạt liên tục này, dân số gốc Cao Câu Ly được suy đoán là đã trở nên thống trị so với những người đồng cấp gốc Tân La và gốc Bách Tế đã trải qua chiến tranh tàn khốc và xung đột chính trị kể từ khi Hậu Tam Quốc ra đời. Dân gốc Hậu Bách Tế chỉ khá hơn một chút so với dân gốc Tân La trước khi sụp đổ vào năm 936. Khi đó, trong số ba thủ đô của Cao Ly thì Khai Thành và Bình Nhưỡng ban đầu là nơi cư trú của những người định cư gốc Cao Câu Ly từ Vùng Paeseo (Bái Tây, 패서, 浿西) và Bột Hải.
Những người tị nạn Bột Hải vẫn giữ được văn hóa và bản sắc của họ ngay cả dưới sự cai trị khắc nghiệt của nhà Liêu. Kể từ khi thủ lĩnh bộ tộc Nữ Chân (những người là hậu duệ của người Mạt Hạt từng nắm 1 phần quyền lực của Bột Hải, họ đồng thời là tiền thân của nhà Kim và nhà Thanh) là Hoàn Nhan A Cốt Đả lãnh đạo một cuộc nổi dậy chống lại nhà Liêu (đời vua Liêu Thiên Tộ Đế) vào năm 1114, những người tị nạn Bột Hải với con số khổng lồ đã tham gia chiến tranh để tránh bị đánh thuế khắc nghiệt và xóa sổ văn hóa, giúp đỡ người Nữ Chân chống Liêu một cách tích cực.
Những hậu duệ của người Bột Hải đã lợi dụng cuộc chiến tranh giữa người Nữ Chân và nhà Liêu đang diễn ra ác liệt thì cũng nổi dậy chống lại nhà Liêu trong năm 1114. Họ đã đánh bại quân Liêu hai lần trước khi bị quân Liêu của Liêu Thiên Tộ Đế tiêu diệt.

Đại Nguyên Quốc (hay còn gọi là Đại Bột Hải Đế Quốc) (tháng 1 năm 1116 - tháng 5 năm 1116)

Tháng 1 năm 1116, một tướng Liêu gốc Bột Hải là Cao Vĩnh Xương (고영창, 高永昌) đã thừa cơ dẫn theo 3000 người Bột Hải chống lại nhà Liêu (đời vua Liêu Thiên Tộ Đế), chiếm thành Đông Kinh (nay là Liêu Dương, Liêu Ninh, Trung Quốc), tự lập làm vua và thành lập nên Đại Nguyên Quốc. Vua Liêu Thiên Tộ Đế phái hai gia nô là Tiêu Hàn và Trương Lâm (cả hai đều là hậu duệ của vương quốc Bột Hải) chỉ huy quân Liêu đi chinh phạt Đại Nguyên Quốc của Cao Vĩnh Xương. Long Cơ hoàng đế Cao Vĩnh Xương hướng lên phía bắc cầu viện nhà Kim (đời vua Kim Thái Tổ). Vua Kim Thái Tổ Hoàn Nhan A Cốt Đả đã cho quân Kim tăng viện cho Long Cơ hoàng đế Cao Vĩnh Xương và chiếm lĩnh địa khu Đông Kinh. Quân Kim thừa cơ đi vòng ra sau lưu công kích quân Liêu. Quân Liêu đại bại. Sau đó, vào tháng 4 năm 1116, vua Kim Thái Tổ lệnh cho Long Cơ hoàng đế Cao Vĩnh Xương phải từ bỏ đế hiệu và trở thành chư hầu cho nhà Kim. Song Long Cơ hoàng đế Cao Vĩnh Xương đã không nghe theo. Vua Kim Thái Tổ liền thừa thắng dẫn quân Kim tấn công vào Đại Nguyên Quốc (còn gọi là Đại Bột Hải Đế Quốc) của Long Cơ hoàng đế Cao Vĩnh Xương. Quân Kim nhanh chóng đánh bại quân Đại Nguyên Quốc, chiếm 50 châu của Đại Nguyên Quốc ở bán đảo Liêu Đông. Quân Kim sau đó còn đánh bại Long Cơ hoàng đế Cao Vĩnh Xương và quân Bột Hải thêm 1 trận lớn nữa. Đến tháng 5 năm Thu Quốc thứ hai 1116, quân Đông lộ của nhà Kim đã lợi dụng đêm tối mà đánh chiếm kinh thành Đông Kinh (nay là Liêu Dương, Liêu Ninh, Trung Quốc) của Long Cơ hoàng đế Cao Vĩnh Xương. Long Cơ hoàng đế Cao Vĩnh Xương bị chém đầu trong tháng 5 năm 1116. Kể từ đó, Đông Kinh đạo với 50 châu của Đại Nguyên Quốc (Đại Bột Hải Đế Quốc), hay là của nhà Liêu trước đó, đã trở thành đất của nhà Kim. Cũng kể từ đó, một loạt phong trào phục quốc Bột Hải đã kết thúc trong thất bại.
Sự khác biệt giữa các cuộc nổi dậy của người Bột Hải và người Nữ Chân không phải lúc nào cũng được xác định rõ ràng bởi nhà Liêu. Trong văn bia năm 1117 về một tướng lĩnh nhà Liêu đã chết khi chiến đấu chống lại người Nữ Chân vào năm 1114 có đề cập rằng người Bột Hải và người Nữ Chân có mối liên hệ với nhau và được xếp vào cùng một loại người.
Người Khiết Đan nước Liêu (907 - 1125) cuối cùng cũng bị người Nữ Chân nước Kim (1115 - 1234) đánh bại vào năm 1125. Người Nữ Chân tuyên bố nguồn gốc chung của người Bột Hải và Nữ Chân là từ bảy bộ lạc vật cát (勿吉), và tuyên bố: "Nữ Chân và Bột Hải là cùng một gia đình". Các hoàng đế Kim Phế Đế, Kim Thế Tông và Kim Vệ Thiệu Vương của nhà Kim đều có phối ngẫu thuộc vương tộc Bột Hải.
Theo thống kê vào thế kỷ XIII của người Mông Cổ ở miền bắc Trung Quốc, người Bột Hải được phân biệt với các sắc dân khác như Cao Ly, Khiết Đan và Nữ Chân. Điều này cho thấy người Bột Hải vẫn còn lưu giữ bản sắc của mình ngay cả sau khi vương quốc bị chinh phục. Người Bột Hải được nhận dạng tại bán đảo Liêu Đông cho đến thế kỷ XIV khi những thuộc tướng, vương tộc Bột Hải đã bị đồng hóa thành người Nữ Chân và người Hán. Nhà Kim (1115 - 1234), nhà Hậu Kim (1616 - 1636) và Nhà Thanh (1636 - 1912) đều coi Bột Hải là tổ tiên của mình, đưa lịch sử Bột Hải vào dòng lịch sử của người Nữ Chân.

## Văn hóa
Dân số Bột Hải bao gồm người Cao Câu Ly cũ và người Tungusic Mạt Hạt ở Mãn Châu. Trong số 60 địa điểm được xác định là khu định cư của người Bột Hải, nhiều nơi có nhà ở với bếp sưởi, mái ngói gốm và tàu thuyền. Các dụng cụ nông nghiệp bằng sắt cho thấy rằng nền nông nghiệp tinh vi đã được thực hiện ở các vùng của vương quốc Bột Hải. Những phát hiện này chỉ ra rằng phần lớn dân số ngay cả bên ngoài kinh đô đều ít vận động.
Nền văn hóa của vương quốc Bột Hải cũng phức tạp như cấu trúc dân tộc của nó. Các phát hiện khảo cổ học đã chứng minh rằng văn hóa Bột Hải chứa đựng các yếu tố từ các nền văn hóa Mạt Hạt, Cao Câu Ly, Đột Quyết, cũng như nhà Đường của Trung Quốc. Tuy nhiên, các học giả từ Nhật Bản, Trung Quốc, Nga và Hàn Quốc - Triều Tiên đã nhấn mạnh một số thành phần hơn những thành phần khác vì nguồn gốc quốc gia của họ.
Han Ciu-cheol tin rằng nhiều truyền thống của Cao Câu Ly đã được vương quốc Bột Hải duy trì, chẳng hạn như việc sử dụng hệ thống sưởi ấm Ô đột (Ondol) trong các cung điện hoàng gia của vương quốc Bột Hải cũng như việc sử dụng các ngôi mộ lót đá, phòng đá và quan tài bằng đá được sử dụng bởi tầng lớp thống trị của Goguryeo.
Một ghi chép về cuộc hành trình của Hong Hao (1088-1155) trong lãnh thổ nhà Kim đã mô tả người Bột Hải chủ yếu là võ sĩ và không tuân theo các quy tắc Nho giáo. Phụ nữ Bột Hải được mô tả là "ghen tuông dữ dội" và ngăn cản đàn ông đi chệch khỏi sự chung thủy của võ sĩ. Đàn ông Bột Hải được mô tả là "đầy mưu lược, dũng cảm hơn các dân tộc khác, đến nỗi có câu nói 'Ba người Bột Hải có thể đấu lại một con hổ'". Một số người Bột Hải thực hành Phật giáo. Tuy nhiên, các dấu ấn văn hóa Bột Hải rõ ràng không đi chệch hướng đến mức ngăn cản sự đồng hóa vào các xã hội lân cận. Việc sử dụng rộng rãi các họ kiểu "Trung Quốc" ở Bột Hải và không có dấu hiệu văn hóa riêng biệt nào ngăn cản họ hòa nhập vào xã hội văn nhân Trung Quốc. Không có bằng chứng về bất kỳ xích mích nào trong quá trình này. Các dấu ấn văn hóa khác như truyền thống võ thuật cũng có thể đã tạo điều kiện thuận lợi cho việc chấp nhận các nền tảng của người Mông Cổ, người Tatar và người Nữ Chân.

## Xã hội
Theo các học giả Triều Tiên và Hàn Quốc và các nhà sử học khác, người Mạt Hạt tạo nên tầng lớp lao động phục vụ giai cấp thống trị người Cao Câu Ly. Một số nhà sử học tin rằng xung đột sắc tộc giữa những người Cao Câu Ly cầm quyền và tầng lớp người Mạt Hạt ở dưới đã làm suy yếu nhà nước. Các nhà sử học khác đưa ra quan điểm bất đồng. Han Ciu-cheol đồng ý rằng người Mạt Hạt chiếm đa số dân số Bột Hải nhưng không đồng ý rằng họ khác với Cao Câu Ly hay Bột Hải. Theo Han Ciu-cheol, nguồn gốc của "Malgal" và "Mulgil" (hai từ nói về Mạt Hạt) nằm trong ngôn ngữ Cao Câu Ly, và "ngôn ngữ và phong tục Malgal cũng giống như của Cao Câu Ly và Bột Hải."
Mặt khác, nhà sử học người Nga là Polutov tin rằng hậu duệ của Cao Câu Ly không có quyền thống trị chính trị Bột Hải, và hệ thống cai trị của Bột Hải được mở cho tất cả mọi người một cách bình đẳng. Cấu trúc cai trị của Bột Hải dựa trên cấu trúc quản lý lãnh đạo quân sự-tu sĩ của các bộ lạc Mạt Hạt và cũng có một số yếu tố được điều chỉnh từ hệ thống của Trung Quốc. Sau thế kỷ thứ 8, vương quốc Bột Hải trở nên tập quyền hơn, và quyền lực được củng cố quanh nhà vua và hoàng tộc.
Hệ thống giai cấp của xã hội Bột Hải đang gây tranh cãi. Một số nghiên cứu cho thấy có một hệ thống giai cấp phân tầng và cứng nhắc tương tự như hệ thống của các vương quốc Triều Tiên có liên quan và tiền Tần ở miền bắc Trung Quốc. Những người ưu tú có xu hướng thuộc về các dòng họ quý tộc lớn được chỉ định bởi họ. Trong khi đó, thường dân hoàn toàn không có họ, và khả năng thăng tiến trong xã hội hầu như là không thể vì giai cấp và địa vị đã được hệ thống hóa thành một hệ thống đẳng cấp. Các nghiên cứu khác đã chỉ ra rằng có một hệ thống thị tộc nhưng không tồn tại sự phân chia giai cấp rõ ràng, trong khi vị trí của thủ lĩnh thị tộc phụ thuộc vào sức mạnh của thị tộc. Bất kỳ thành viên nào trong bang hội đều có thể trở thành thủ lĩnh bang hội nếu anh ta có đủ quyền hạn. Cũng có những gia tộc pháp sư đặc quyền về mặt tôn giáo. Các cuộc đấu tranh gia tộc cũng một phần là do ảnh hưởng ngày càng tăng của nhà Đường và các thái độ khác nhau đối với quá trình Hán hóa hơn nữa. Phần chính của xã hội ở Bột Hải là tự do trong tư cách cá nhân và bao gồm các thị tộc.
Vào thời điểm vương quốc Bột Hải sụp đổ, phương thức sinh sống của người Bột Hải đã trở nên giống với phương thức sống của người Trung Quốc phía bắc. Nhà Liêu đã phân loại dân số Bột Hải là người Hán trong bối cảnh pháp lý và thuế khóa, giống như những người có tổ tiên bắt nguồn từ nhà Đường. Một số nhóm người Mạt Hạt đã không áp dụng lối sống này và bị nhà Liêu loại khỏi tên gọi người Bột Hải. Thay vào đó, họ vẫn là người Mạt Hạt, và sẽ trở thành một nguồn quan trọng hình thành nên người Nữ Chân trong tương lai.

## Chính quyền
Bột Hải được thành lập trên những phần lãnh thổ sót lại của Cao Câu Ly trước đây cùng một số bộ lạc Tungus ở Mãn Châu, trong đó có cả người Mạt Hạt. Người Mạt Hạt ở trong tình trạng nô lệ và phải phục vụ cho giới cầm quyền Cao Câu Ly. Như vậy, họ tạo nên một tầng lớp lao động. Tuy nhiên, cũng có những trường hợp người Mạt Hạt đã gia nhập vào tầng lớp thượng lưu Bột Hải ví dụ như Khất Tứ Bỉ Vũ (Gulsabiwu), người đã ủng hộ việc thành lập Bột Hải. Họ chỉ được phong các tước vị"suryong", hay"tù trưởng", và chỉ đóng một vai trò nhất định trong tầng lớp cầm quyền. Vào đời vua Đại Vĩ Hài (895 - 906) giới quý tộc gốc Cao Câu Ly trong triều đình Bột Hải đã bị người Mạt Hạt lấn át quyền hành và dân số người Mạt Hạt trong lãnh thổ vương quốc Bột Hải này cũng đã chiếm tỷ lệ cao hơn người gốc Cao Câu Ly. Một số sứ thần Bột Hải cũng đã mang họ Mạt Hạt.
Bởi tất cả các tư liệu thành văn từ Bột Hải đã bị mất, tất cả thông tin liên quan đến vương quốc này phải thông qua khảo cổ hay sử sách Trung Hoa. Sau khi thành lập, Bột Hải đã tích cực tiếp nhận văn hóa và hệ thống chính trị của nhà Đường tại Trung Quốc. Các nghiên cứu khảo cổ về cách bố trí của các thành phố Bột Hải đã đưa ra kết luận rằng chúng có chức năng tương tự như các thành phố Cao Câu Ly, đồng thời cũng cho thấy Bột Hải có duy trì sự tương dồng văn hóa với nhà Đường sau khi được thành lập. Theo sử sách Trung Quốc, Bột Hải có 5 kinh đô, 15 phủ, và 63 huyện.
Bột Hải là một xã hội văn hóa tiến bộ, một viên quan nhà Đường đã mô tả Bột Hải là "Hải đông thịnh quốc" (Haedong seongguk, nghĩa là "quốc gia thịnh vượng ở vùng biển phía Đông"). Cấu trúc triều đình của Bột Hải tương tự như nhà Đường và hệ thống 5 kinh đô của nó bắt nguồn từ cấu trúc hành chính của Cao Câu Ly. Bột Hải, giống như Tân La đã cử nhiều du sinh sang nhà Đường để học tập và nhiều người thậm chí đã vượt qua kỳ thi khoa cử của Trung Quốc. Kết quả, kinh đô Thượng Kinh (Sanggyong) được tổ chức theo kiểu kinh đô Trường An của nhà Đường. Các khu dân cư dược bố trí hai bên của hoàng cung được bao quanh bởi một bức tường thành hình chữ nhật.
Nguồn gốc chủ yếu của văn hóa Bột Hải là Cao Câu Ly. Một Ô đột (Ondol) được cấu tạo để hở nằm bên trong thành nội của hoàng cung Bột Hải và nhiều nơi gần kế với nó. Hơn nữa, các tượng và họa tiết Phật giáo được tìm thấy trong các ngôi chùa Bột Hải phán ảnh rằng nét đặc biệt của nghệ thuật Cao Câu Ly. Một nguồn thông tin quan trọng về văn hóa Bột Hải đã được tìm ra vào cuối thế kỷ XX tại Quần thể lăng mộ cổ ở núi Long Đầu và đặc biệt là Mộ công chúa Đại Trinh Hiếu (Dae Jeong-Hyo) (con gái thứ tư của Bột Hải Văn Vương).

## Ngôn ngữ và chữ viết
Vương quốc Bột Hải đã sử dụng nhiều ngôn ngữ. Ngôn ngữ bản địa của vương quốc Bột Hải không rõ ràng, vì không có văn bản hay chú giải ngôn ngữ nào còn sót lại.
Một thuật ngữ mà người Bột Hải thường sử dụng để mô tả "một vị vua" là Gadokbu, có liên quan đến các từ Kadalambi (quản lý) của ngôn ngữ Mãn Châu và Kadokuotto của ngôn ngữ Nanai.
Alexander Vovin gợi ý rằng giới thượng lưu Bột Hải nói một ngôn ngữ Triều Tiên là tiếng Cao Câu Ly, ngôn ngữ này đã có tác động lâu dài đến các ngôn ngữ Khiết Đan, Nữ Chân và Mãn Châu. Tuy nhiên, ông ta cũng tin rằng phần lớn dân số Bột Hải có lẽ là người Tungusic, và ít nhất là một phần nói tiếng Nữ Chân. Một số nhà sử học Triều Tiên và Hàn Quốc tin rằng một ghi chép trong Shoku Nihongi ngụ ý rằng ngôn ngữ Bột Hải và Tân La có thể thông hiểu lẫn nhau: một học sinh được cử từ Tân La đến Nhật Bản để đào tạo phiên dịch tiếng Nhật đã hỗ trợ một phái viên ngoại giao từ vương quốc Bột Hải giao tiếp với toàn thể triều đình Nhật Bản.
Các sứ mệnh ngoại giao giữa Bột Hải, Nhật Bản và nhà Đường chủ yếu được tiến hành bằng tiếng Hán. Dựa trên hồ sơ hành chính và ngoại giao, một số nhà sử học và ngôn ngữ học Nhật Bản đã gợi ý thêm rằng tiếng Hán là ngôn ngữ ngoại giao của vương quốc Bột Hải. Tiếng Hán cổ điển cũng được sử dụng cho hai bia mộ được khai quật cho các thành viên của gia đình hoàng gia Bột Hải là bia mộ của Trinh Huệ công chúa (737 - 777, con gái thứ 2 của vua Bột Hải Văn Vương) và bia mộ của Trinh Hiếu công chúa (757 - 792, con gái thứ 4 của vua Bột Hải Văn Vương).
Các tư liệu văn bia được khai quật cho thấy chữ Hán là chữ viết duy nhất được sử dụng rộng rãi ở vương quốc Bột Hải. Theo nghiên cứu khoa học của Nga, hệ thống chữ viết của vương quốc Bột Hải dựa trên các ký tự Trung Quốc và trong số các ký tự được sử dụng, nhiều ký tự chỉ được sử dụng ở nước Ngô thời Tây Chu và Xuân Thu ở Trung Quốc. Tuy nhiên, bản ghi chép chỉ là phiên âm. Một số tên của sứ giả Bột Hải tương tự như tên Trung Quốc trong khi những tên khác là duy nhất của Bột Hải như: Wodala, Zhaoheshi và Nansali. Những tên riêng của người Bột Hải chỉ là thiểu số. Sách Cựu Đường thư ghi lại rằng vương quốc Bột Hải từng có chữ viết riêng, hầu như không có gì được biết đến. Alexander Vovin đã gợi ý rằng chữ viết là một nguyên mẫu của chữ viết của người Nữ Chân. Trong khi hầu hết các bản khắc của vương quốc Bột Hải bao gồm các ký tự Trung Quốc phổ biến, ông ta đã xác định được một số ít các ký tự có dấu hiệu hoặc bản ghi chép của chữ viết thuộc về người Nữ Chân.

## Kinh tế và thương mại
Dưới thời vương quốc Bột Hải, nền nông nghiệp của khu vực trở nên phổ biến và phát triển hơn nhiều so với các thế kỷ trước, đặc biệt là ở phía bắc. Kê, lúa mạch, đậu nành và gạo là những loại cây trồng chính được trồng ở vương quốc Bột Hải. Một số sản phẩm chuyên biệt của vùng, chẳng hạn như gạo, đậu lên men, mận và lê, được săn đón nhiều. Câu cá và săn bắn cũng vẫn quan trọng đối với người Bột Hải. Bột Hải cũng sản xuất đồ sắt và đồng tinh xảo, hàng dệt bằng lụa và vải lanh, và đồ gốm, bao gồm đồ gốm Tam thải được phát triển dưới ảnh hưởng của nhà Đường. Việc đánh bắt cá voi cũng được người Bột Hải thực hiện, mặc dù điều này chủ yếu được thực hiện để cống nạp cho nhà Đường.
Bột Hải có trình độ thủ công cao và tham gia buôn bán với các chính thể láng giềng như Hãn quốc Hậu Đột Quyết, Nhật Bản, Tân La và nhà Đường. Bột Hải đã cử một số lượng lớn sứ giả đến Nhật Bản, được gọi là Bokkaishi. Lông thú từ vương quốc Bột Hải được xuất khẩu sang Nhật Bản trong khi các sản phẩm dệt may và kim loại quý như vàng và thủy ngân được nhập khẩu từ Nhật Bản. Ở Nhật Bản, lông của điêu (ten, tức là sable hoặc marten khác, tên một loài chồn đen ở vùng Tây Bá Lợi Á, da nó cực kì quý) rất có giá trị do nó được giới quý tộc Nhật Bản ưa chuộng. Tương tự như vậy, những người xây dựng của Bột Hải đã sử dụng các kỹ thuật công sự của Nhật Bản với nền văn hóa Nhật Bản đang thịnh hành trong quá trình xây dựng cảng của An. Các tác phẩm âm nhạc Shinmaka (tiếng Nhật: 新靺鞨) của Bột Hải đã được bảo tồn bởi triều đình Nhật Bản.

## Vấn đề Bột Hải thuộc lịch sử của quốc gia nào
Nói về nguồn gốc dân tộc của Bột Hải Cao Vương Đại Tộ Vinh đang là vấn đề mà các sử gia của Triều Tiên - Hàn Quốc, Trung Quốc, Nga và Nhật Bản ngày nay bàn cãi, không đi theo một sự thống nhất.
Một số nhà sử học Trung Quốc theo sách "Cựu Đường thư" (được viết vào thế kỷ thứ X) đã cho rằng Đại Tộ Vinh là người Cao Câu Ly. Nội dung rằng sau khi Cao Câu Ly sụp đổ được 30 năm thì ông ấy đánh bại quân Đường ở Thiên Môn Lĩnh, thành lập quốc gia Đại Chấn, nhờ tộc Khiết Đan che chắn biên giới với nhà Đường và kích động Đột Quyết giao tranh với nhà Đường để ông ấy tranh thủ xây dựng quốc gia, được 14 năm thì đổi tên Đại Chấn thành Bột Hải. Theo nội dung này thì Đại Tộ Vinh và vương quốc Bột Hải thuộc lịch sử Triều Tiên và Hàn Quốc.
Nhưng có nhiều người theo sách "Tân Đường thư" (được viết vào thế kỷ XI), cho rằng Đại Tộ Vinh không phải là người Cao Câu Ly, mà là người Mạt Hạt sống tại miền Mãn Châu ngày nay, thời đó từng nội thuộc vào Cao Câu Ly, nhưng sau đó đã tách ra độc lập. Vương quốc Bột Hải từng có mối liên hệ về văn hóa và chính trị chặt ché với nhà Đường của Trung Quốc. Ngoài ra, người Mạt Hạt còn là tổ tiên của người Nữ Chân sau này thành lập nhà Kim, nhà Thanh ở Trung Quốc nên các sử gia Trung Quốc cho rằng Đại Tộ Vinh và vương quốc Bột Hải thuộc lịch sử Trung Quốc.

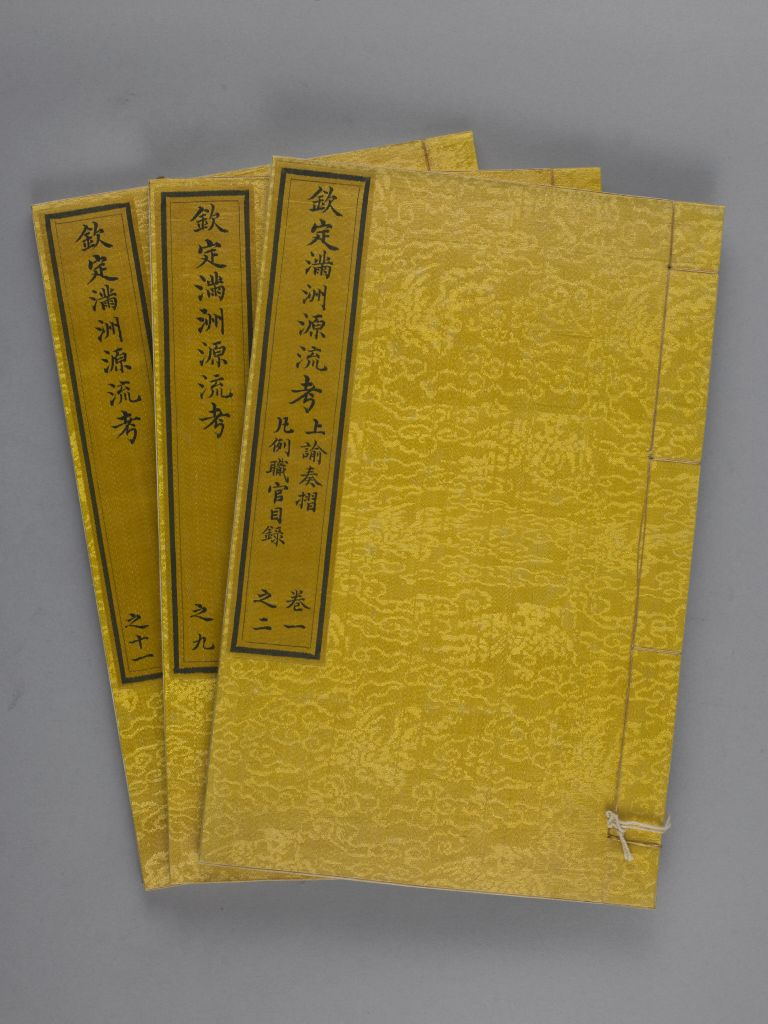
Hình ảnh về bộ sách Mãn Châu nguyên lưu khảo (滿洲源流考, Researches on Manchu Origins)

Năm 1777, nhà Thanh (đời vua Càn Long đã cho xuất bản bộ sách Mãn Châu nguyên lưu khảo (滿洲源流考, Researches on Manchu Origins). Nội dung của bộ sách này đã công nhận vương quốc Bột Hải là một phần lịch sử của người Nữ Chân và người Mãn Châu. Cũng do ngày nay người Mãn Châu đã trở thành một trong số những dân tộc thiểu số tại Trung Quốc nên người Trung Quốc coi vương quốc Bột Hải thuộc lịch sử quốc gia mình.
Dù triều đại Cao Ly từng coi vương quốc Bột Hải của Đại Tộ Vinh là "quốc gia anh em" với mình nhưng lịch sử của vương quốc Bột Hải chưa từng được đưa vào hệ thống sử sách của Cao Ly. Cho đến tận năm 1784, nhà sử học Yu Deuk-gong của nhà Triều Tiên (đời vua Triều Tiên Chính Tổ) cho phát hành bộ sách mang tên Balhaego (발해고, 渤海考, Bột Hải khảo). Đây là sự kiện khẳng định rằng lịch sử của vương quốc Bột Hải đã thuộc về dân tộc Triều Tiên. Tuy nhiên tại thời điểm bộ sách Balhaego này được phát hành thì người Nữ Chân đang cai trị Trung Quốc dưới hình thức là nhà Thanh (đời vua Càn Long). Các nhà sử học Triều Tiên và Hàn Quốc ngày nay đã thừa nhận rằng vương quốc Bột Hải là vương quốc kế thừa Cao Câu Ly, là một phần của Thời đại Nam–Bắc Quốc trong lịch sử Triều Tiên.
Các sử gia Liên Xô ngày trước và Nga ngày nay cho rằng Đại Tộ Vinh là người Tungus ở Mãn Châu ngày xưa vì người Bột Hải có sự gắn kết mật thiết với người Nanai và người Udege thuộc người Tungus. Do đó, người Nga ngày nay công nhận Đại Tộ Vinh và vương quốc Bột Hải thuộc lịch sử Nga. Các sử gia Nhật Bản cho rằng Đại Tộ Vinh là người Túc Mạt Mạt Hạt ở Mãn Châu ngày xưa, vương quốc Bột Hải có mối liên hệ không thể tách rời với Nhật Bản trong suốt quá trình bang giao giữa hai nước ngày xưa, là tiền thân của Mãn Châu Quốc (1932 - 1945) do người Nhật Bản thành lập. Bởi vậy, người Nhật Bản ngày nay công nhận Đại Tộ Vinh và vương quốc Bột Hải thuộc lịch sử Nhật Bản.
Nhưng nói cho cùng, khả năng Đại Tộ Vinh là người Cao Câu Ly vẫn là cao nhất. Cha của Đại Tộ Vinh là Đại Trọng Tượng đã từng lãnh đạo quân người Cao Câu Ly chống lại nhà Đường, nhà Chu, bản thân Đại Tộ Vinh lập ra vương quốc Bột Hải với khẩu hiệu muốn khôi phục lại Cao Câu Ly, luôn chiến đấu chống lại sự xâm lược của các triều đại Trung Quốc. Dưới sự điều khiển của nhà Đường và nhà Chu, người Cao Câu Ly tạm thời ẩn nấu tại Doanh Châu (nay thuộc Trường Xuân, tỉnh Cát Lâm, Trung Quốc), sau đó theo Đại Tộ Vinh sáng lập ra Bột Hải. Bột Hải chiếm lấy hầu hết đất đai của cựu vương quốc Cao Câu Ly, cai trị trong 228 năm, dùng ngôn ngữ Cao Câu Ly, chữ viết Cao Câu Ly. Các vua Bột Hải đều tự coi mình như là vị vua kế tục dân tộc Cao Câu Ly vậy. Theo sách "Loại Tụ quốc sử" (類聚國史) được viết tại Nhật Bản vào thế kỷ thứ IX, cho rằng vương quốc Bột Hải vốn là dân của Cao Câu Ly, nên các vua Bột Hải tất cũng là công dân của Cao Câu Ly. Phần lớn những người dân nước Bột Hải là người Cao Câu Ly, người Mạt Hạt chiếm số ít hơn (nhưng đến thời vua Đại Vĩ Hài thì dân số người Mạt Hạt nhiều hơn người Cao Câu Ly). Khi Bột Hải có quan hệ ngoại giao với Nhật Bản, vua Bột Hải cũng nói rằng mình là người kế nghiệp Cao Câu Ly.

## Trong văn hóa đại chúng
- Bộ phim Emperor of the Sea của Hàn Quốc có đề cập đến việc phản quân Lý Sư Đạo của nhà Đường, thương nhân Jami phu nhân của Tân La và hải tặc Lý Đạo Hình ở biển tây nam Tân La có mua bán với Bột Hải. Đặc biệt Jami phu nhân mượn quân đội Bột Hải can thiệp vào việc giành ngôi vua ở Tân La năm 836: giết Kim Quân Trinh khi ông này đang trên đường làm lễ đăng cơ sau khi vua Tân La Hưng Đức Vương băng hà, đánh đuổi Kim Hựu Trưng chạy ra Thanh Hải (Cheonghae), chiếm kinh đô Kim Thành ở Tân La đưa Kim Minh trở về, lập Kim Đễ Long lên ngôi vua Tân La rồi rút quân về nước. Bộ phim được phát sóng vào các ngày Thứ tư và Thứ năm hàng tuần trên kênh KBS2 từ ngày 24 tháng 11 năm 2004 đến ngày 25 tháng 5 năm 2005.
- Phim kiếm hiệp Muyeonggeom (무영검, 無影劍, Vô Ảnh Kiếm) của Hàn Quốc có bối cảnh nói về vị vương tử cuối cùng của Bột Hải là Dae Jeong-hyun cố gắng chiến đấu với người Khiết Đan nhằm khôi phục Bột Hải. Phim được công chiếu vào ngày 18 tháng 11 năm 2005.
- Dae Jo Yeong - một bộ phim 134 tập của Hàn Quốc nói về cuộc đời của Cao Vương - cũng đã được phát sóng vào các ngày Thứ bảy và Chủ nhật hàng tuần trên kênh KBS Drama từ ngày 16 tháng 9 năm 2006 đến ngày 23 tháng 12 năm 2007. Bộ phim này được nhiều đề cử và đã đạt rất nhiều giải thưởng ở các buổi lễ trao giải KBS Drama Awards 2006, KBS Drama Awards 2007, Korean Broadcasting Awards 2008 và Korea Drama Awards 2008. Bộ phim cổ vũ tinh thần yêu nước chống Trung Quốc xâm lược của dân Hàn Quốc, nhắc dân Hàn Quốc không được quên vùng đất của mẹ (ý nói vương quốc Bột Hải) đã mất hoàn toàn vào tay Trung Quốc ngày nay. Bộ phim được dân Hàn Quốc đánh giá là một trong những bộ phim truyền hình hay nhất mọi thời đại của lịch sử phim truyền hình Hàn Quốc.
- Bột Hải (Balhae) là tên của cơ sở nghiên cứu mặt trăng trong bộ phim truyền hình Hàn Quốc có tên là The Silent Sea (고요의 바다). Bộ phim được phát sóng 8 tập trong ngày 24 tháng 12 năm 2021.[208]